# Викторианская мода

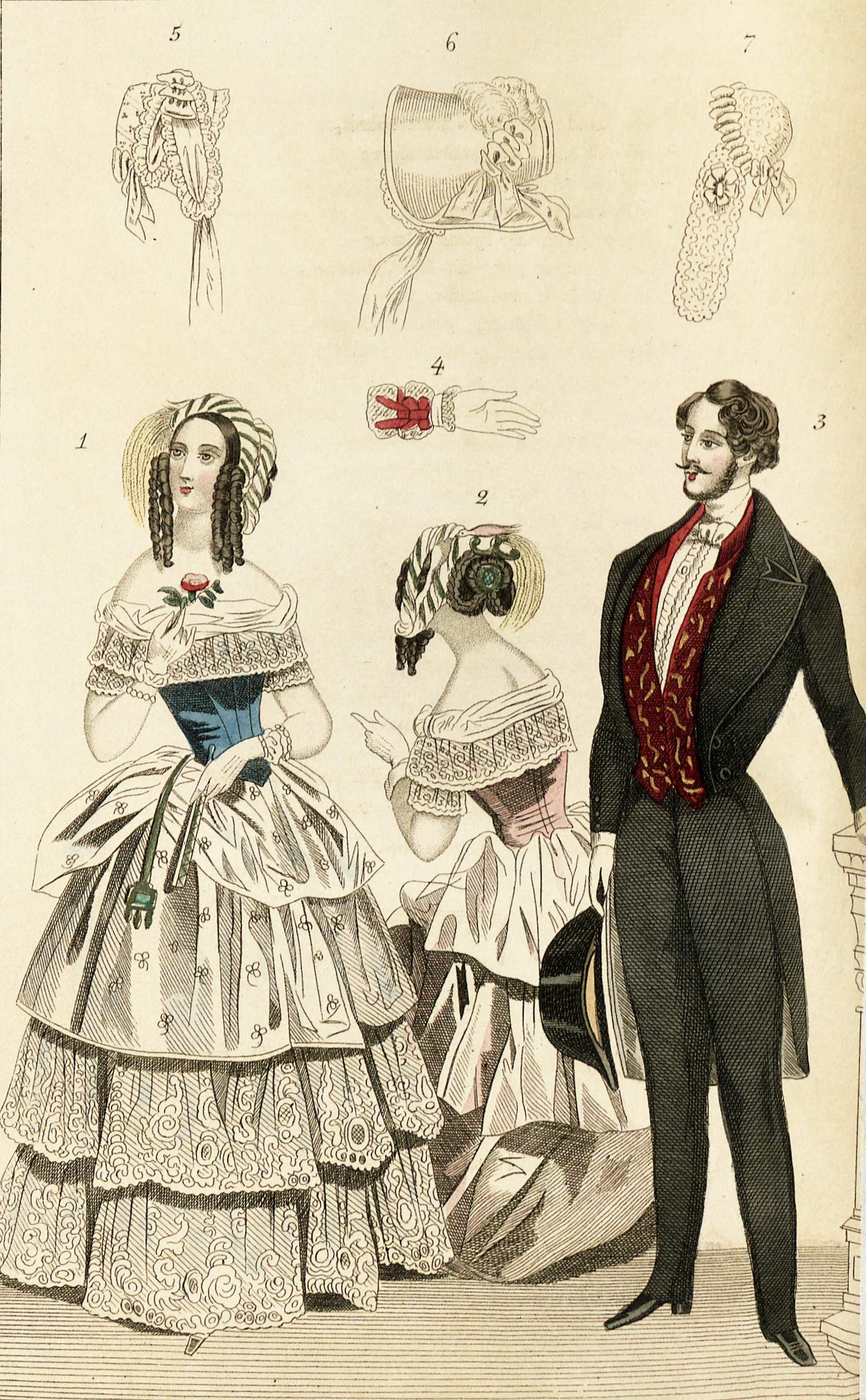
Иллюстрация 1844 года

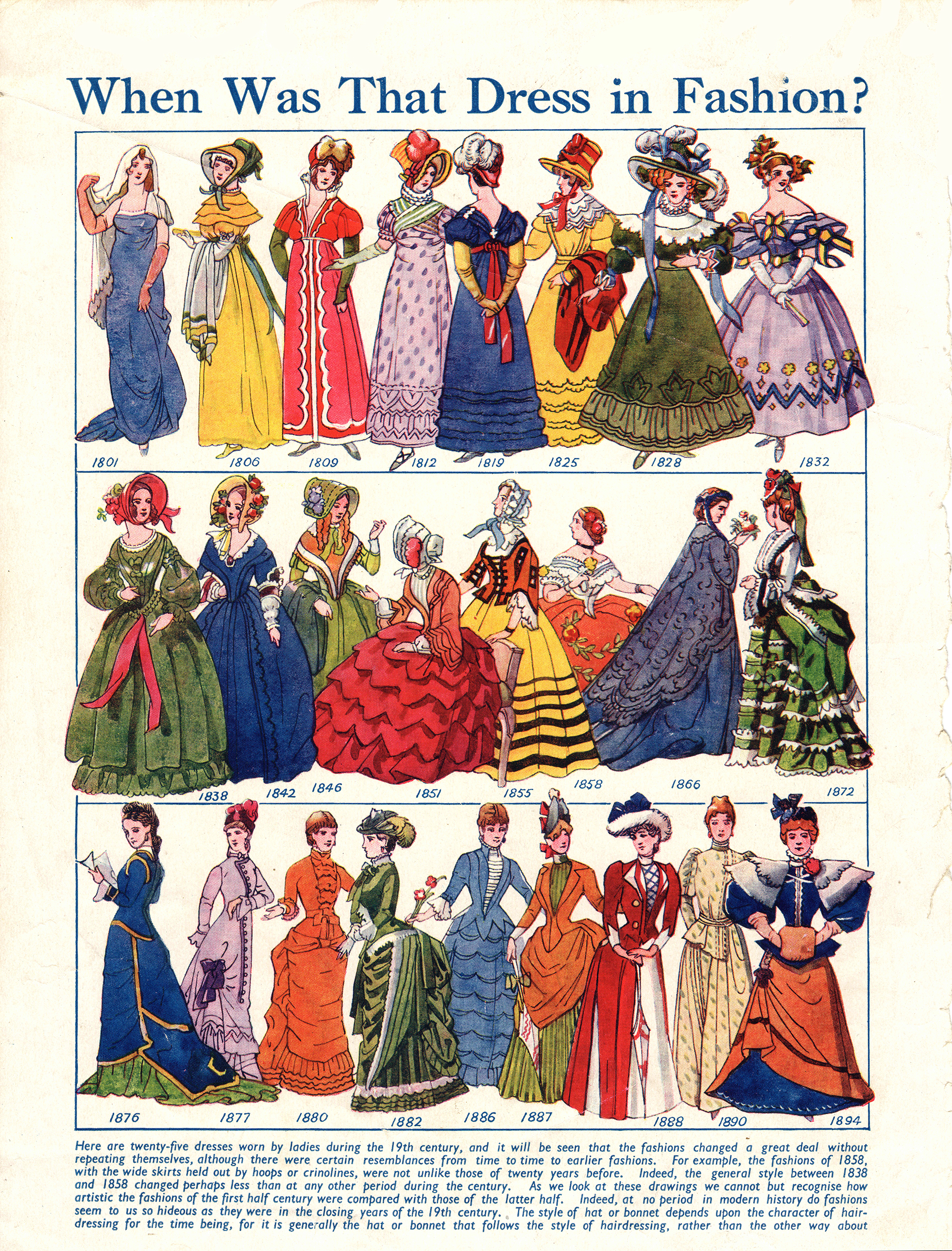
Иллюстрация с изображением моды на протяжении всего XIX века

Викторианская мода — совокупность модных тенденций в одежде и аксессуарах, характерных для Великобритании периода правления королевы Виктории (1837—1901). В викторианскую эпоху Англия переживала период экономического роста и промышленной революции, что всестороннее отражалось на общественной жизни, в том числе в литературе, изобразительном искусстве, а также в моде. За эти десятилетия происходили многочисленные изменения в мире моды, в том числе смена стилей и тенденций, технологий изготовления и обработки материалов. Массовое производство швейных машинок в 1850-е годы и появление искусственных красителей привело к тому, что процесс изготовления одежды стал более быстрым и дешёвым, что позволило городским обывателям, в том числе среднему классу, приобщиться к миру высокой моды. Появились и стали широко распространяться печатные модные журналы, позволявшие массовому потребителю следить за последними модными веяниями.
Кроме того, сама королева Виктория задавала многие модные тенденции — приглянувшиеся ей предметы тут же становились популярными (например, украшения с шотландским дымчатым кварцем и опалом), а когда после смерти мужа в 1861 году королева надела траур, по всей стране получил распространение так называемый «викторианский культ смерти» и связанная с ним траурная мода.

## Периодизация

### Ранний период (1837—1855)
В начале правления королевы Виктории в моде царила эстетика романтизма. Этот стиль требовал тонкой и несколько заниженной талии. Для достижения нужного эффекта использовался специальный корсет, который шнуровался до самых бедер. Постепенно, прежде огромные рукава становятся менее массивными и укорачиваются, плечи сужаются, а юбка-колокол удлиняется и стремительно набирает в объёме: под верхнюю ткань надевали множество слоев накрахмаленных нижних юбок, которые должны были поддерживать форму платья.
К концу 1840-х годов на смену тяжелым накрахмаленным юбкам приходит жесткая юбка из конского волоса, названная кринолином. При создании объёма снизу, главный акцент делался на узкую талию. В этот же период в моде был узкий лиф с V-образным низким декольте, обнажающим плечи (разумеется, для вечернего туалета). А плоская с начала века бальная обувь медленно начинает приобретать каблук. Стиль 1840-х годов был воспринят как консервативный и «готический» по сравнению с пышностью 1830-х годов.
В 1850-е года силуэт, в целом, остаётся прежним, претерпевая незначительные изменения. Длина талии становится естественной, линия плеч — заниженной, а объём платья продолжает увеличиваться. В период между 1851—1856 годами для летних платьев использовали муслин, тарлатан и другие ткани, после 1852 года платья стали шить из новых тканей, называемых «ла газ кристал» (la gaze cristal), сотканных из нитей двух различных цветов, тканных одновременно. Это были: переливчатые тафты, дамаст, парча, сатин, но прежде всего — шёлк, особенно ценился лионский, который тогда приобрёл новую славу и считался очень хорошим материалом для домашних, дорожных, дневных и вечерних платьев.
На Всемирной выставке 1851 года было впервые представлено нижнее бельё из машинного трикотажа.

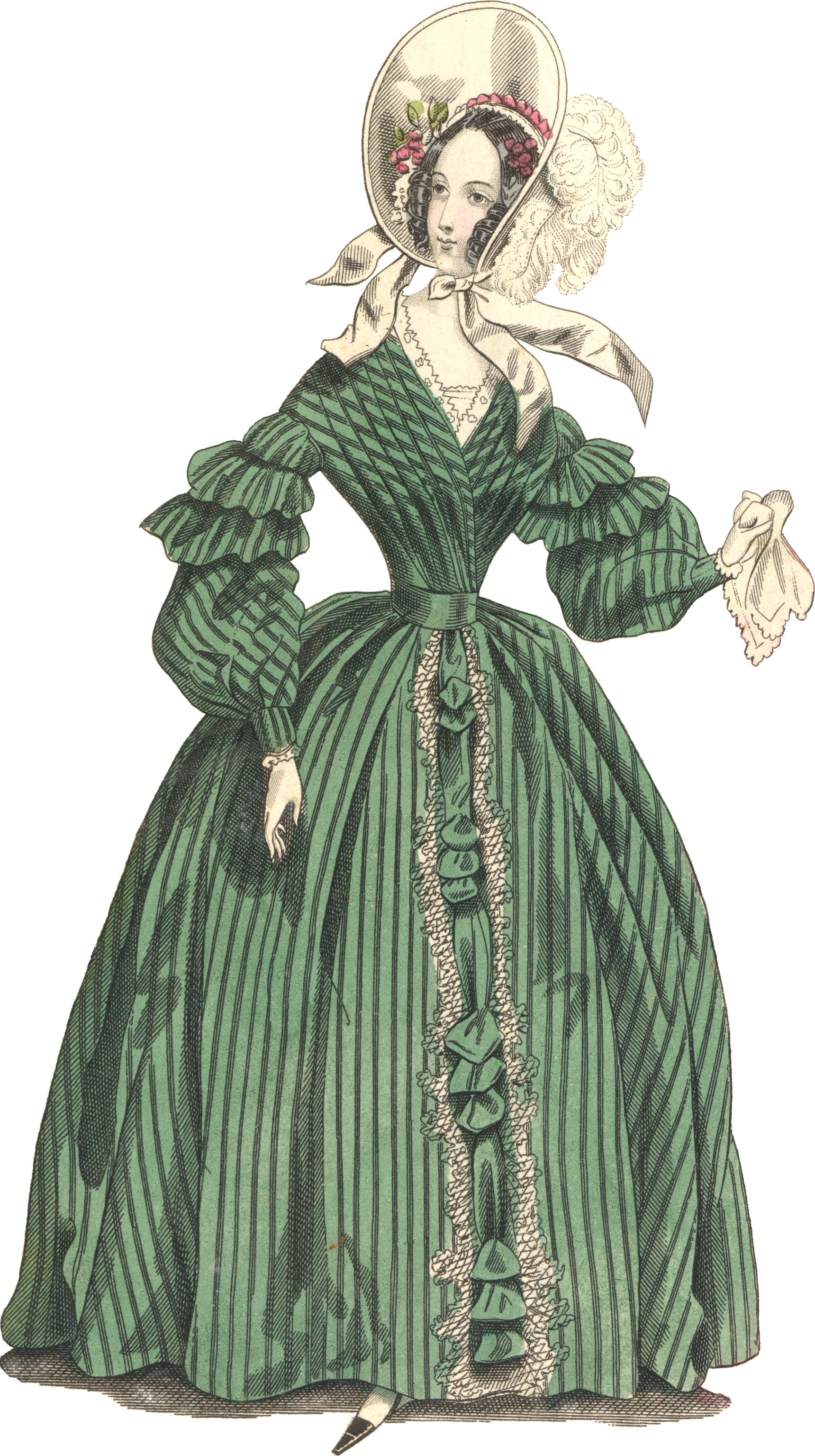
Утреннее платье, 1838
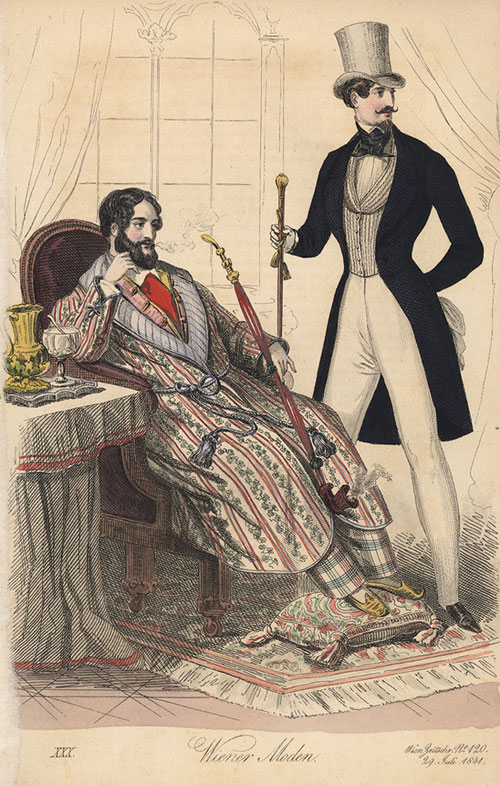
Домашний и прогулочный костюмы, 1841
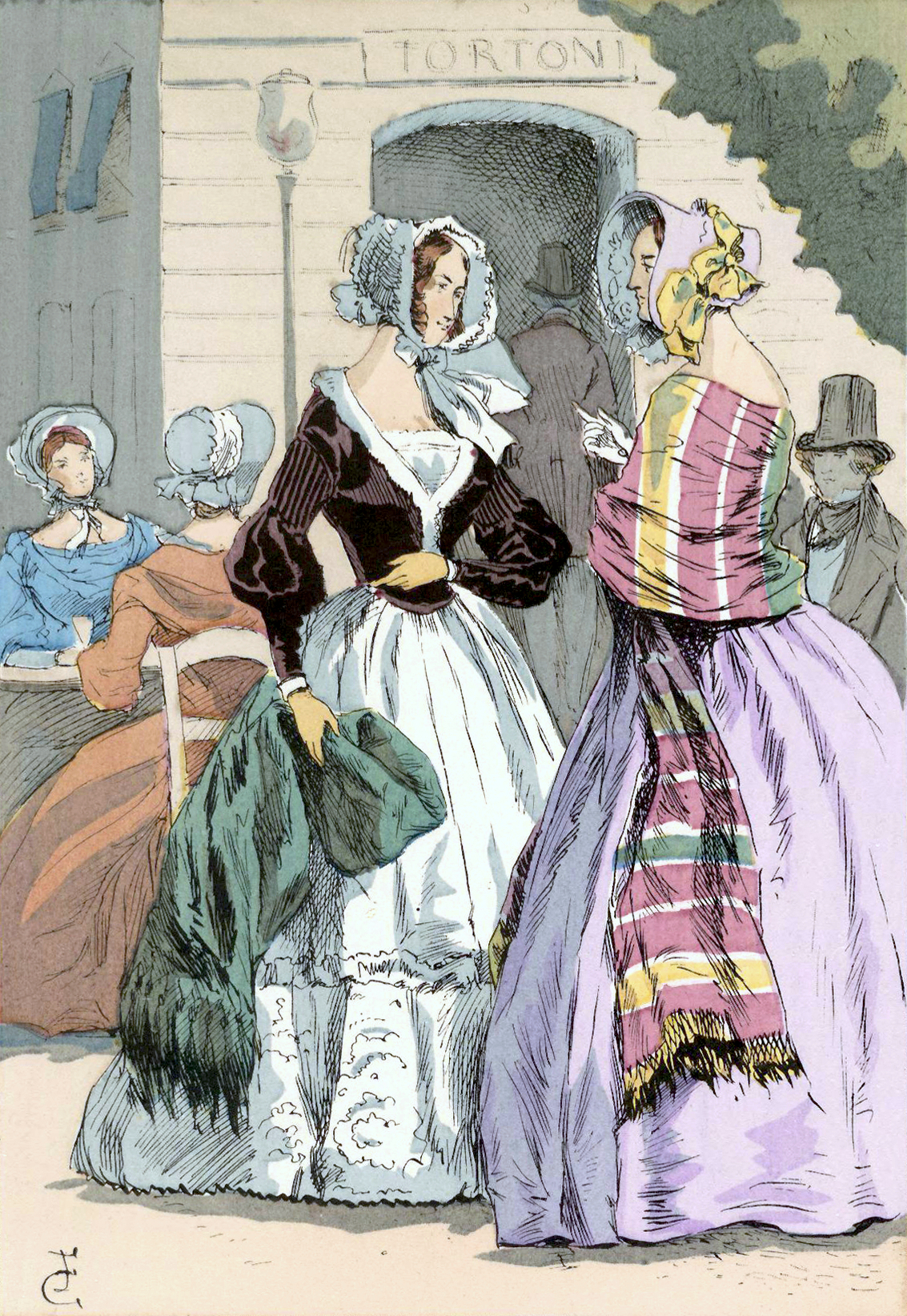
Дамы перед кафе, 1847
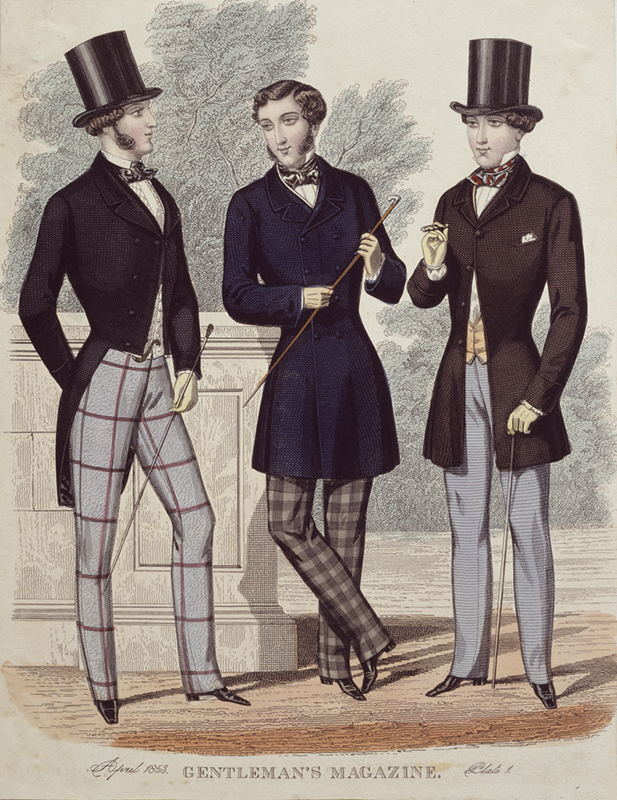
Gentlemen's Magazine, 1853
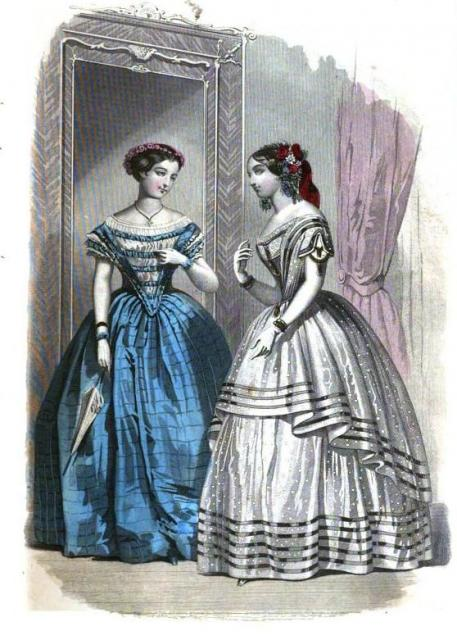
Дама в голубом и дама в сером, 1854

### Средний период (1855—1860-е)
Во второй половине века произошли важнейшие явления: возникновение Домов моды и открытие магазинов готового платья благодаря интенсивному развитию швейной и текстильной промышленности. Это означало, что теперь модные туалеты становились более доступными. Усовершенствование ткацких станков и красителей позволило разнообразить ассортимент тканей.
В середине 1850-х непомерно расширяющаяся юбка достигает необъятных размеров. Это стало возможно благодаря перерождению конструкции кринолина, придуманной Фредериком Чарльзом Вортом. В новую нижнюю юбку вшивались обручи, сделанные из стали или китового уса. Такой кринолин был удобнее прежнего и сохранил за собой его название. За эти десятилетия изготовление кринолинов было поставлено на промышленную основу, и к концу своего господства кринолин носили все женщины: от королевы до служанки. К началу 1860-х годов, кринолины начинают сужаться в верхней своей части, сохраняя при этом свою ширину снизу. Форма кринолина становится более плоской спереди и более объёмной сзади, что создает предпосылки к полному перемещению объёма на заднюю часть платья и переходу к турнюрам и шлейфам.
Платья этого периода, отличающиеся тесно прилегающим лифом и покатой формой плеч, по-прежнему придерживаются романтизма. Как отмечал французский критик Теофиль Готье: «Подчёркивая только бюст и голову, которые являются важнейшими частями тела, теперь, когда нагота несовременна, кринолин указывает на ложную стыдливость своей эпохи, которая волновалась при виде высунутой ноги или тесно облегающей перчатки».

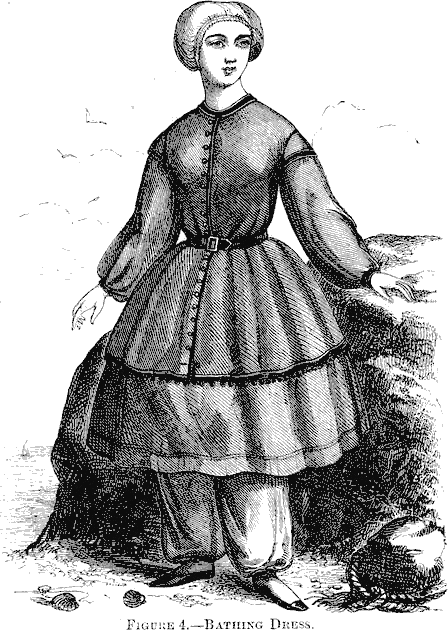
Купальный костюм, 1858 год
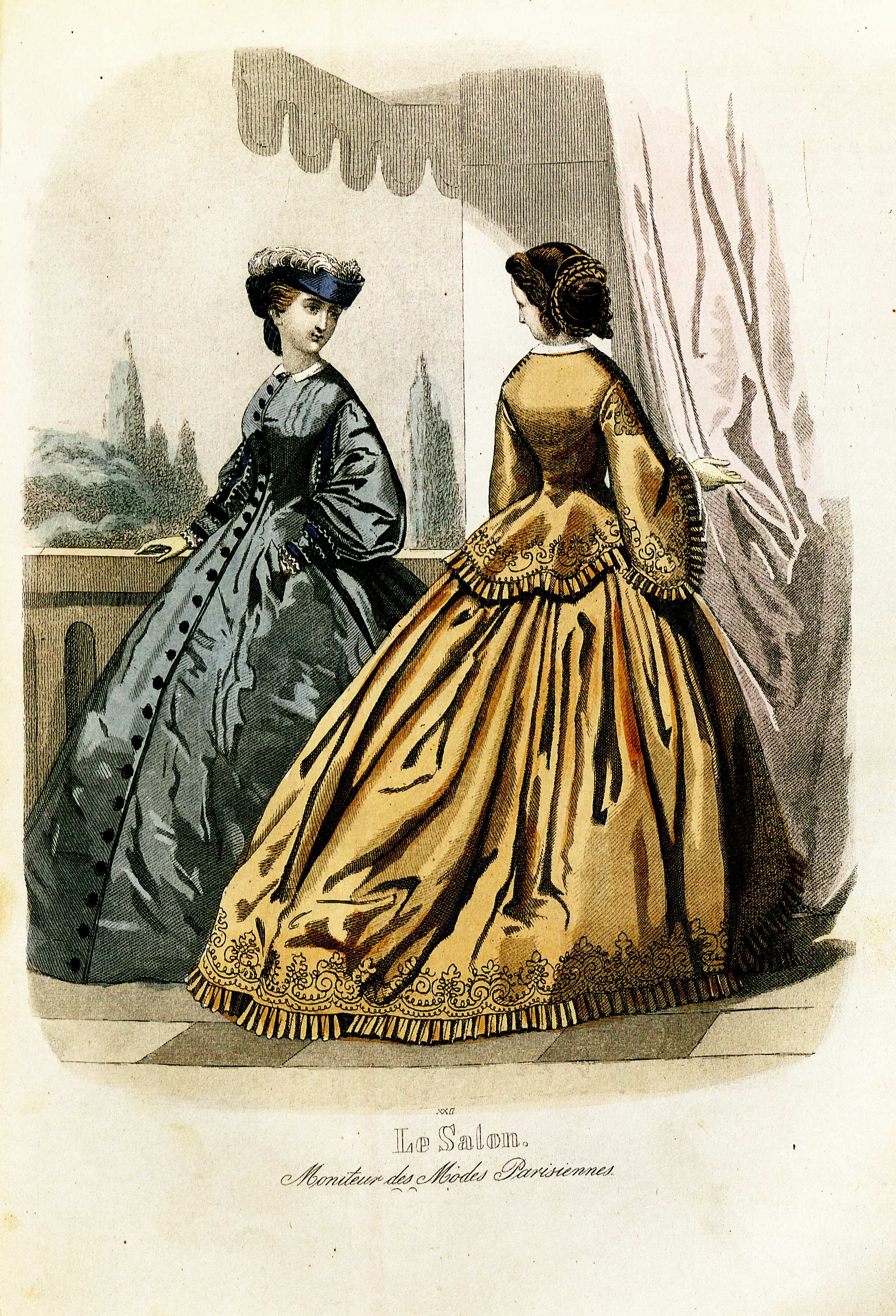
Модная картинка, 1861
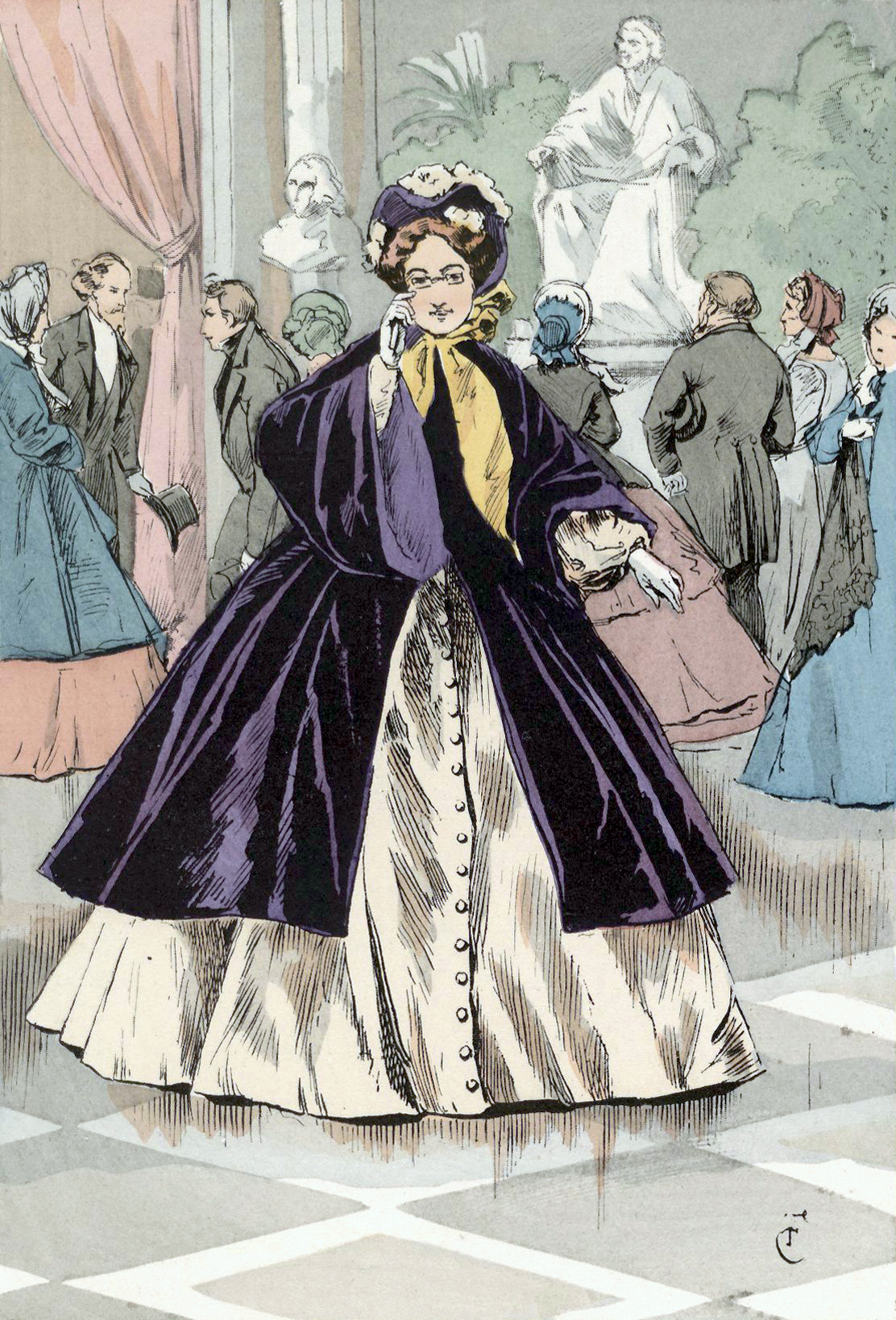
Дама в театре, 1863
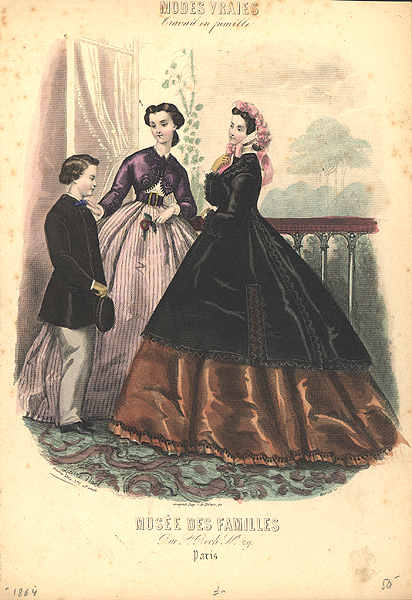
Модная картинка, 1864
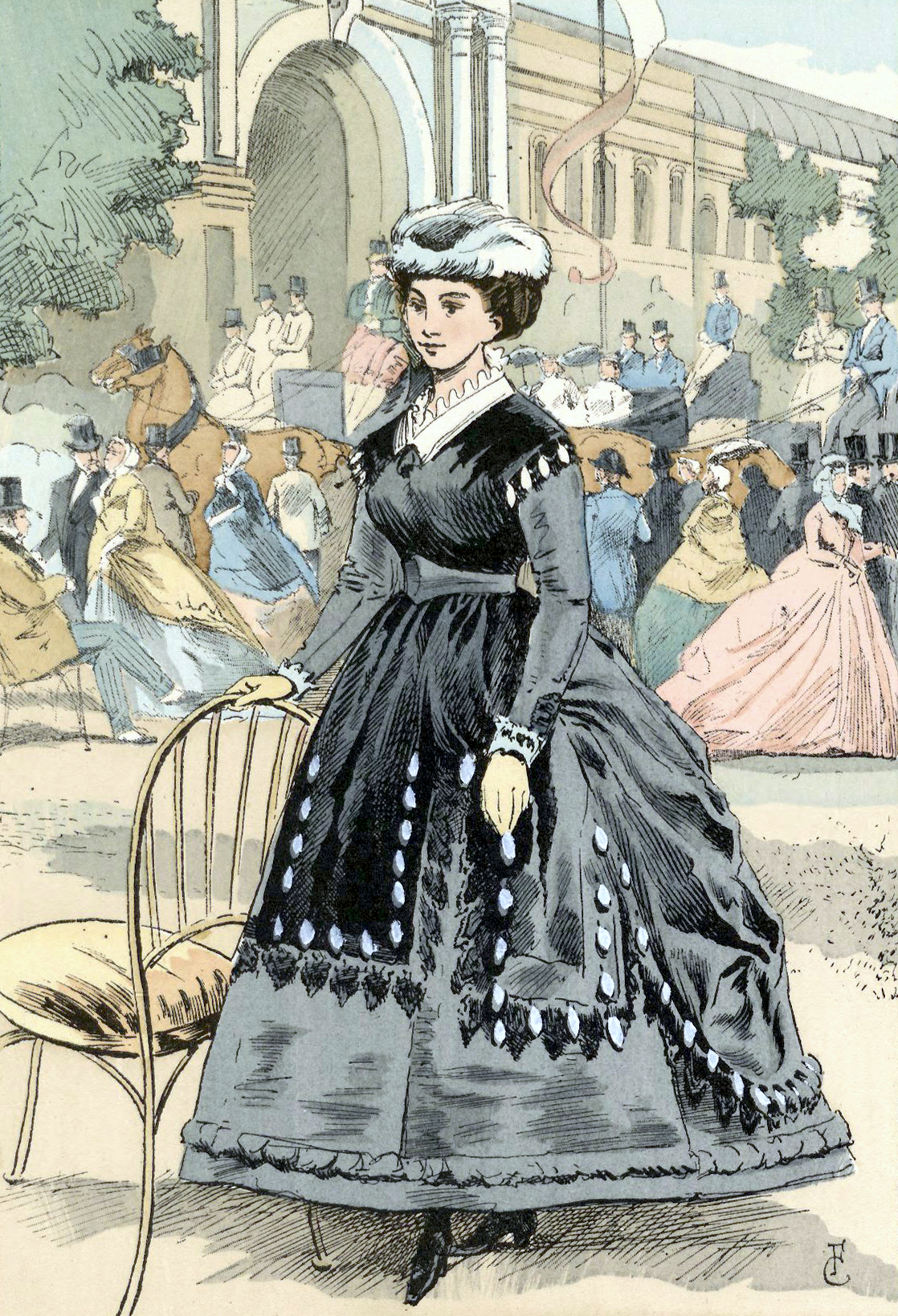
Дама, идущая с гонок, 1866
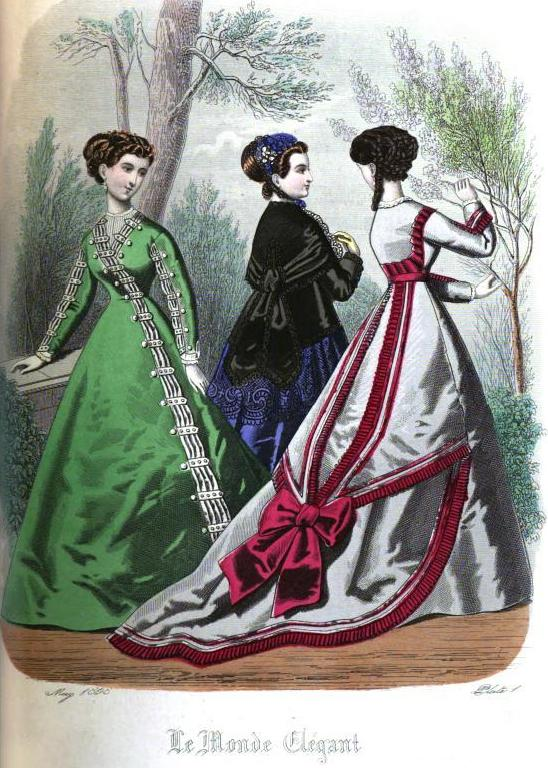
Модная картинка, май 1868

### Первый турнюр (1869—1875)
В начале 1870-х в силуэте появились сильные акценты на задней части платья. В Англии, как и во Франции, преобладает общая тенденция к стройным вытянутым силуэтам. Ширина юбки, соответственно, значительно уменьшилась, в то время как сзади обилие ткани и декоративных деталей собрано в складки и драпировки, а у выходных платьев имеется шлейф, наподобие оных у придворных туалетов. Но кроме турнюра носят и юбки, называемые «полонезы», сзади высоко присборенные, — такие, какими их знало рококо.
Изобретение турнюра, как и каркасного кринолина, принадлежит мэтру высокой моды Чарльзу Ворту. Сам он рассказывал, что идея пришла ему в голову, при виде женщины подметавшей пол и подобравшей юбку назад. Женский костюм периода первого турнюра был сильно перегружен деталями, украшениями и часто изготовлялся из различных по цвету, рисунку и фактуре тканей. В моде были платья, отделанные плиссировками, воланами, буфами, бархатом, вышивкой, тесьмой, искусственными цветами, пуговицами, рюшами, складками в виде передников, а также различными драгоценностями. На такие платья требовалось много ткани, отделочных материалов.

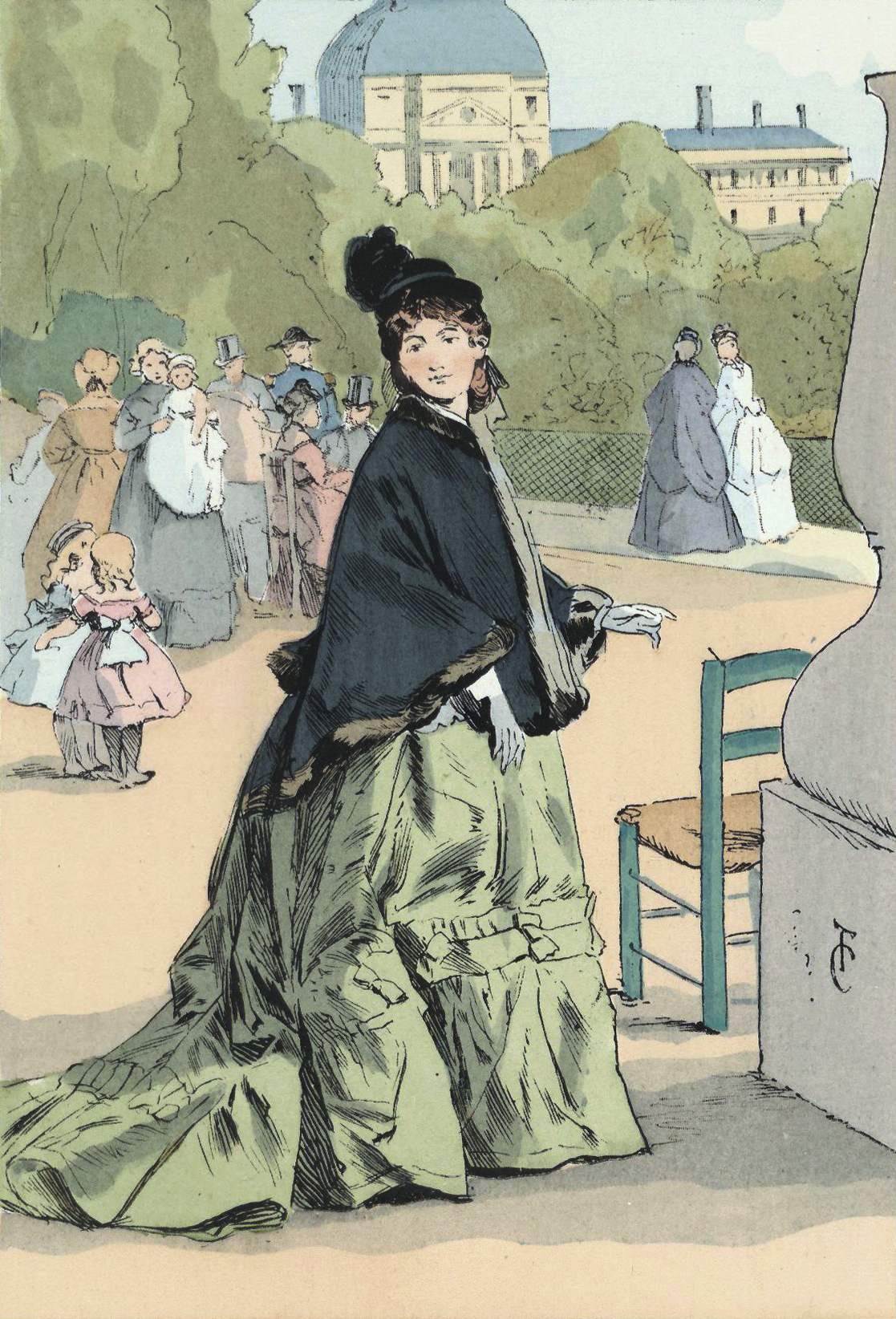
Прогуливающаяся дама, 1870
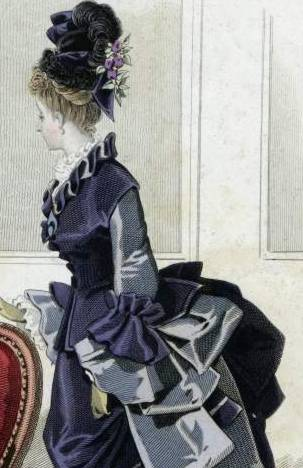
Дама в платье с турнюром, 1873
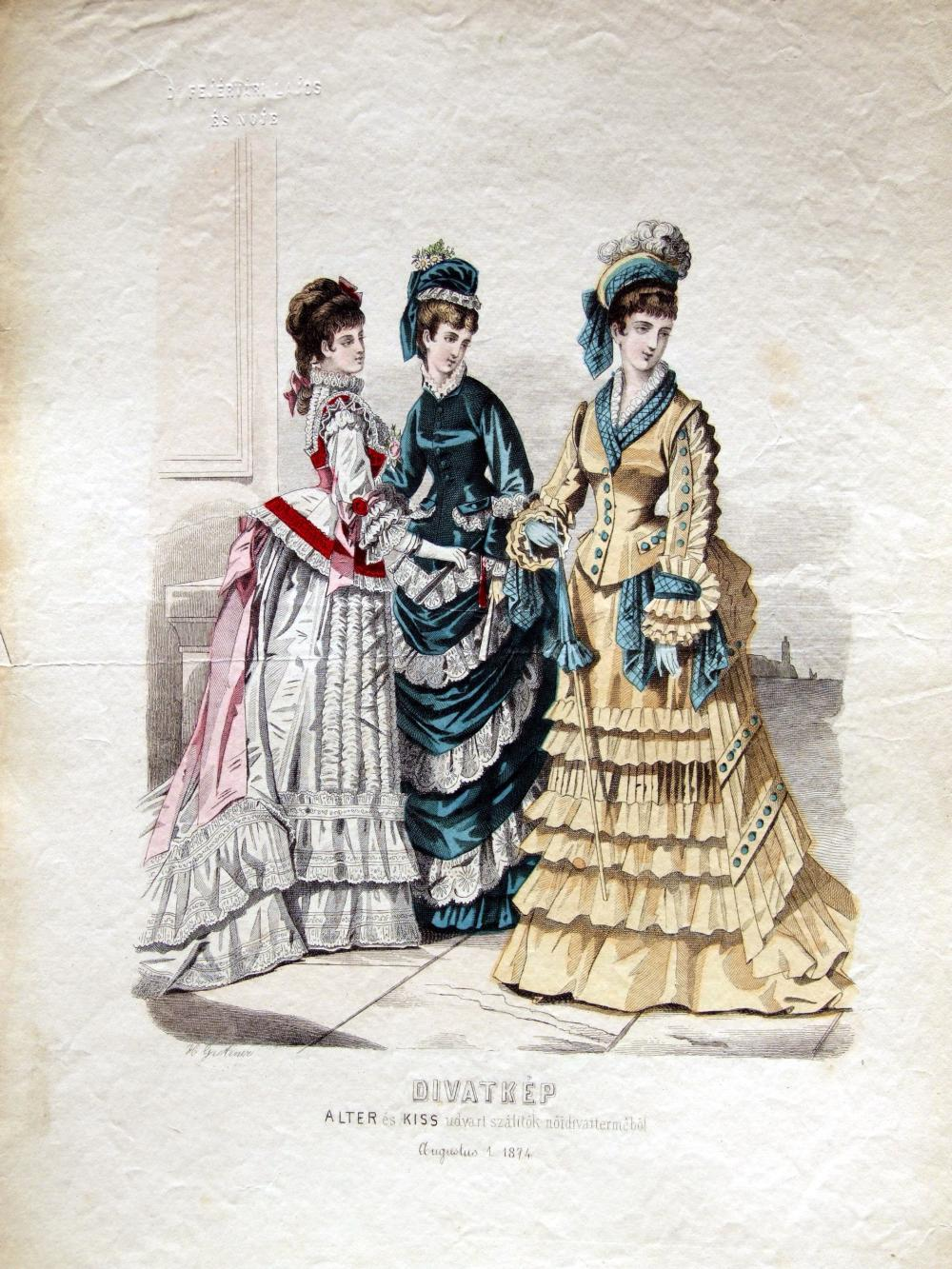
Три дамы в платьях неорококо, 1874
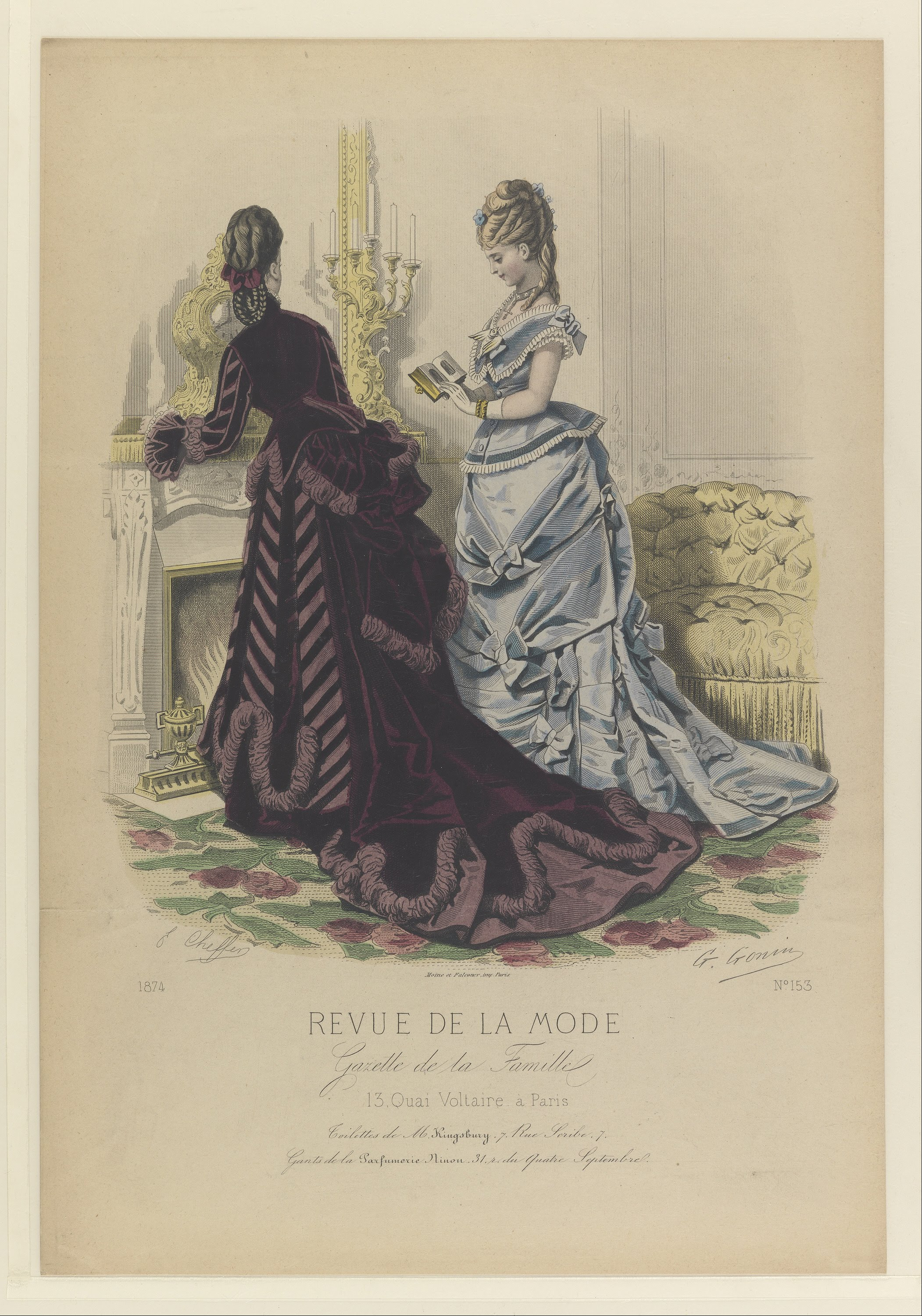
Модная картинка, 1874
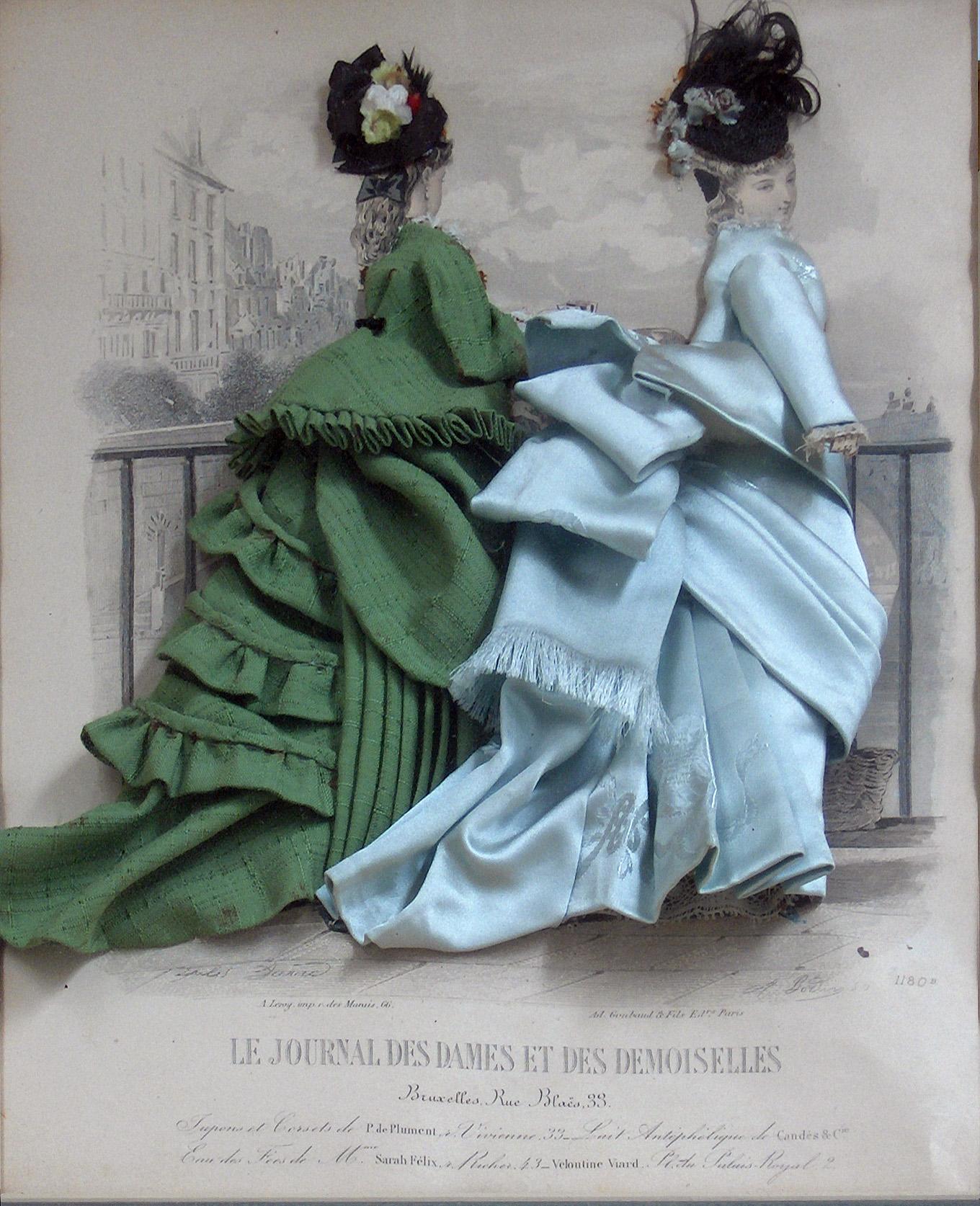
Модная картинка с тканевыми вставками, 1870-е

### «Natural form» (1876—1883)
На этот короткий период изменилась модная линия: лиф спустился глубоко на бока, тесно облегая тело, и тем самым ограничивал движения. Насколько сократилась юбка спереди, настолько увеличился её шлейф сзади. Узкие рукава, опущенные плечи и высокие каблуки придавали тонкой женской фигуре некую хрупкость.
В этот период модный силуэт не требовал пышных драпировок сзади на юбках, которые поддерживались турнюром в предшествующий период. Платья этого времени с удлинённым лифом «панцирь» и достаточно узкой, расширяющейся книзу юбкой со шлейфом (на визитных, вечерних, бальных нарядах), не сильно искажали естественные пропорции фигуры. Турнюры в этот период были совсем не большими и не всегда употреблялись.
Также к 1880-м женское тело почти полностью скрывается под одеждой: короткие рукава и тем более декольте допустимы только в вечерних туалетах, в то время как все остальные лифы надёжно закрывали кожу от кистей рук до подбородка.
В 1880-х годах немецкий врач Густев Йегер стал пропагандировать пользу белья и одежды для сна из тонкой шерсти, благодаря чему они вошли в гардероб.

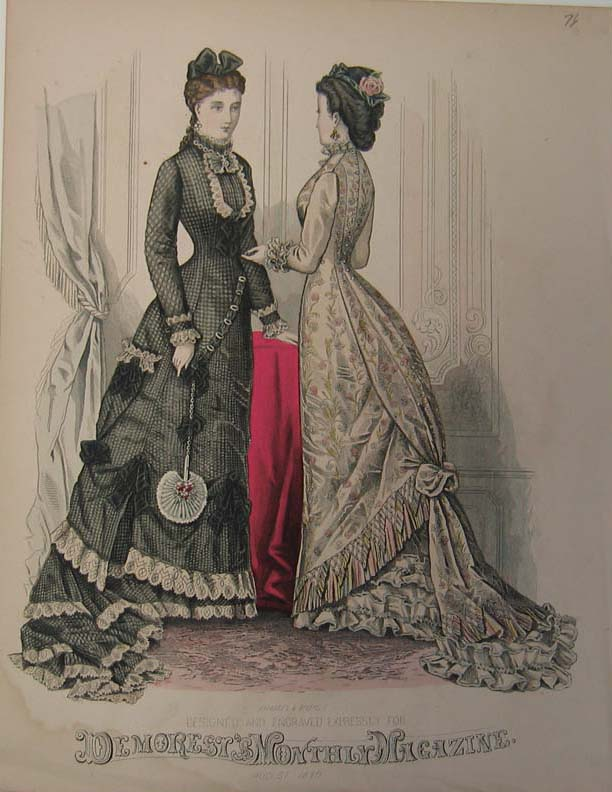
Demorest Monthly Magazine, 1876
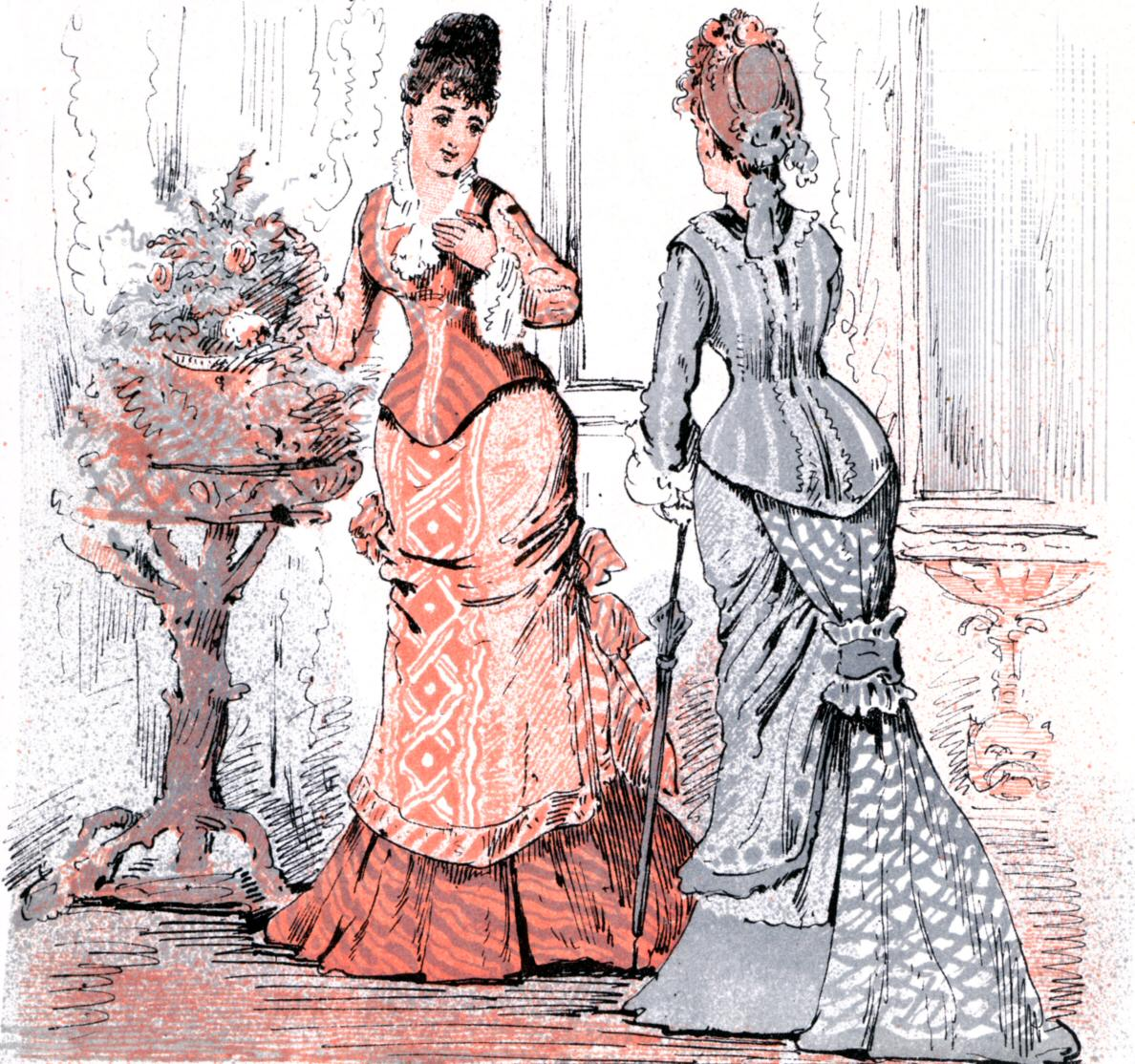
Журнал Punch, май 1876
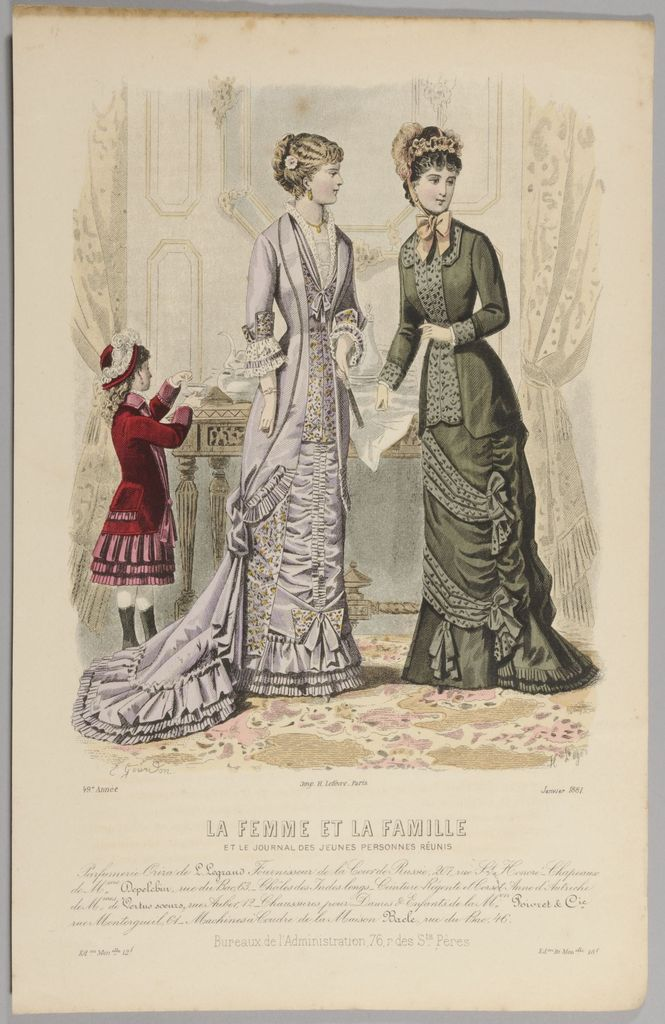
Модная картинка, 1881
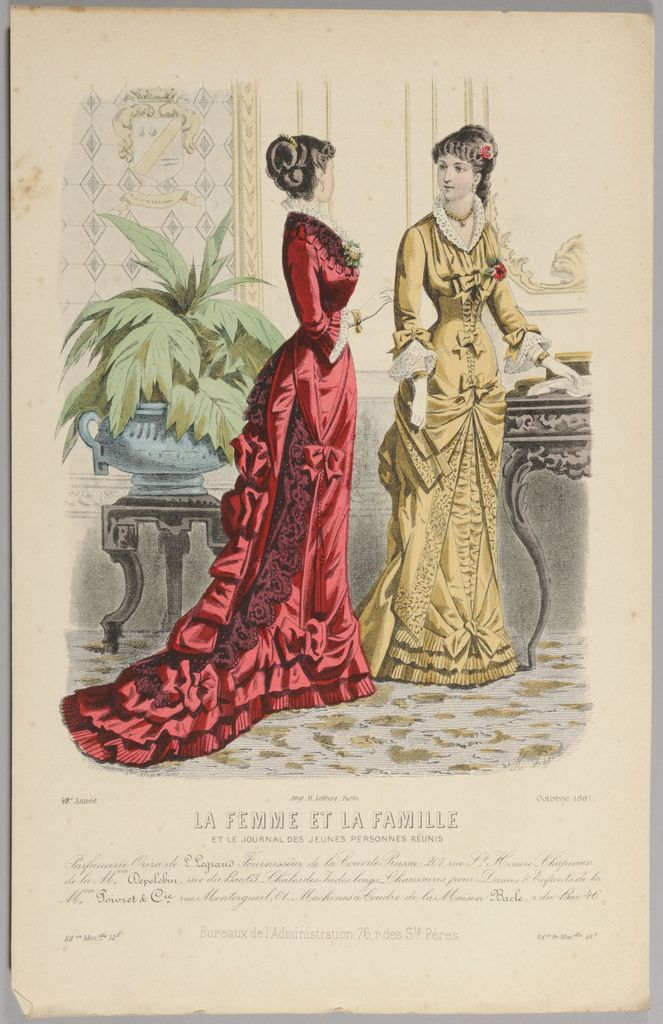
Модная картинка, 1881
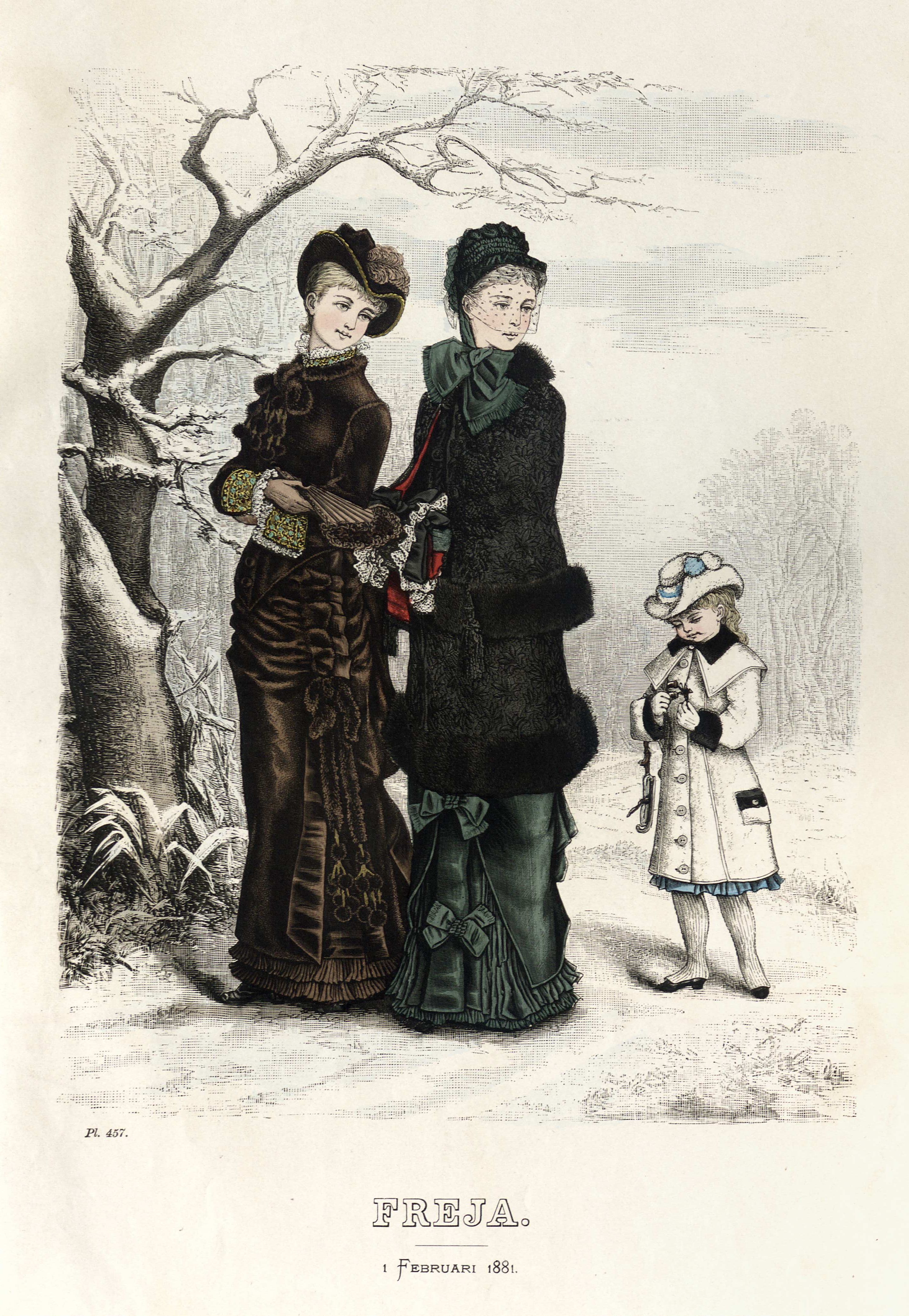
Дамы в зимних ансамблях, 1881

### Второй турнюр (1883—1889)
Во второй половине 1880-х годов мода на турнюры достигает своего апогея. После недолгой передышки возвращаются тяжёлые и богато украшенные платья с пышной задней частью, разве что, по сравнению с 70-ми годами, общий силуэт по своей стройности остается подобен периоду натуральных форм. Однако, к 1886—89 году силуэт снова преобразуется в естественную фигуру без пышных и громоздких задних частей.
Некоторые исследователи приписывают изменение силуэта к реформе викторианского платья, которая состояла из нескольких движений, в том числе «движения эстетического костюма» и «движения рационального платья» середины и конца викторианской эпохи, пропагандирующих естественный силуэт, легкое и удобное нижнее белье, и отказ от утягивания. Тем не менее, эти движения не получили широкого распространения и поддержки. Вместе с тем, в с 1880-х все больше женщин приобщаются к физической активности: езде на велосипеде и большому теннису, которые требовали свободу движения.

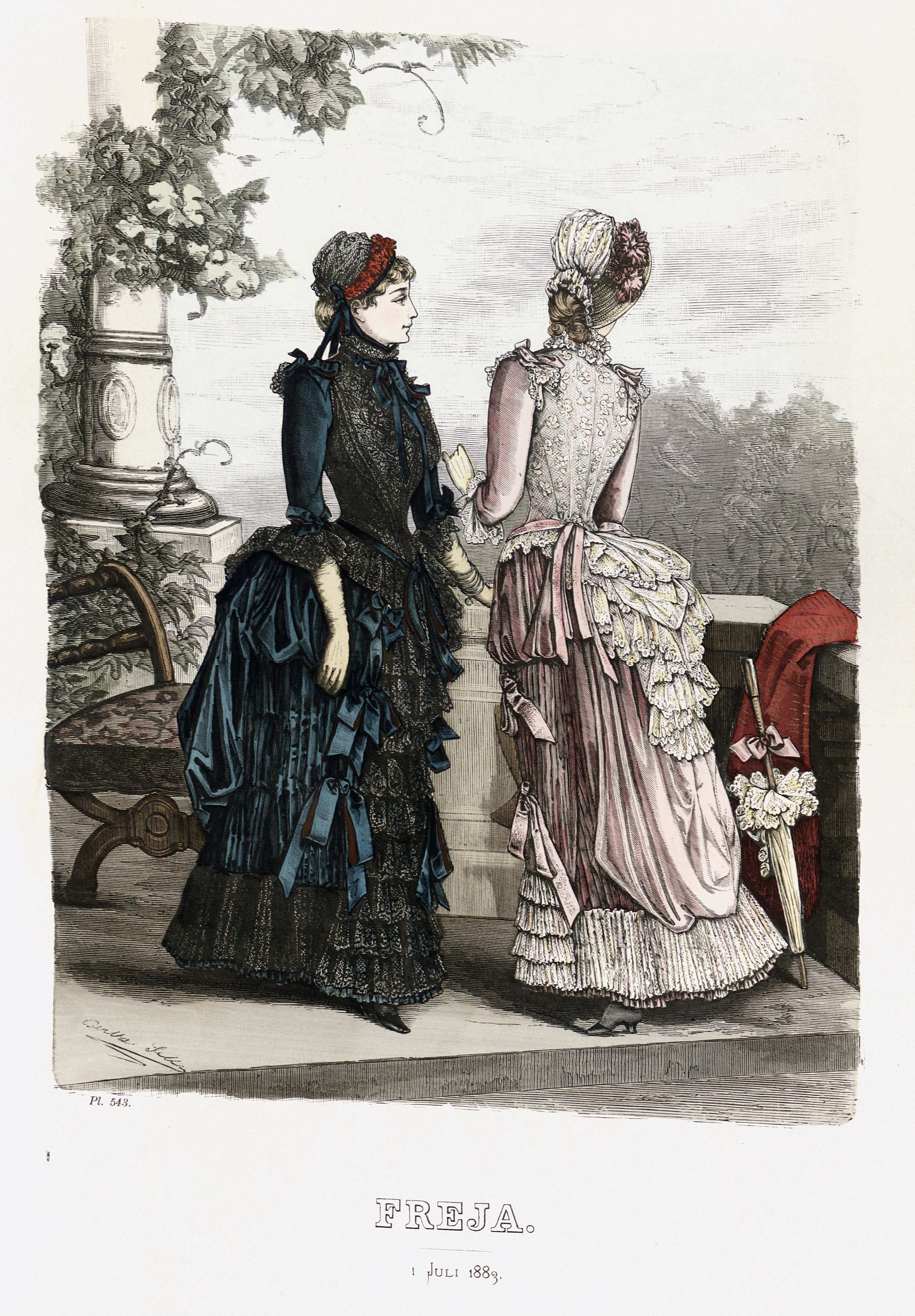
Модная картинка, 1883
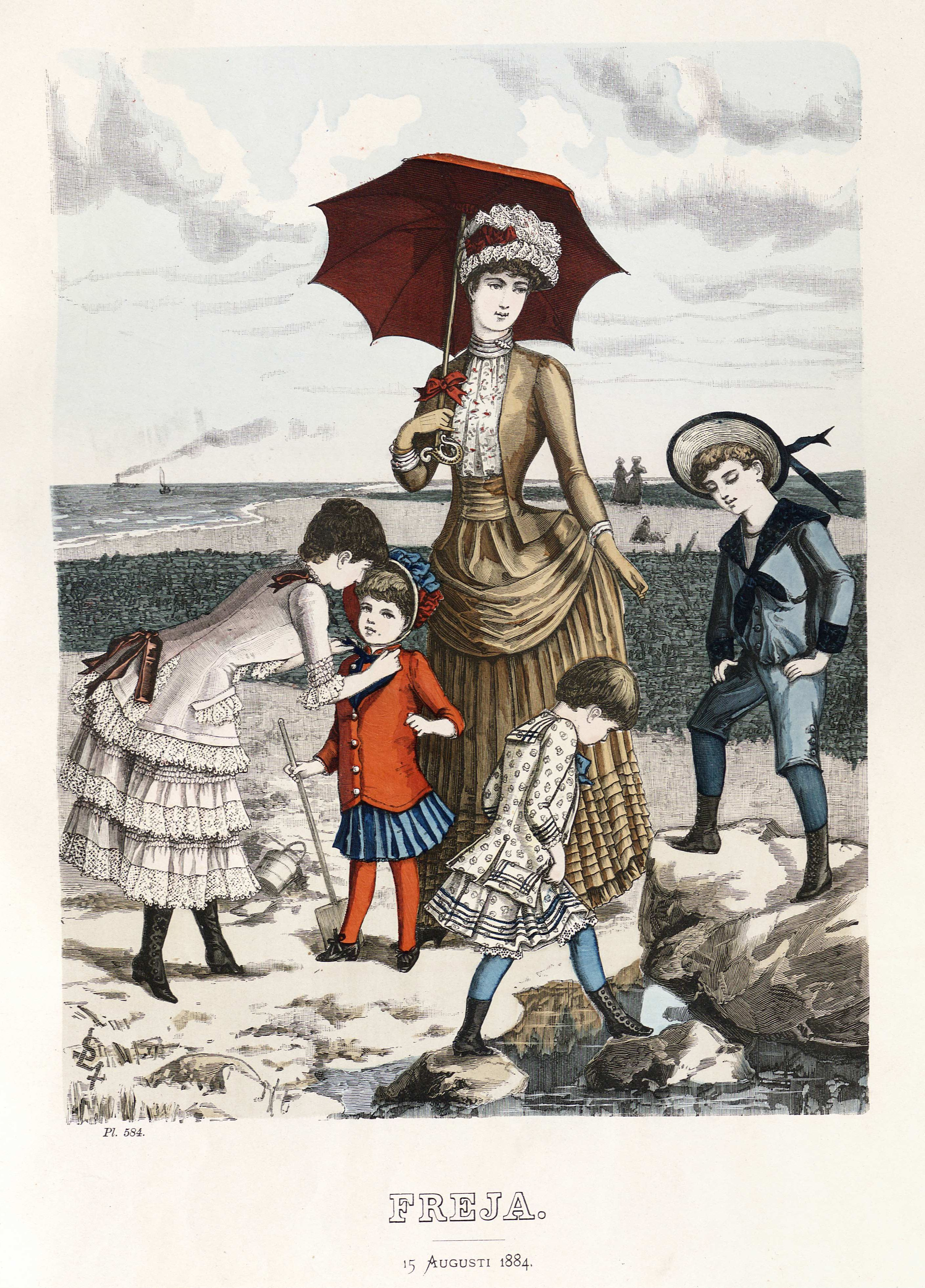
Дама с детьми на прогулке, 1884
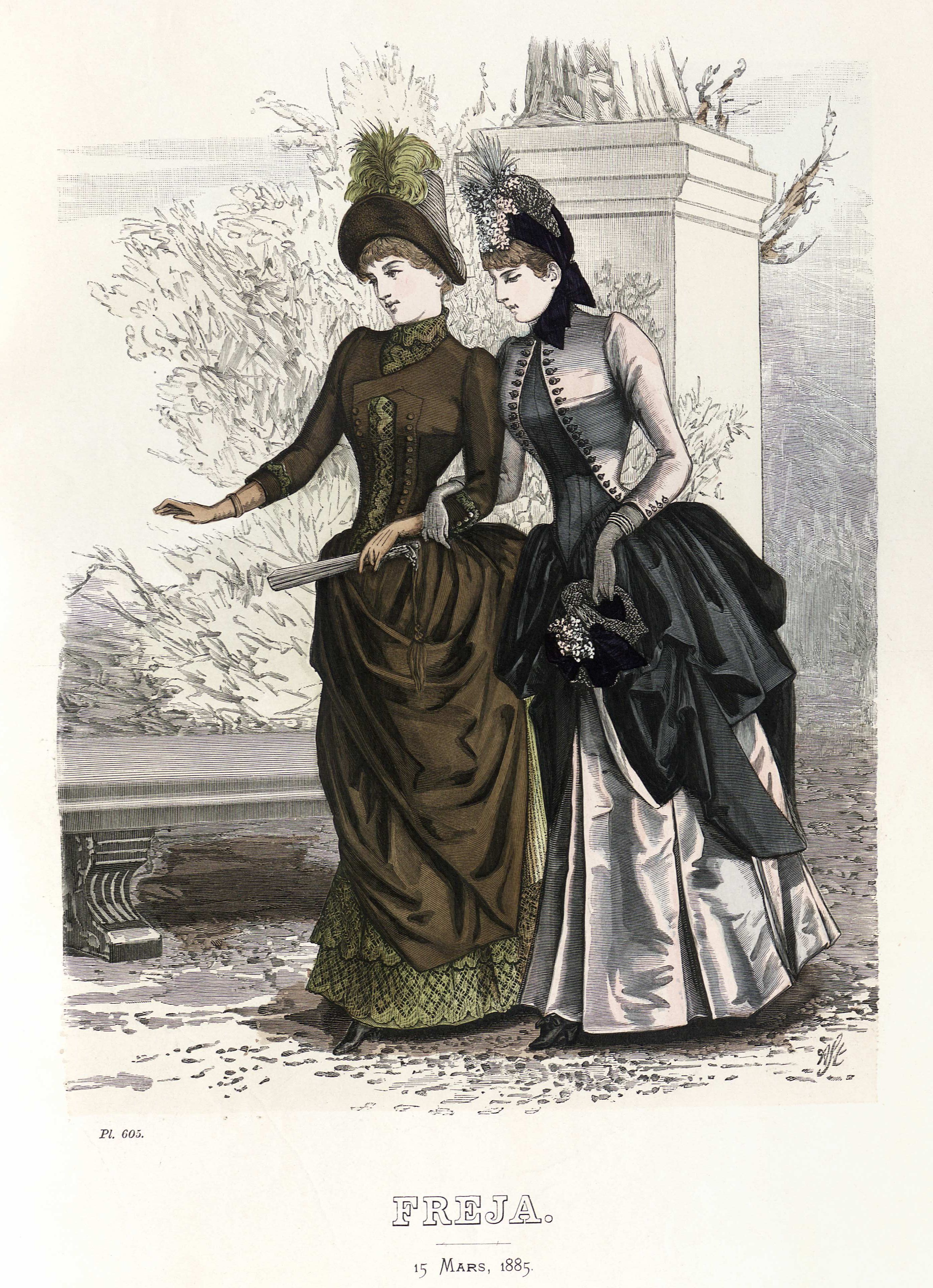
Две дамы на прогулке, 1885
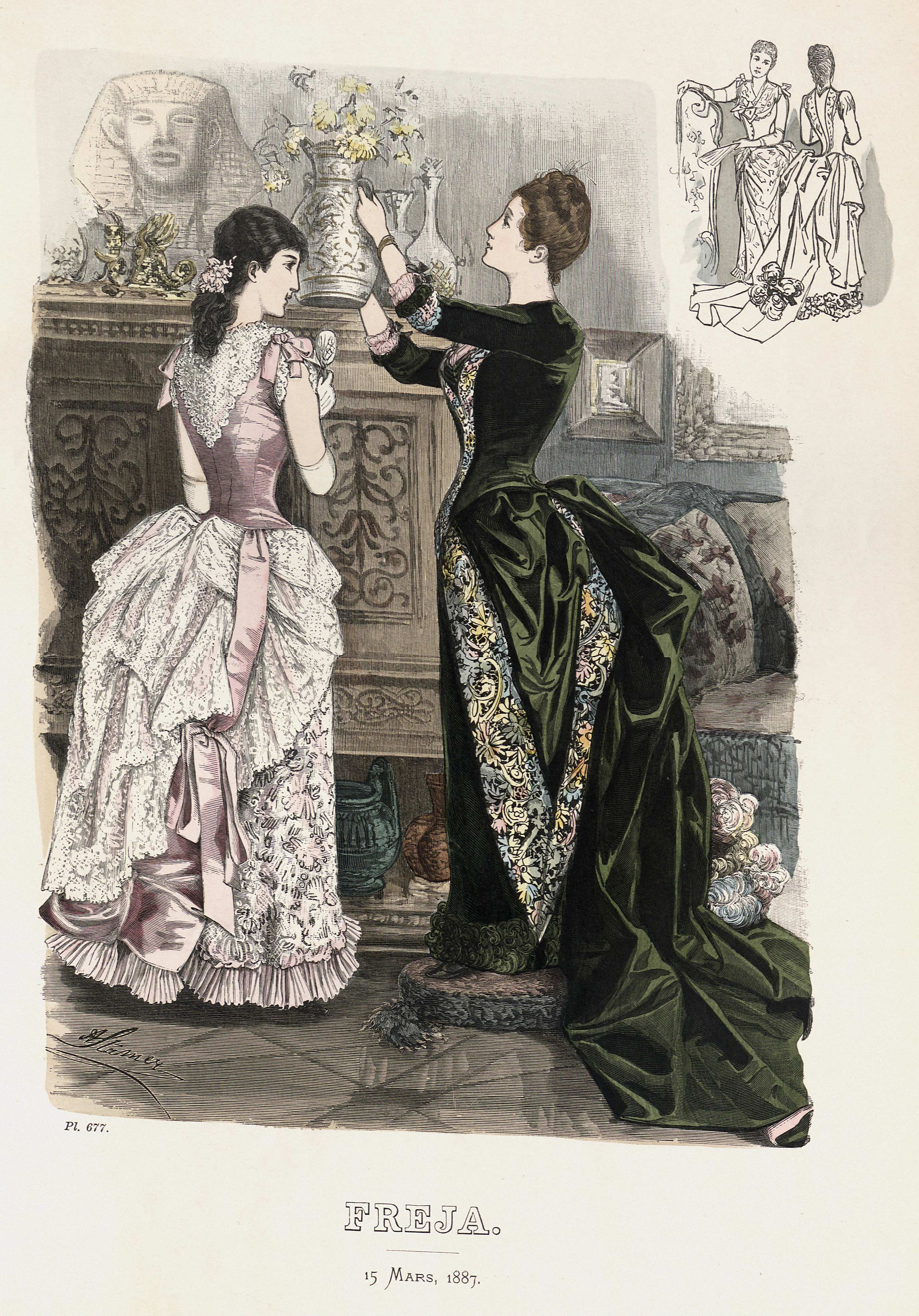
Модная картинка, 1887
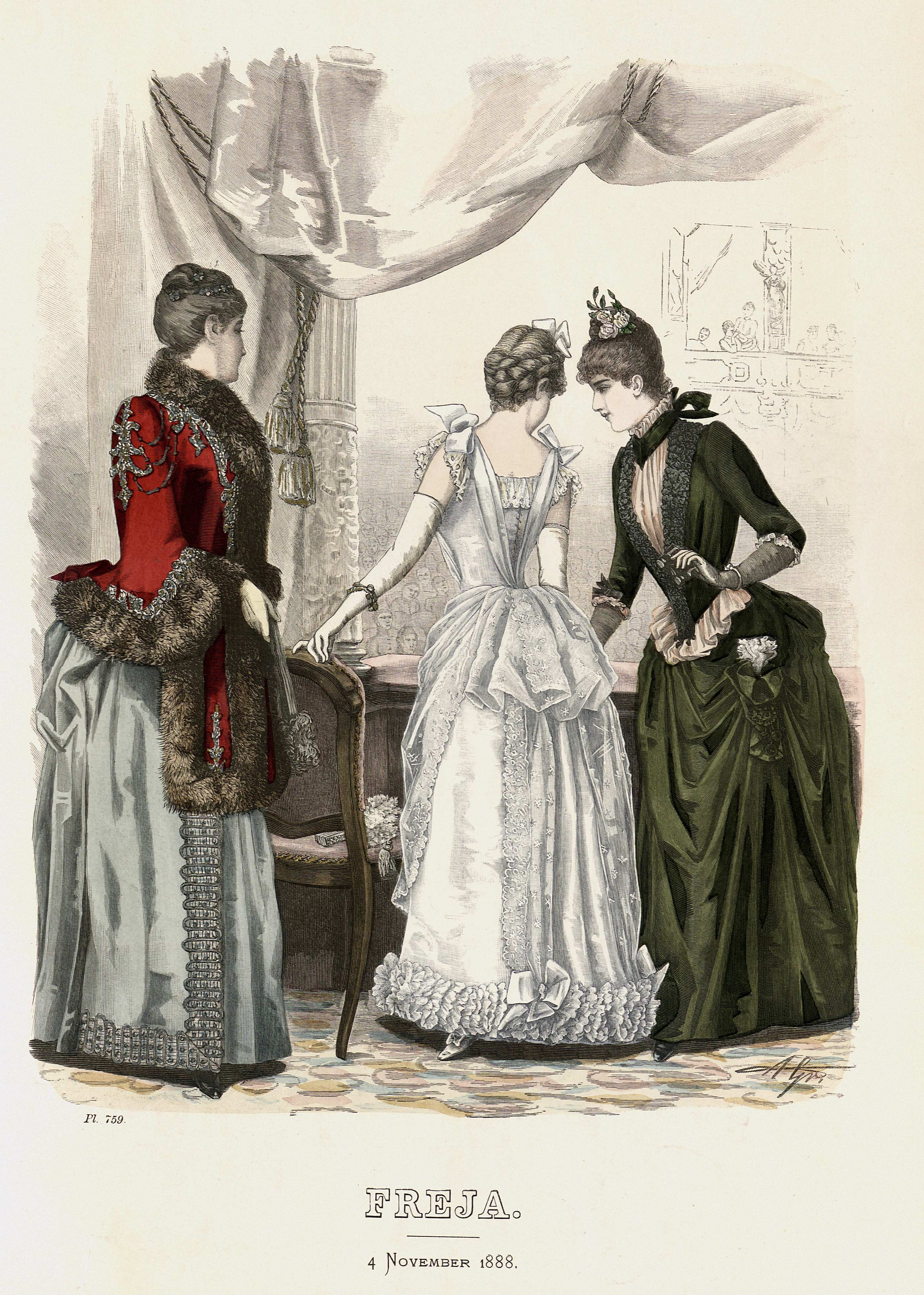
Дамы в опере, 1888

### Поздневикторианский стиль (1890-е)
Мода последнего десятилетия эпохи характеризуется в первую очередь упрощением платья и стремлением к естественным линиям, влияние оказывает стиль модерн и атмосфера декаданса. Модерн символизировал отказ от сложившихся устоев в обществе и символизировал переход к новому веку. В 90-е женщины полностью отказалось от каких-либо каркасов под юбкой. Теперь платье свободно ниспадало вдоль бедер, расширяясь к низу и образуя форму колокольчика.
Неизменной оставалась лишь тяга к стройной затянутой в корсет талии, которая, впрочем, тоже к концу века постепенно пойдет на спад. Также акценты поднимаются к верхней части женской фигуры: в моде снова широкие рукава у плеча, сужающиеся к локтю, т. н. «баранья ножка».
В самом конце 1890-х корсет удлинился до бедер, придавая женщине знаменитый S-силуэт, который останется популярным в эдвардианскую эпоху.

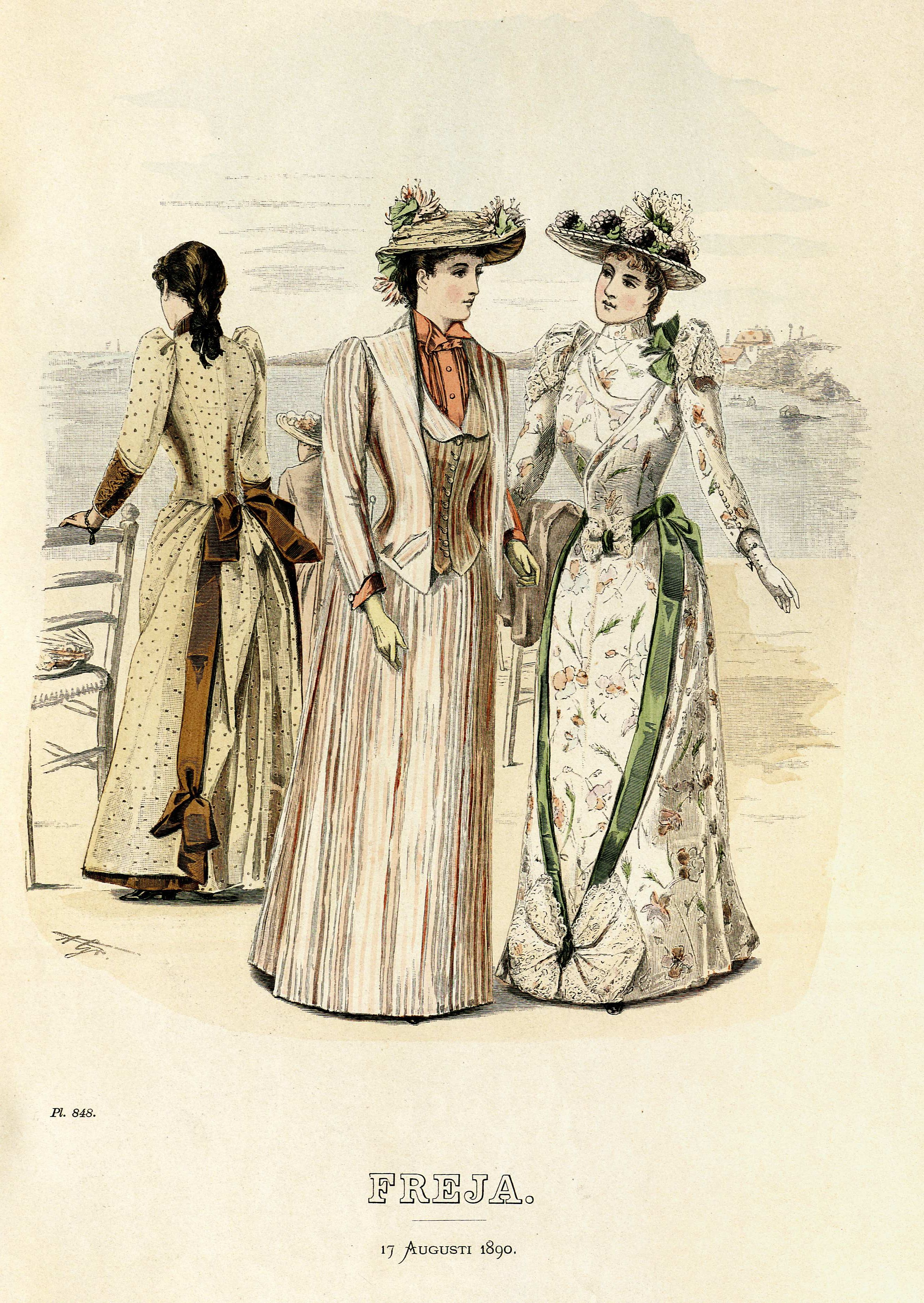
Дамы на пляже, 1890
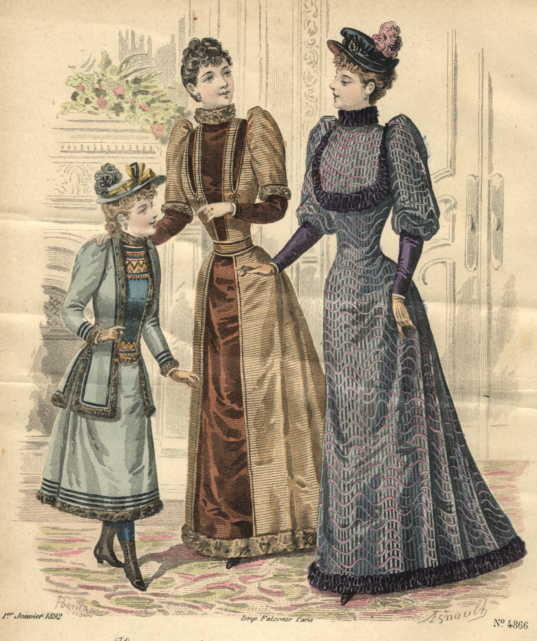
Модная картинка, 1892
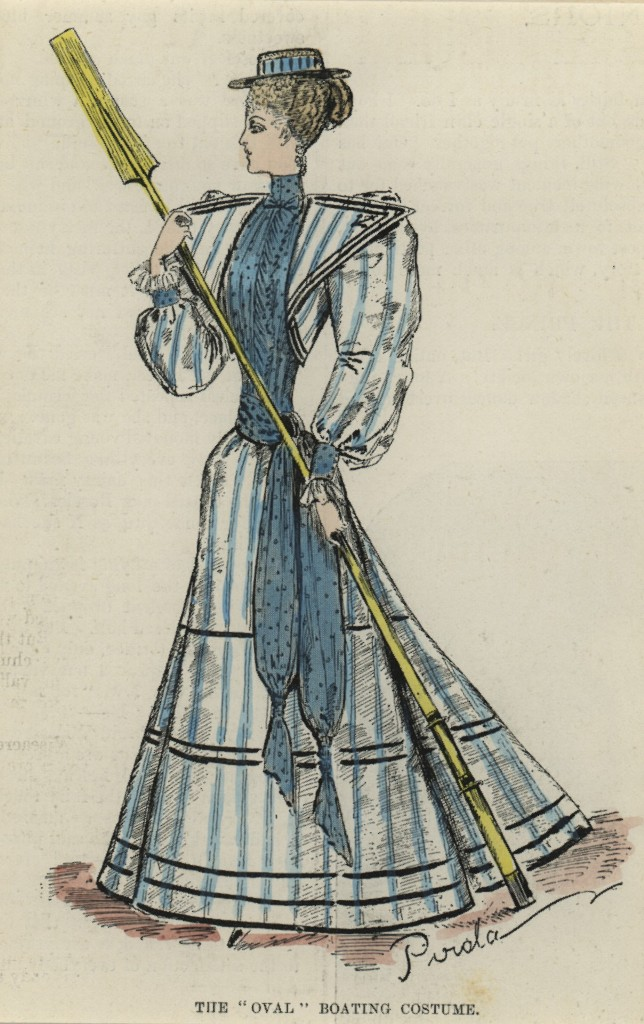
Женский костюм для катания на лодке, 1893
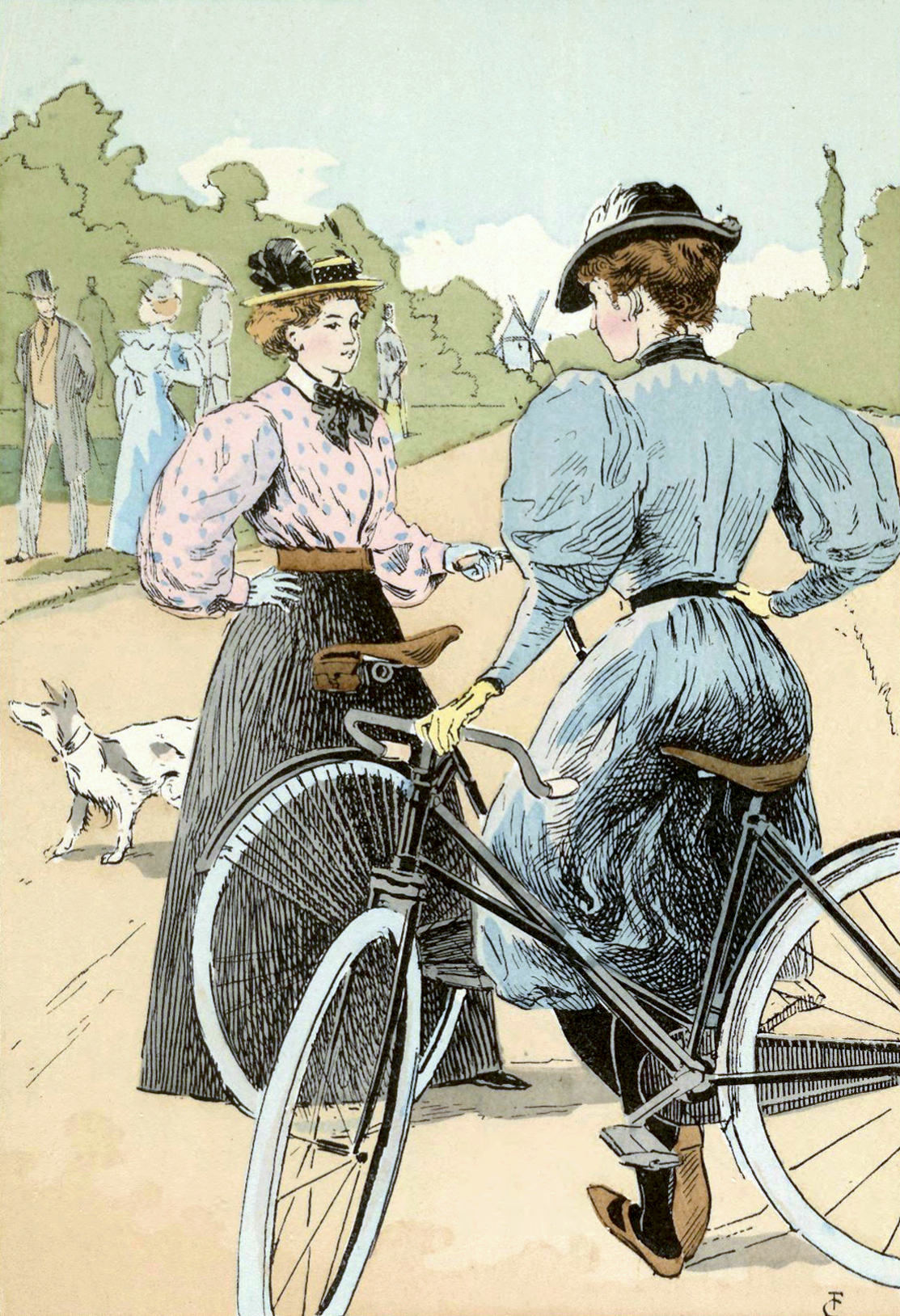
Дамы во время езды на велосипеде, 1896
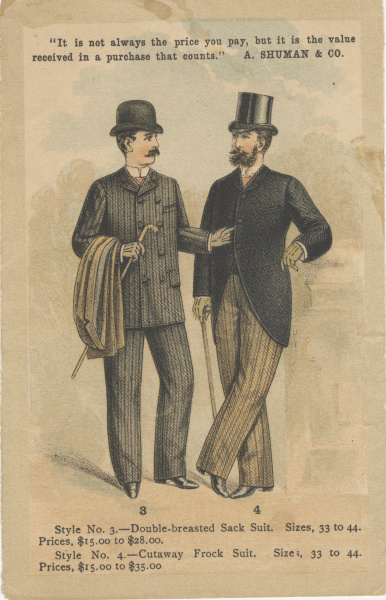
Мужские костюмы, 1900

## Женская мода

### Гардероб
Гардероб обеспеченной дамы включал в себя, как правило, следующие комплекты на разные случаи жизни:

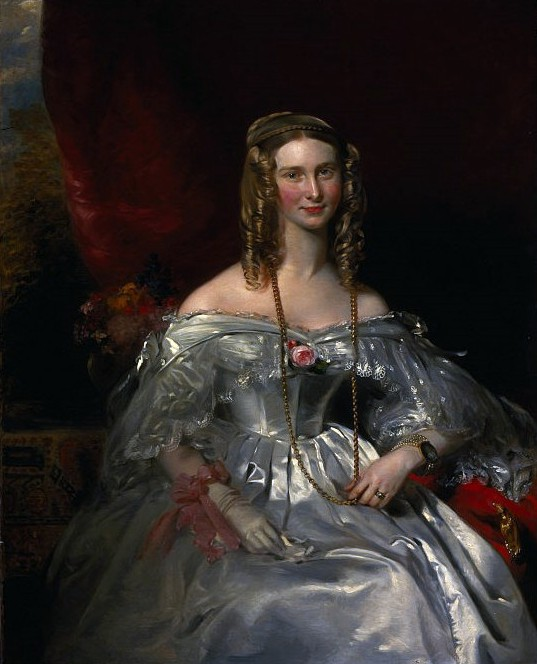
Эндрю Геддес. Портрет Ханны Фрай, 1838. Миссис Фрай одета в модное атласное вечернее платье с серцевидным декольте, открытыми плечами и короткими рукавами.

- Домашнее платье или утреннее платье (Morning dress) — платье простого кроя для дома. В этом наряде дамы выходили к завтраку и встречались с домашними. Отличительные черты домашнего платья — это длинные рукава, высокий вырез, приглушенные цвета, без украшений — либо с минимальным количеством. Домашнее платье практически не менялось по сезону.
- Чайное платье (Tea gown) — легкий вид домашнего платья, который появился в Европе в 1870-х годах и обрел популярность в 80-х. Отличительной чертой этого наряда было то, что под него не надевался корсет. В таком наряде леди могла встречаться с близкими и родными в малой гостиной за чашкой чая.
- Платье для приемов (Reception dress) — платье, в котором дама встречала гостей в утренние и дневные часы. Оно было более сложного кроя, чем домашнее, но относительно скромное и обыкновенно темного цвета. Такое платье вполне мог заменить любой дневной туалет.
- Платья для визитов (Visiting dress) — поскольку визиты обычно наносили до полудня, платье должно было отвечать правилам дневного туалета (отсутствие декольте, открытых плеч и рук). Платье для визитов обязательно дополнялось шляпкой и перчатками.
- Платье для прогулок (Walking-out dress) — выходное платье, в котором дама появлялась на улице для любого вида прогулок на воздухе, кроме верховых. Полагалось иметь несколько прогулочных платьев: один для хорошей погоды, другой для сомнительной или дождливой и верхнюю одежду для холодных времен года. Разумеется, в любое время года обязательно наличие головного убора и перчаток.

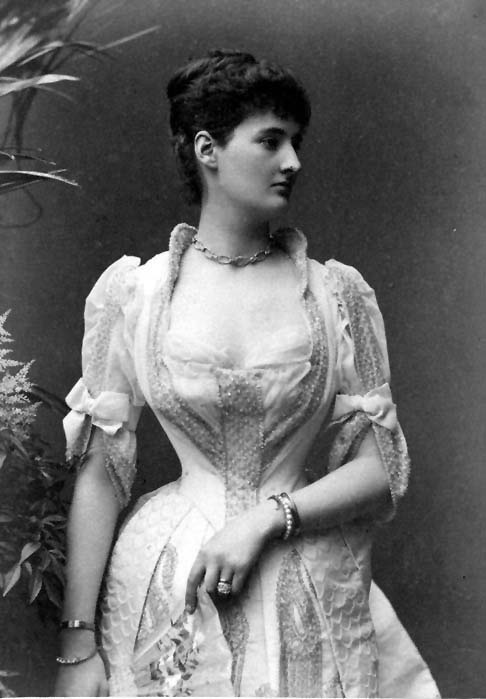
Графиня Ленстер (1864—1895) в вечернем платье, 1890-е

- Обеденное платье или платье для ужина (Dinner dress) — отличалось от обычного дневного богатством отделки и ювелирными украшениями, однако, в отличие от вечернего и бального платья, оставалось полностью закрытым. Предназначалось для приемов пищи в гостях или в кругу семьи.
- Вечернее платье (Evening dress) — парадный туалет для официальных мероприятий, таких как званый ужин, большой прием, посещение театра и оперы. Вечерние платья обязательно имели глубокое декольте и короткие рукава — эта открытость отличала данный наряд от любого другого. Платье шилось по правилам моды данного сезона из дорогих материалов и богато украшалось. Обязательным аксессуарами были перчатки, драгоценности и верхняя накидка по необходимости.
- Бальное платье (Ball gown) — самое торжественное платье в женском гардеробе. В целом бальное платье было подобно вечернему, но отличалось ещё более богатой отделкой.
- Придворное платье (Сourt dress) — парадное платье, соответствующее правилам королевского двора. В течение XIX века главное чертой этого туалета были длинные шлейфы, которые к 1870-м годам перешли в вечернюю моду.
- Платье для поездок в экипаже (Carriage dress) или платье для путешествий — эти платья отличались практичностью и удобством по сравнению со всеми остальными вариантами. Такой вариант платья позволял женщине удобно садиться в экипаж и выходить из него и не загрязнить во время путешествий. Расцветки дорожного платья были сдержанными, ткани — мягкими. Дорожные платья были короче обычных все по тем же причинам. Ко многим дорожным платьям прилагались накидки, пелерины или пальто.
- Амазонка — платье для верховой езды, обычно темного цвета с широкой юбкой, шляпкой в виде мужского цилиндра или котелка с вуалью. Обязательными компонентами были перчатки и шейный платок.

Гардероб не ограничивался этими предметами; платья полагалось менять не реже нескольких раз в день и, разумеется, требовалось несколько выходных и вечерних платьев, чтобы не повторяться. Около полдня зажиточные женщины надевали шёлковые платья, в которым они могли появляться перед гостями.

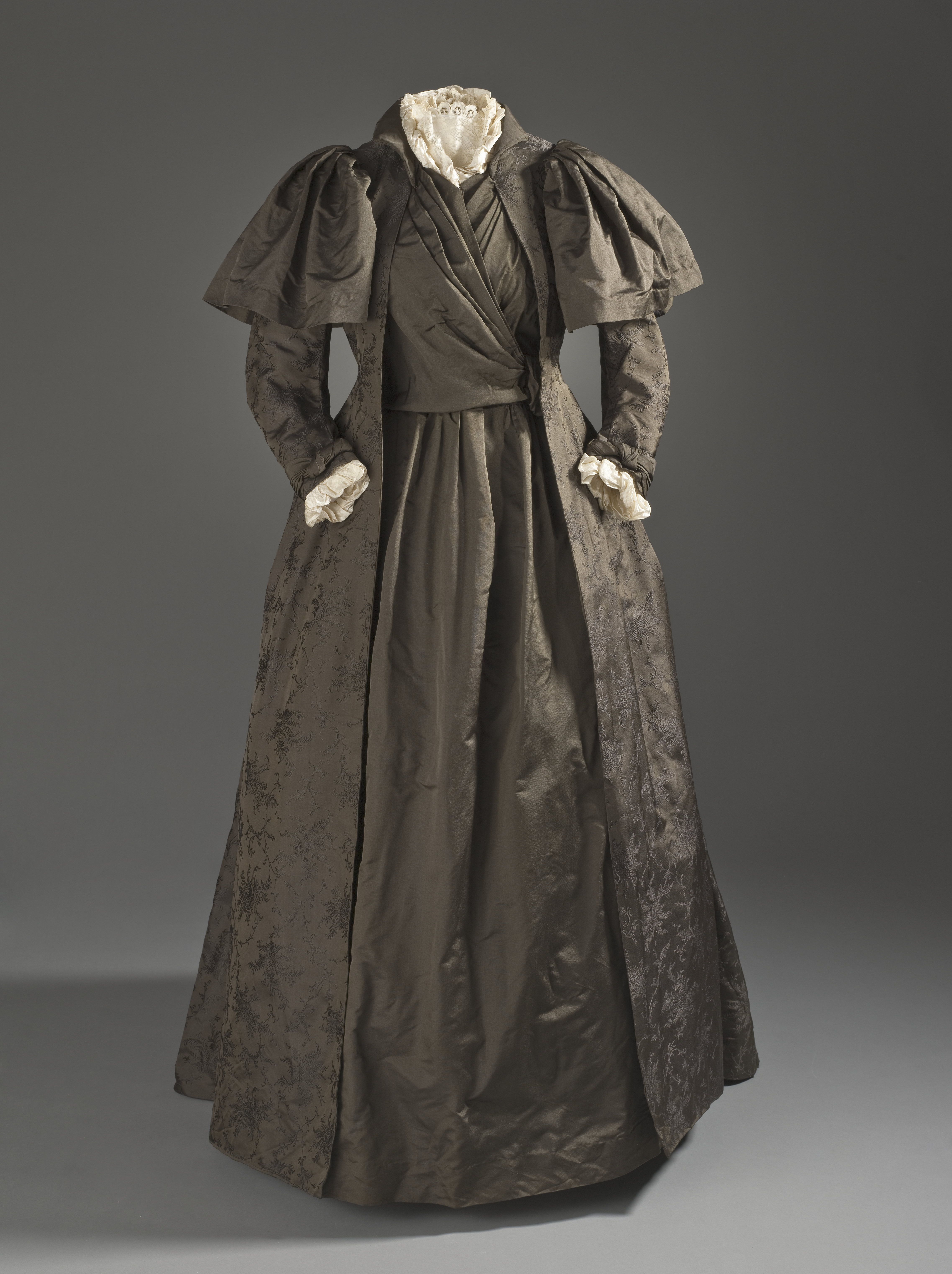
Чайное платье. Англия, 1887. LACMA
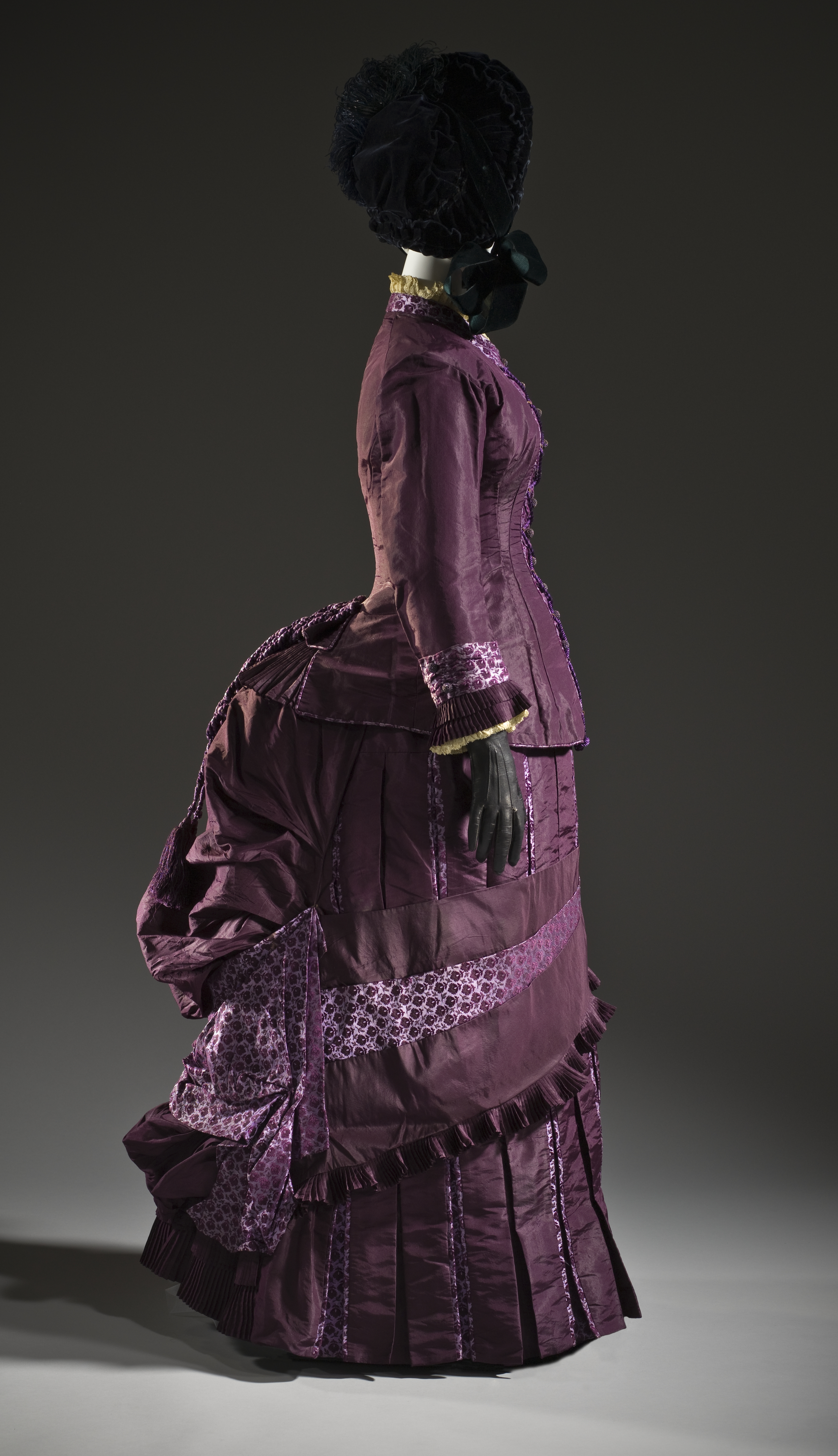
Платье для визитов. Англия, 1885. LACMA
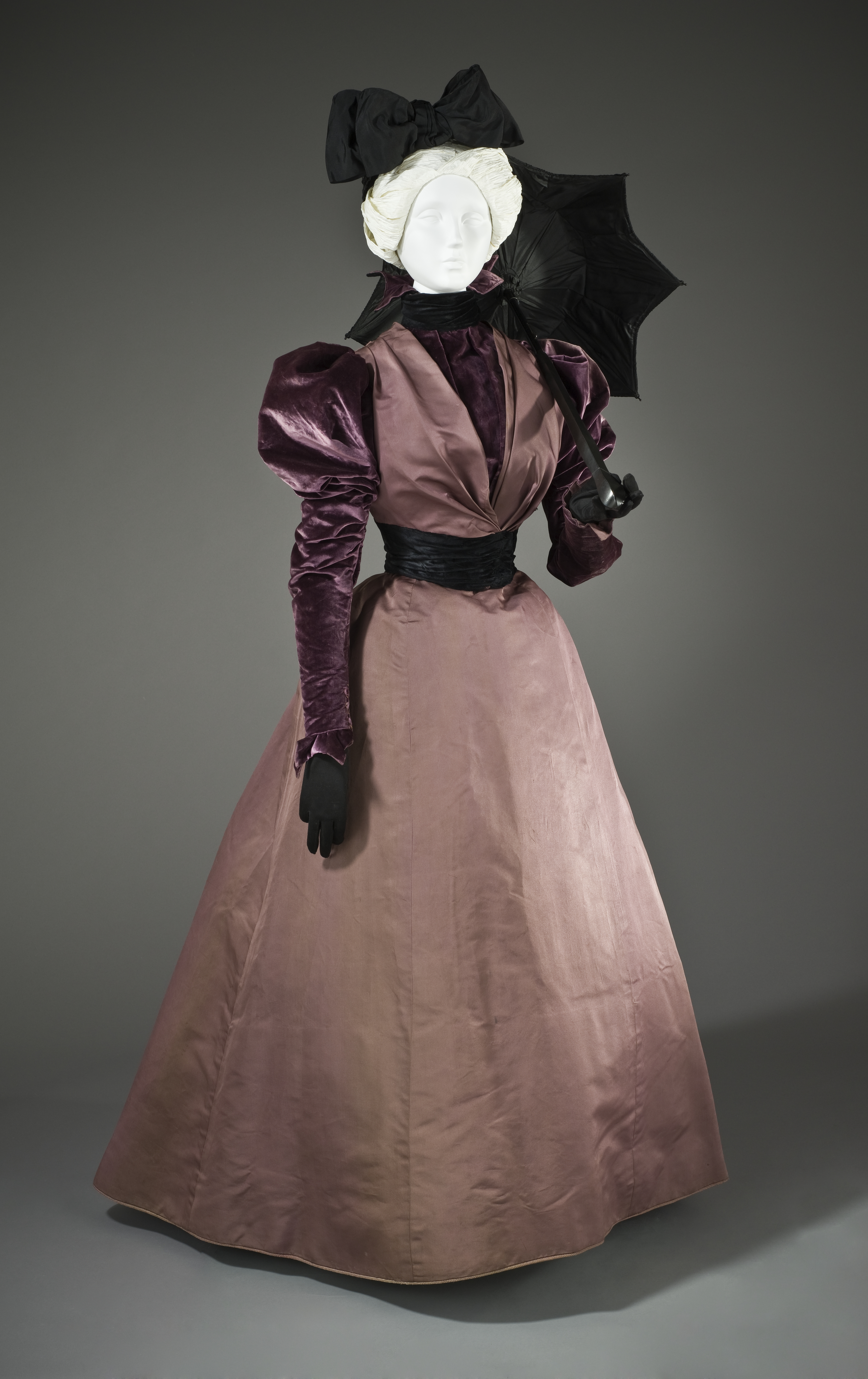
Прогулочный ансамбль, Франция, 1897. LACMA
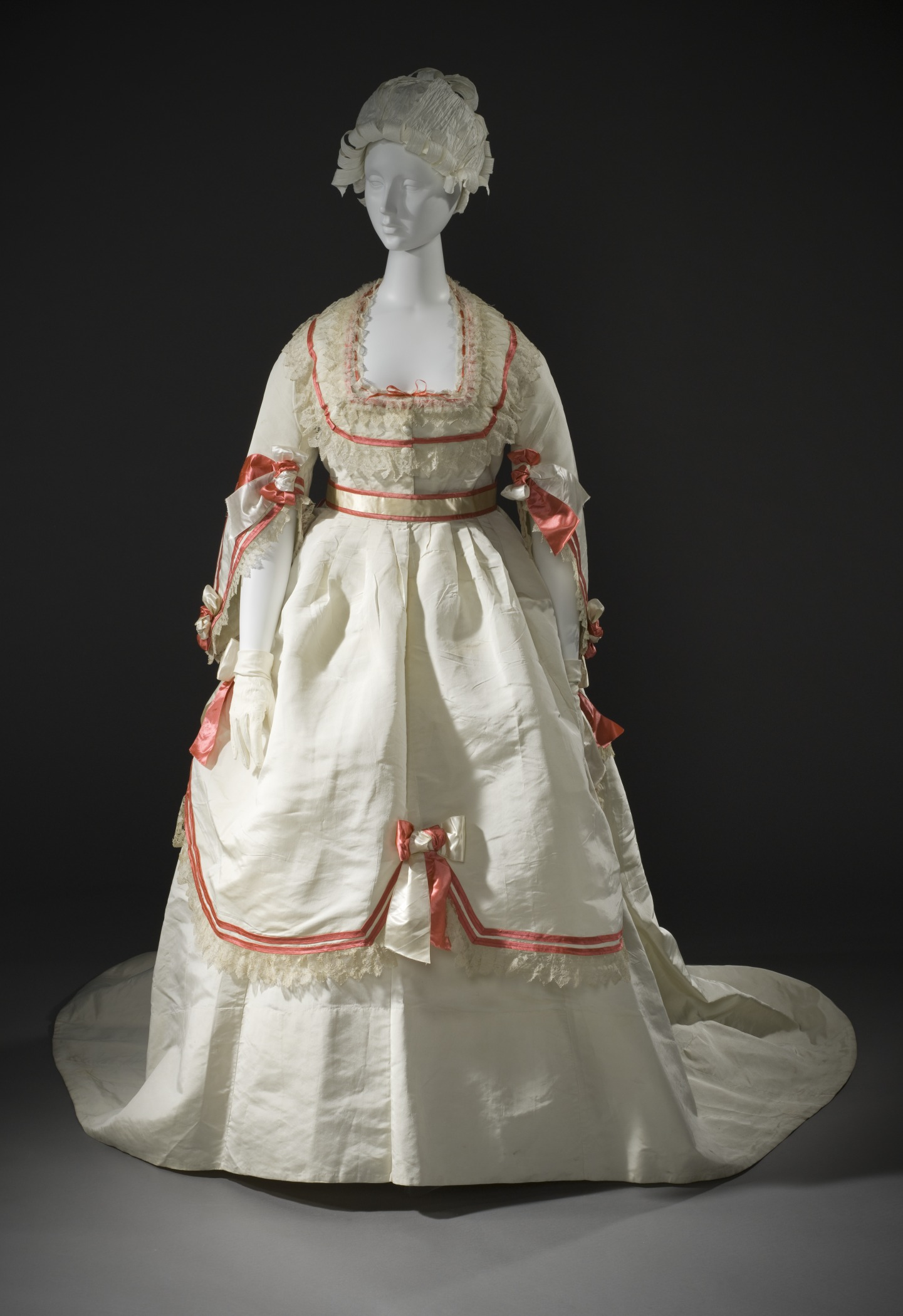
Бальное платье с рукавами в стиле неорококо. Европа, около 1868. LACMA
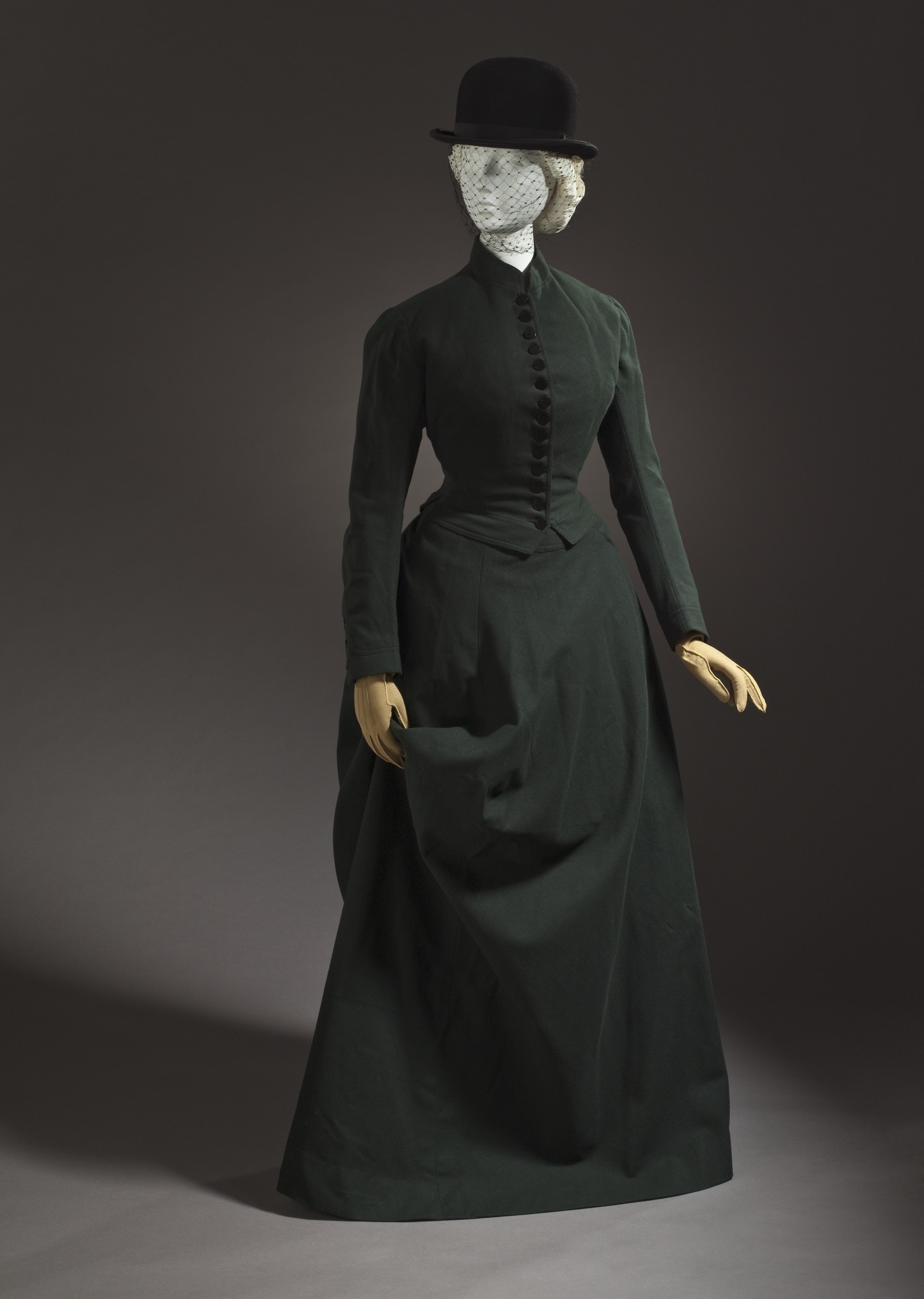
Платье для охоты верхом. Шотландия, 1878. LACMA

### Нижнее белье
Во второй половине XIX века костюм представительницы среднего и высшего классов отличался многослойностью и обилием предметов нижнего белья. К концу XIX века бельевой комплект прилично одетой дамы мог весить до 2,5 кг и включал в себя:
- Панталоны — нательные «штаны» длиной до колен или чуть выше, штанины которых не были сшиты между собой, оставляя шаговый шов (то есть зону промежности) открытым. Половинки соединялись на талии сзади при помощи завязок или пуговиц, верх панталон прижимался к телу женщины корсетом. Раздельный крой штанин, таким образом, не мешал отправлению естественных потребностей и не требовал снятия корсета.
- Сорочка представляла собой льняное или хлопковое платье без рукавов или с короткими рукавами, нередко украшалась вышивкой и кружевом. Сорочка надевалась под корсет и защищала кожу от натирания. Нижняя сорочка обладала глубоким вырезом[6].
- Комбинация — предмет одежды, сочетавший в себе и нательную сорочку и панталоны, появился в 1870-е годы[7].
- Корсет — необходимый элемент женского костюма XIX века, служащий для придания телу привлекательных очертаний. Корсет плотно охватывал тело женщины от груди до таза, подчеркивая и формируя талию. Корсет имел в своей конструкции специальные твердые планшетки из металла или китового уса и застегивался на спине или спереди при помощи шнуровки или крючков. Чаще всего корсеты изготавливались из хлопка или льна преимущественно светлых оттенков, однако существовали черные и цветные корсеты ярких оттенков.
- Нижняя юбка надевалась поверх корсета, изготавливалась из легкой ткани и украшалась воланами, кружевом и вышивкой. Во второй половине XIX века была популярна юбка с обручами из стали или китового уса.
- Лиф-чехол — специальный элемент нижнего белья, представляющий собой кофточку без рукавов, надевался непосредственно на корсет. Обычно лиф-чехол был без рукавов, с круглым вырезом и завязывался в области шеи и талии, иногда его также соединяли с панталонами или короткой нижней юбкой.
- Кринолин — жёсткий куполообразный каркас, придающий платью исключительно пышную форму. В моде кринолин был строго между лондонской выставкой 1851 года и Всемирной выставкой в Париже 1867 года, после чего его вытеснил турнюр[8]. Впрочем, в 1870-е встречались кринолины колоколообразной формы и кринолины, соединённые с турнюром (Crinolette).
- Турнюр — специальное приспособление в виде небольшого каркаса и подушки, который дамы помещали сзади под подол платья, чтобы придать фигуре специфический силуэт с пышной задней частью в области ягодиц. Турнюр был обязательным элементом платья в 1870—1880-е годы. Область турнюра на платье декорировалась обильными складками и драпировками.
- Корсаж — часть платья, прикрывающая бюст. Корсаж сидел плотно по фигуре и защищал корсет от верхнего платья.

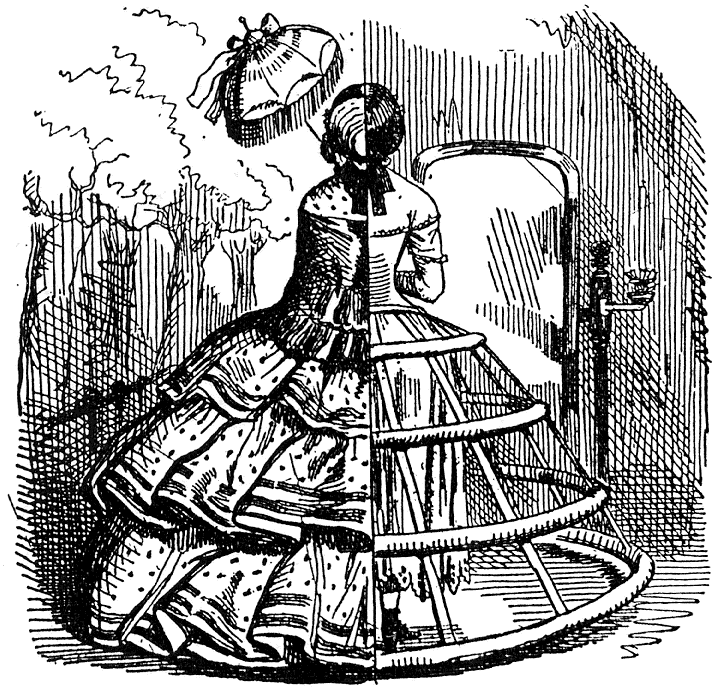
Платье с кринолином в разрезе. Журнал Punch, август 1856
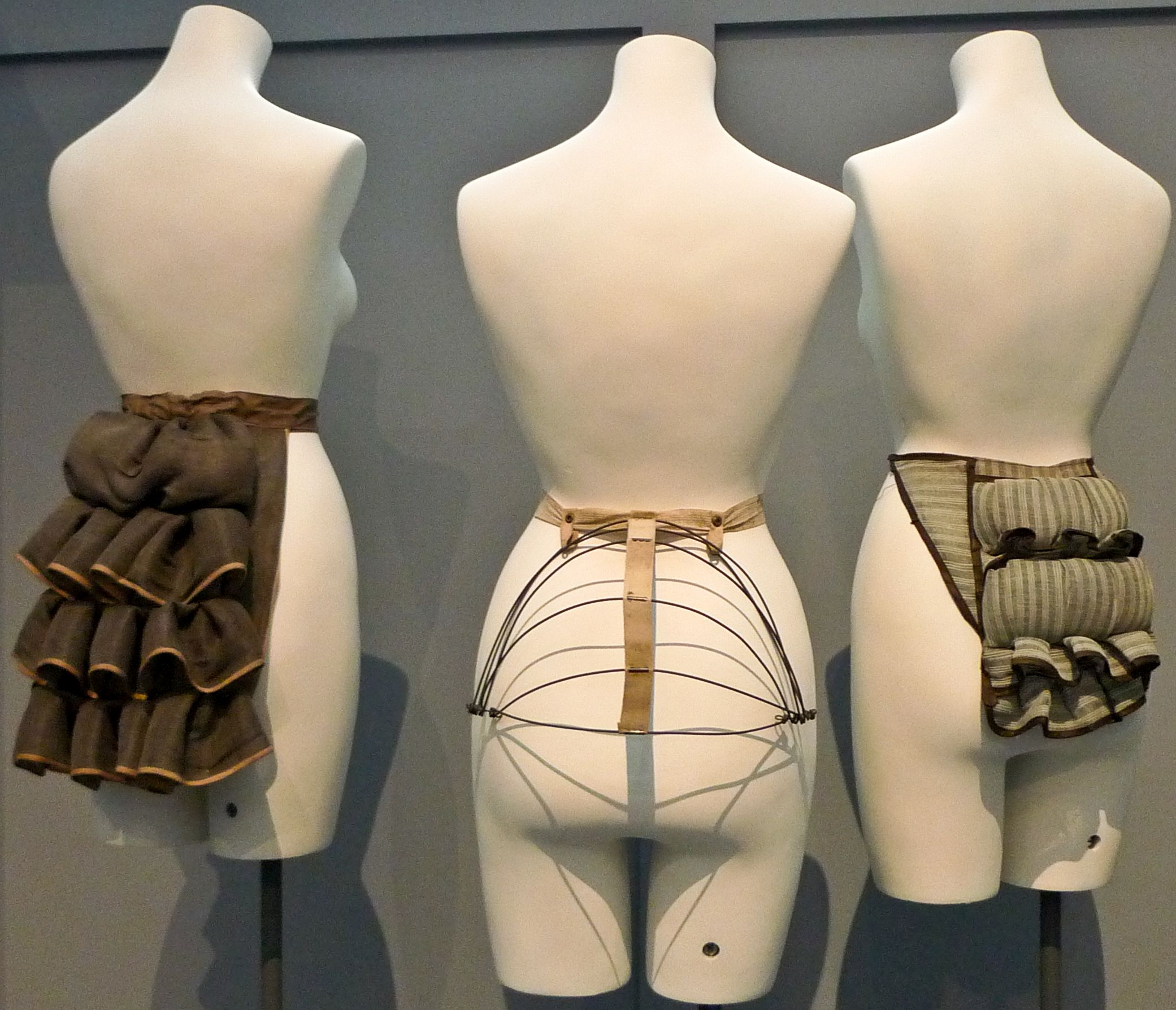
Турнюры. Англия, 1875—1885, LACMA
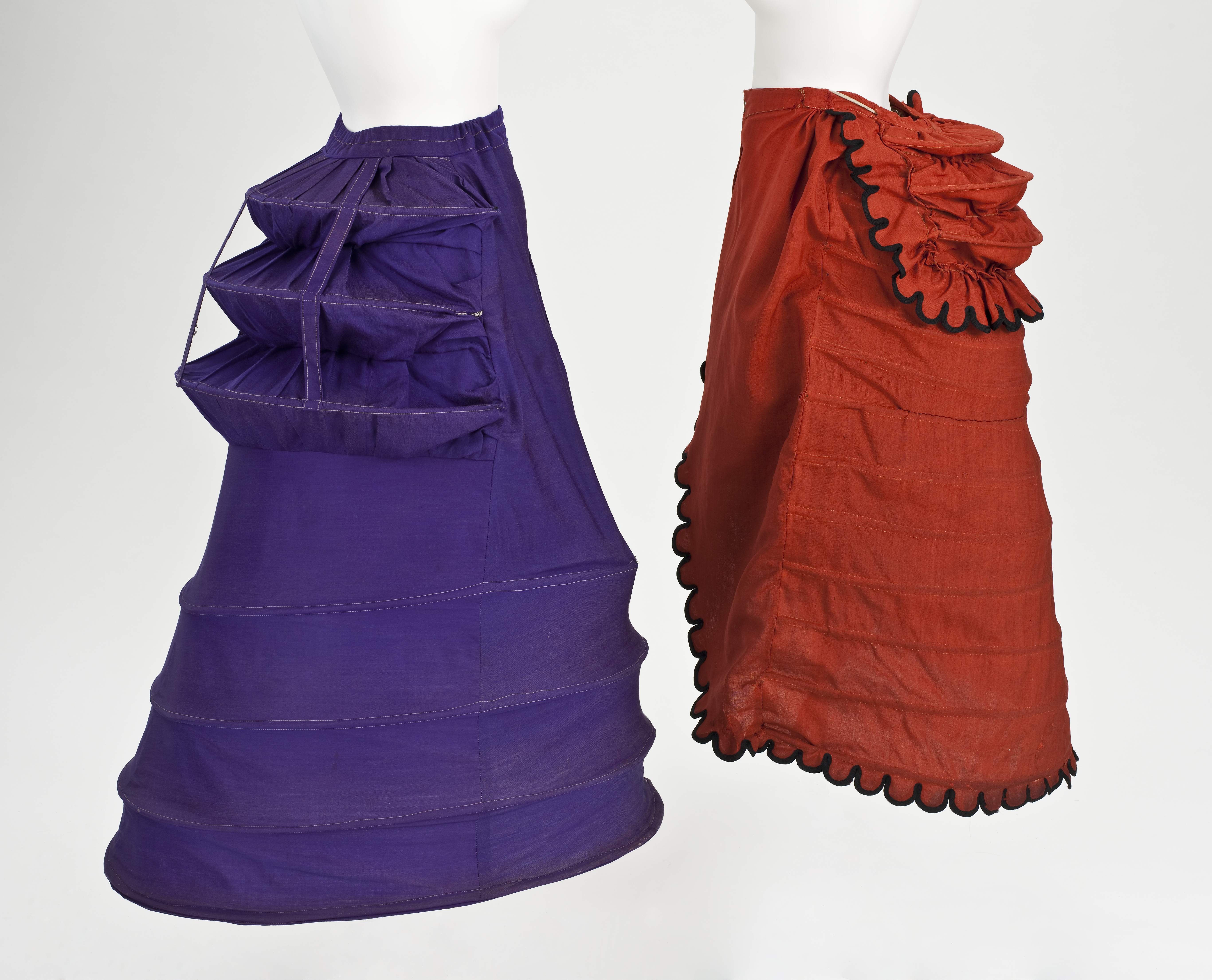
Кринолетты. Англия, 1872—1875, LACMA
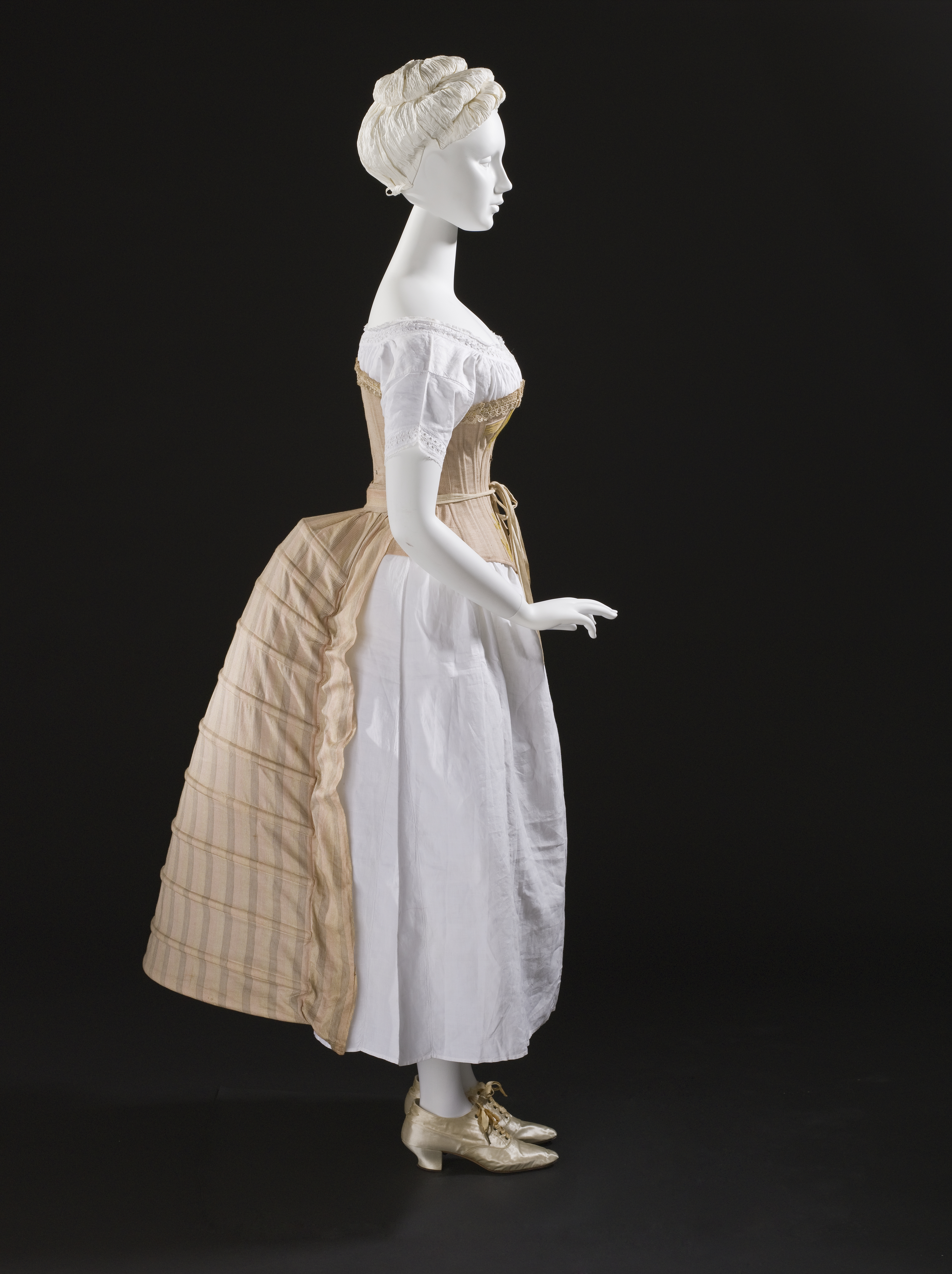
Сорочка, турнюр, корсет на манекене, LACMA
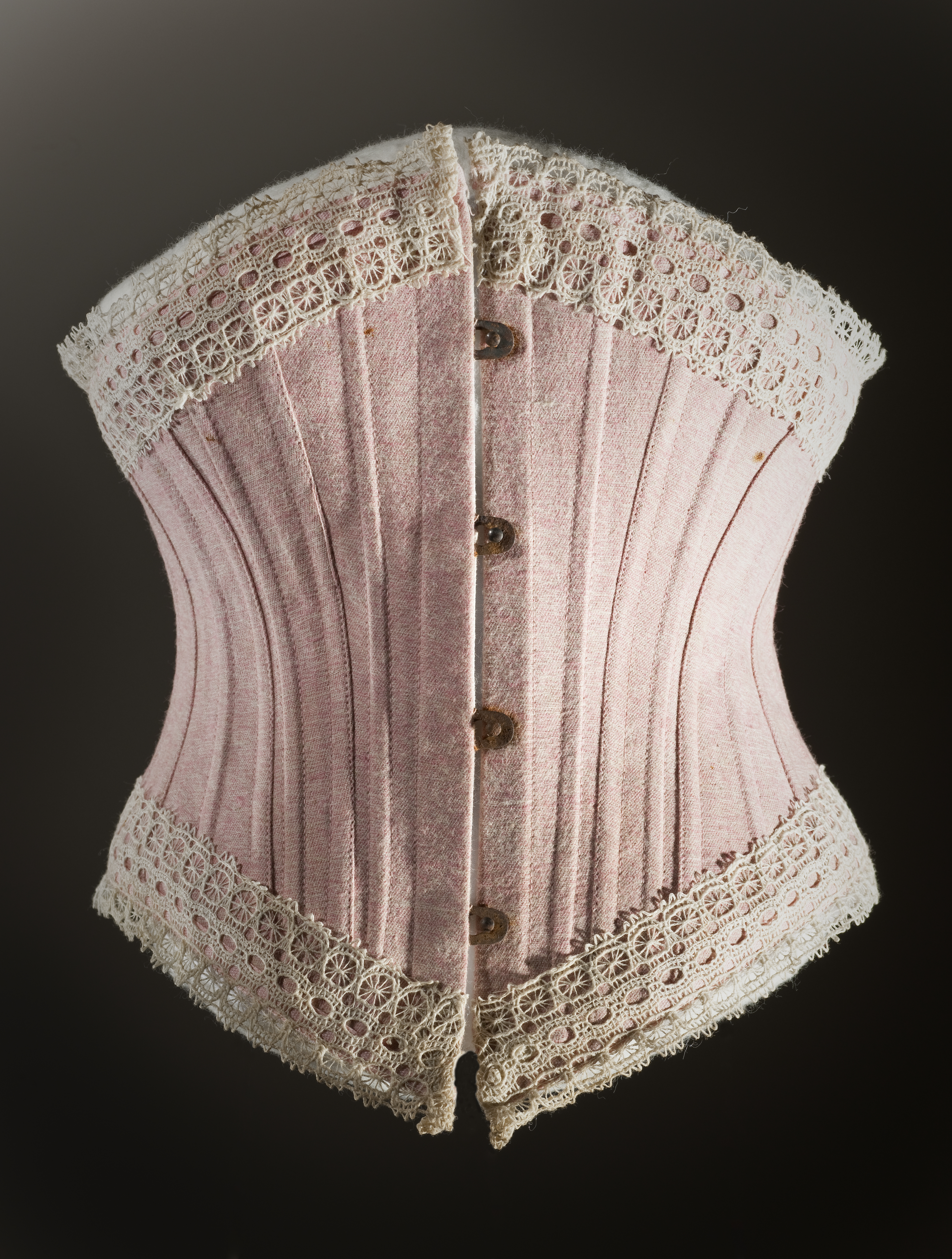
Корсет из розового хлопка, украшенный кружевом. Англия, 1890—95, LACMA

### Одежда для сна
Женская ночная сорочка, по покрою очень похожая на денную, была длинной, доходила до щиколоток, активно украшалась рюшами, оборками и кружевами. Рукава также были длинными. Так, оборками могли украшаться воротник, манжеты и перед. Ворот был как и стоячим, так и отложным. Вырез был прямой, застёгивавшийся на пуговицы. В первые годы правления Виктории, ночные сорочки, как и денные, шились из белого льна, а отделывались они лишь оборками. С середины XIX века более широко стал использоваться хлопок, в том числе и для изготовления ночных сорочек, для которых главными элементами отделки стали ажурное кружево и защипы. Появление в 1870-е годы комбинаций оказало некоторое влияние и на женскую одежду для сна: так, в 1886 году появились рекламные объявления «комбинации-ночной сорочки или дамской пижамы» (англ. combination nightgown or lady’s pyjama), предлагавшейся изготовляться из ситца или фланели с оборками на запястьях и на коленах (хотя собственно пижамы войдут в женскую моду лишь в 1920-е годы). Вплоть до самого конца викторианской эпохи широко использовались льняные, хлопковые и фланелевые ночнушки. В последние два десятилетия XIX века по отделке ночные сорочки стали более сложными.
В постель на голову в гигиенических целях, для сохранения тепла и причёски, женщины надевали специальные чепцы, закрывавшие большую часть головы и плотно прилегавшие к ней, также украшавшиеся рюшами, ажурной вышивкой и кружевами, и подвязывавшиеся под подбородком. Ночные чепцы, ввиду стремления к своей практичности, наименее всего подвергались модным веяниям. Изготовлялись они преимущественно из батиста и муслина белого цвета (у батистовых и муслиновых чепцов оборки и завязки изготовлялись из более тонкого материала), но некоторые, в особенности в 1840-1850-х годах, вязались (в том числе и крючком) из тонких хлопковых нитей. В конце XIX века, особенно с 1880-х годов, девушки и молодые женщины стали спать с непокрытой головой, ночные чепцы оставались отличительной чертой старух, даже в начале XX века.

## Мужская мода

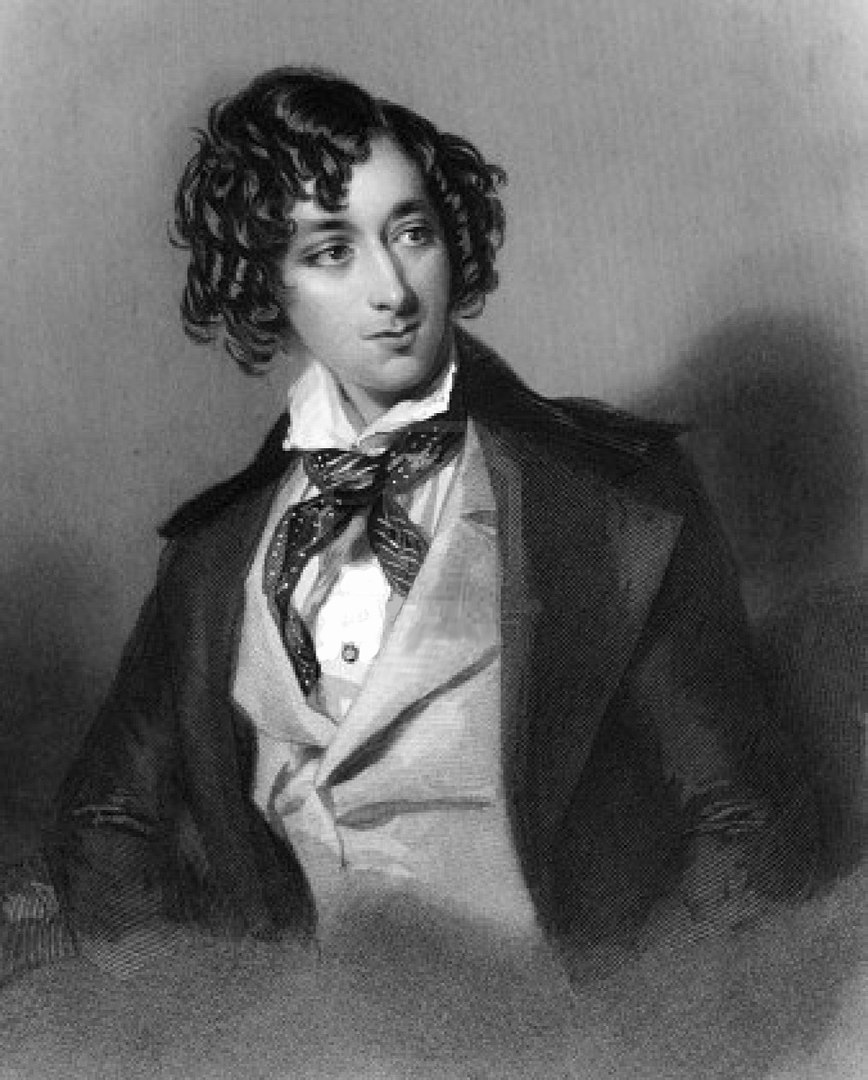
Молодой Дизраэли, гравюра 1839 года. По словам современника, Дизраэли выглядел так на обеденном приёме: «молодой человек с чёрными волосами, вьющимися кольцами, одет в чёрный бархатный фрак, на сатиновой подкладке, фиолетовые брюки с золотыми лампасами, алый жилет и белые перчатки, унизанные бриллиантовыми кольцами».

Мужская одежда викторианской эпохи не претерпевала таких радикальных изменений, как женская. В начале викторианской эпохи мужской костюм становится весьма сдержанным: фрак, сшитый строго в талию, длинные узкие брюки, жилет (мог быть с ярким цветочным орнаментом или в клетку), галстук и цилиндр. Верхняя одежда — пальто — также шилась строго по фигуре. В дальнейшие десятилетия изменения в мужском костюме касаются лишь деталей, отделка и покрой в общих чертах остаются неизменными.
В цветовой гамме мужского костюма на протяжении всей викторианской эпохи господствовали темные цвета (чёрный, тёмно-синий, зелёный, коричневый) с дозволенными яркими акцентами, которыми выступали жилет и галстук или шейный платок. В моду вошли шахматный рисунок и клетка. Распространенным было сочетание в костюме клетки и полоски.
Изменениям подвергались длина пальто; мода середины века на перетягивание талии уступила место пиджаку свободного кроя. В 1870-е пиджак имел квадратную форму и не имел центрального шва, что позволяло костюму свободно сидеть на фигуре. Однако к 1880-м годам более распространёнными стали пиджаки прилегающего покроя с центральным швом прямо над карманами.
Также эволюцию мужского костюма можно проследить на примере фасона брюк: в начале правления королевы Виктории брюки плотно облегали ноги, затем фасон становится более свободным, приближаясь к современному. К концу столетия типичными стали прямые свободные брюки с заутюженными складками спереди и сзади. После 1875 года установился классический мужской костюм-тройка, состоящий из брюк, жилета и пиджака.
Переходу мужского костюма к более свободным формам способствовали изменения в общественной жизни — индустриализация и увлечение играми, а также ездой на велосипеде послужили катализаторами перемен в мужской моде второй половины XIX века, и в дневное время стал приемлем более свободный стиль в одежде.

### Гардероб
Гардероб обеспеченного джентльмена состоял, как правило, из следующих комплектов: костюмы для визитов и прогулок, для верховой езды, для охоты, для посещения клубов, для обедов дома, для обедов вне дома, бальный наряд, костюм для карточной игры и, при необходимости, костюмы для прочих мероприятий.
Классический мужской костюм на протяжении всей викторианской эпохи, с незначительными изменениями, состоял из следующих предметов:
- Нижняя сорочка — надевалась на голое тело, чаще всего рукава доходили до запястий, но они могли быть и короткими. Главной целью была гигиеничность, и поэтому её фасон не зависел от веяний моды[16].
- Сорочка — белая рубашка свободного покроя, воротник и манжеты которой требовалось крахмалить. Часто к рубашке имелся специальный «нагрудник» — манишка и съёмные воротнички и манжеты, которые можно было менять. Закреплялись манжеты и воротники на запонки. С середины XIX века на многих манишках (как и съёмных, так и изначально пришитых к рубашке) в самом низу выреза, доходившего до середины рубашки (а не до подола, как в современных) мог присутствовать специальный язычок с петлицей (англ. shirt tab), застёгивавшаяся к поясу штанов, что позволяло одежде не задираться. Подобная практика стала весьма популярна в 1880-е годы, также существовала и в начале XX века[17][18]. Рюши и кружева в мужской сорочке, в отличие от предметов женской одежды, с течением времени выходят из употребления, уступая место изящным складкам. К 1850-м годам на рубашке уже не было никаких украшений вроде всё того же рюша. В 1860-е годы в моду входят жёсткие стоячие воротники, на основе которых в 1870-е годы появляются фрачные воротники (они же «воротники-бабочки») с отвёрнутыми уголками. Также в 1860—1870-е годы носили и отложные воротники. Постепенно уменьшавшие свою высоту воротники в самом конце XIX века вновь устремились вверх. В целом отложные воротники считались более неформальными, а стоячие — напротив, были неотъемлемой частью строгой, формальной одежды. В частности, такие воротники носили служащие контор (отсюда прозвище «белые воротнички»[19]). Съёмные воротники накрахмалить и погладить в домашних условиях было невозможно, так как они могли порваться или помяться, поэтому их сдавали в специальные прачечные, где, в частности, их гладили на специальных машинах. Изначально рубашки были исключительно белые, но в середине XIX века появились цветные: как одноцветные, так и с простыми узорами — полосатые, в клетку и в крапинку. Цветные рубашки ввиду практичности получили распространение среди рабочих в качестве повседневной одежды, а среди аристократии и буржуазии — в качестве неформальной. Для выходного костюма и рабочие, и джентльмены носили белые сорочки. Поверх рубашки обязательно одевались жилет и сюртук/пиджак, без последнего ходили дома в непринуждённой обстановке или занимаясь спортом.
- Жилет мог быть ярким и контрастным, на протяжении викторианской эпохи в моде были жилеты самых разных цветов и материалов. В 1840-е, после открытия Китая для европейского потребителя, наиболее популярным материалом становится шёлк, однако к концу века в дневное время преобладают жилеты из шерсти и хлопка, а шёлковые остаются для вечера.
- Пиджак — однобортная или двубортная куртка с отложным воротником.
  - Сюртук (редингот) — длинный, как пальто, двубортный пиджак, обычно приталенный, остававшийся основной повседневной мужской одеждой на протяжении всего XIX века. Длина сюртука, форма рукава, а также положение талии определялись модой. Короткий сюртук в середине XIX века стал ранним фасоном современного пиджака.
  - Фрак — пиджак строго чёрного цвета (до 1850-х годов также были фраки и других тёмных цветов, например, коричневого и тёмно-синего), длина которого сзади доходила до колена, с вырезанными спереди полами и с длинными узкими фалдами сзади. Фрак предназначался для праздников и торжественных мероприятий, мог быть однобортным и двубортным, с прямыми или заостренными полами спереди. В начале викторианской эпохи его носили таки на утренних, так и на вечерних мероприятиях, однако с 1860-х годов его носили только вечером. Утренние фраки могли застёгиваться, а вечерние носились нараспашку, для демонстрации накрахмаленных манишки и воротника. В конце XIX века, ввиду выхода из употребления утренних фраков, пуговицы на вечерних стали чисто декоративными. На фраках 1870-х годов пуговицы были по обеим сторонам спереди.
  - Визитка — однобортный сюртук с закругленными расходящимися спереди полами.
  - Смокинг — пиджак из сукна с открытой грудью и длинными, покрытыми шёлком отворотами.
- Брюки начала эпохи отличались высокой талией, затем линия талии опустилась; носились без ремня, на подтяжках. Длина брюк менялась на протяжении десятилетий, то полностью закрывая каблук, то укорачиваясь. Изначально брюки для более вечерних мероприятий шились из чёрной кирзы, а иногда и из кашемира, к 1860-м годам они, как и фрак, изготовлялись из шерсти. В начале-середине XIX века гульфик брюк был откидным (гульфик-клапан, лацбант), в конце ему на смену пришёл гульфик современного вида, застёгивавшийся, однако, на пуговицы, а не на застёжку-молнию.
- Кальсоны — нижнее бельё, надевавшееся под штаны в целях гигиеничности, как и нижняя сорочка, защищая от холода. Шились из фланели, хлопка, шерсти (были в том числе и вязаные) и трикотажа. В отличие от женского, мужское бельё вызывало гораздо меньше сексуальных ассоциаций. Для регулировки на поясе присутствовала кулиска со шнурком или тканевая шлёвка, застёгивавшаяся на пуговицу (эластичный пояс-резинка появился на кальсонах только в конце XIX века). На самом низу штанин присутствовали завязки-тесёмки и застёжки-кнопки, впоследствии — резинка. В конце XIX века появились трико-комбинезоны, сочетавшие в себе кальсоны и нижнюю сорочку (в Америке, они, известные под названием «union suit», были широко распространены, но в Англии их носили немногие)[7][20][21].
- Галстук или шейный платок — аксессуар, дополняющий образ. Галстук XIX века представляет собой косынку, концы которой завязываются различными способами, формируя красивый узел. Иногда галстук закалывали специальной галстучной булавкой. В разные периоды доминировали белые, чёрные или яркие галстуки. Вечерний галстук был белым. К 1860-м годам появляется галстук-бабочка, вечерние, как правило, были узкими и обладали заостренными концами. В наименее формальных мероприятиях допускались и чёрные «бабочки».
- Носки — вязались из шерсти, реже из шёлка. Несмотря на то, что уже тогда было налажено массовое машинное производство носок, все представители общества имели носки домашнего изготовления[22].

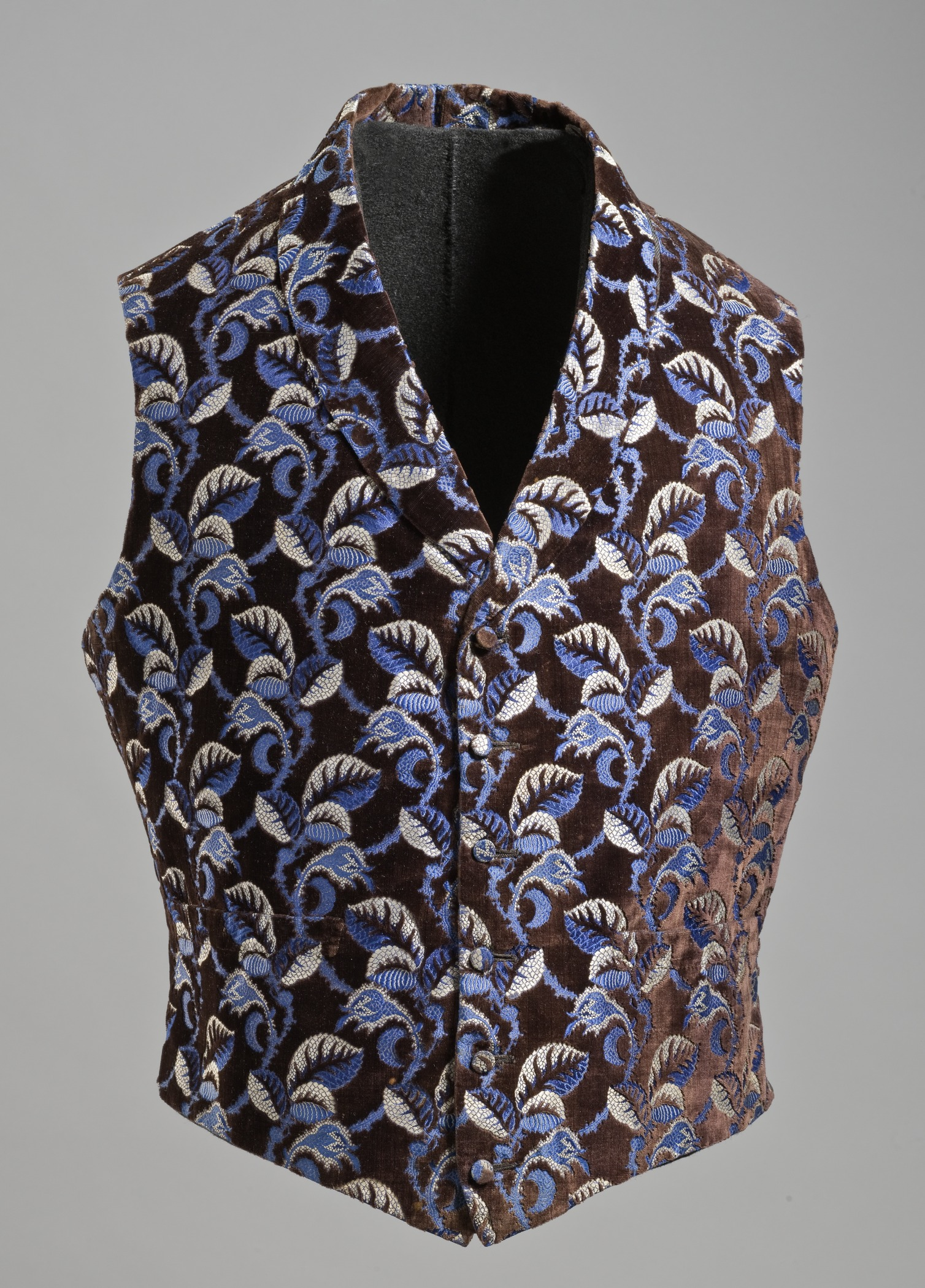
Мужской жилет с растительным орнаментом. Англия, около 1845. LACMA
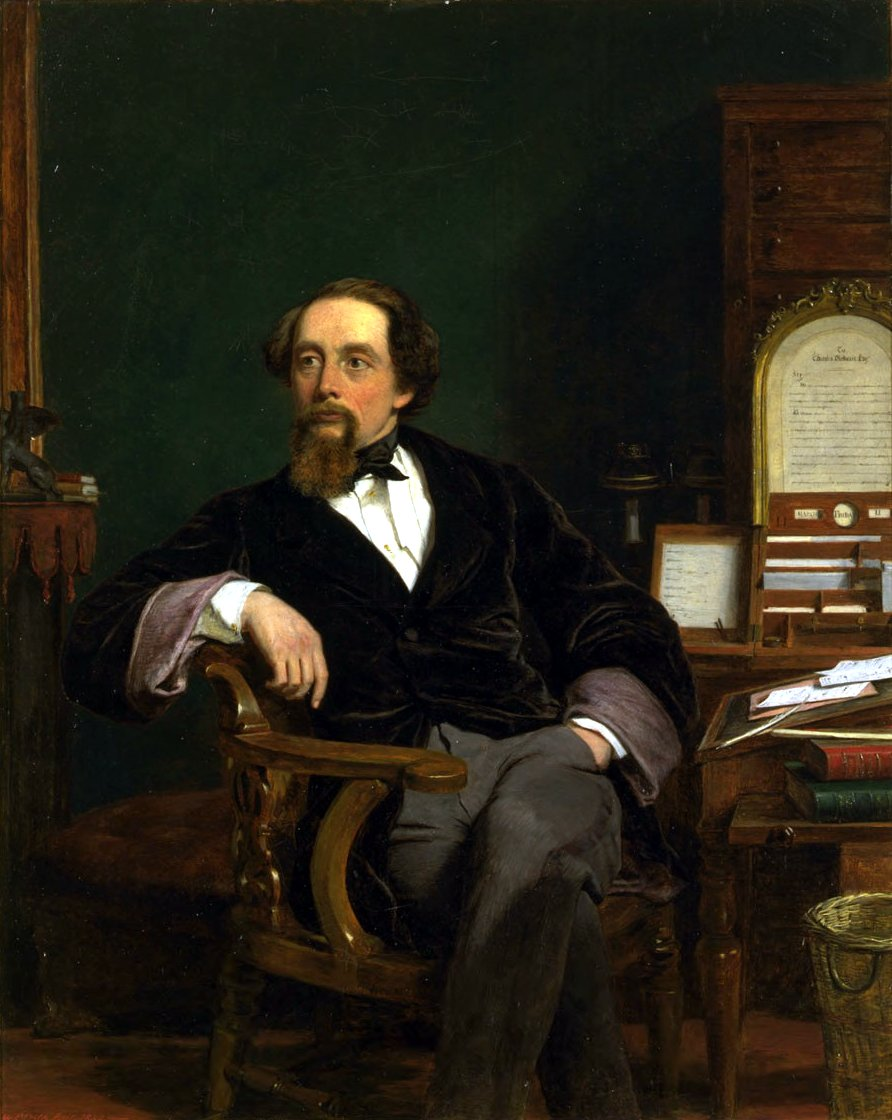
Уильям Пауэлл Фрайт. Портрет Чарльза Диккенса, 1859.
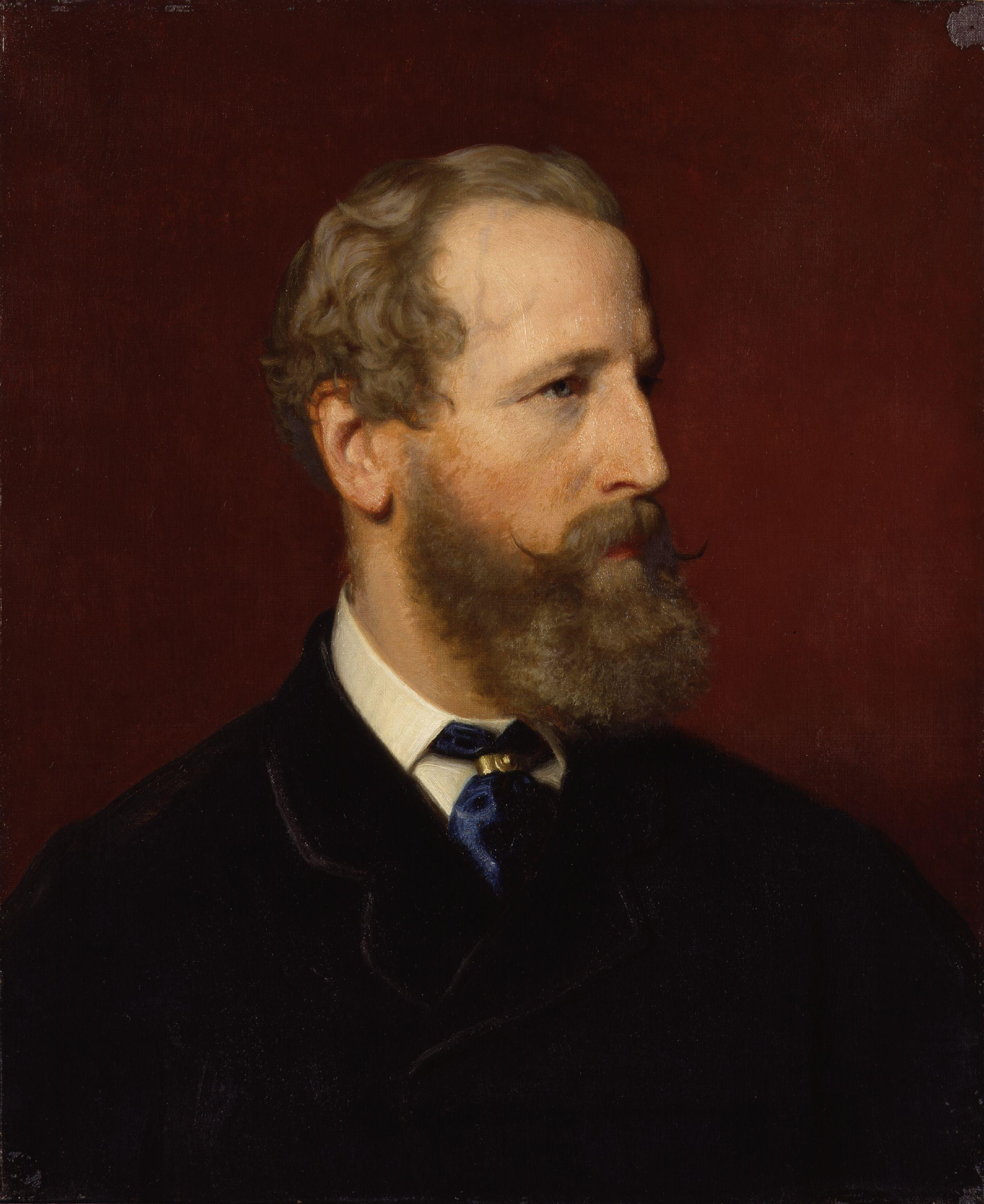
Стивен Пирс. Автопортрет, начало 1860-х.
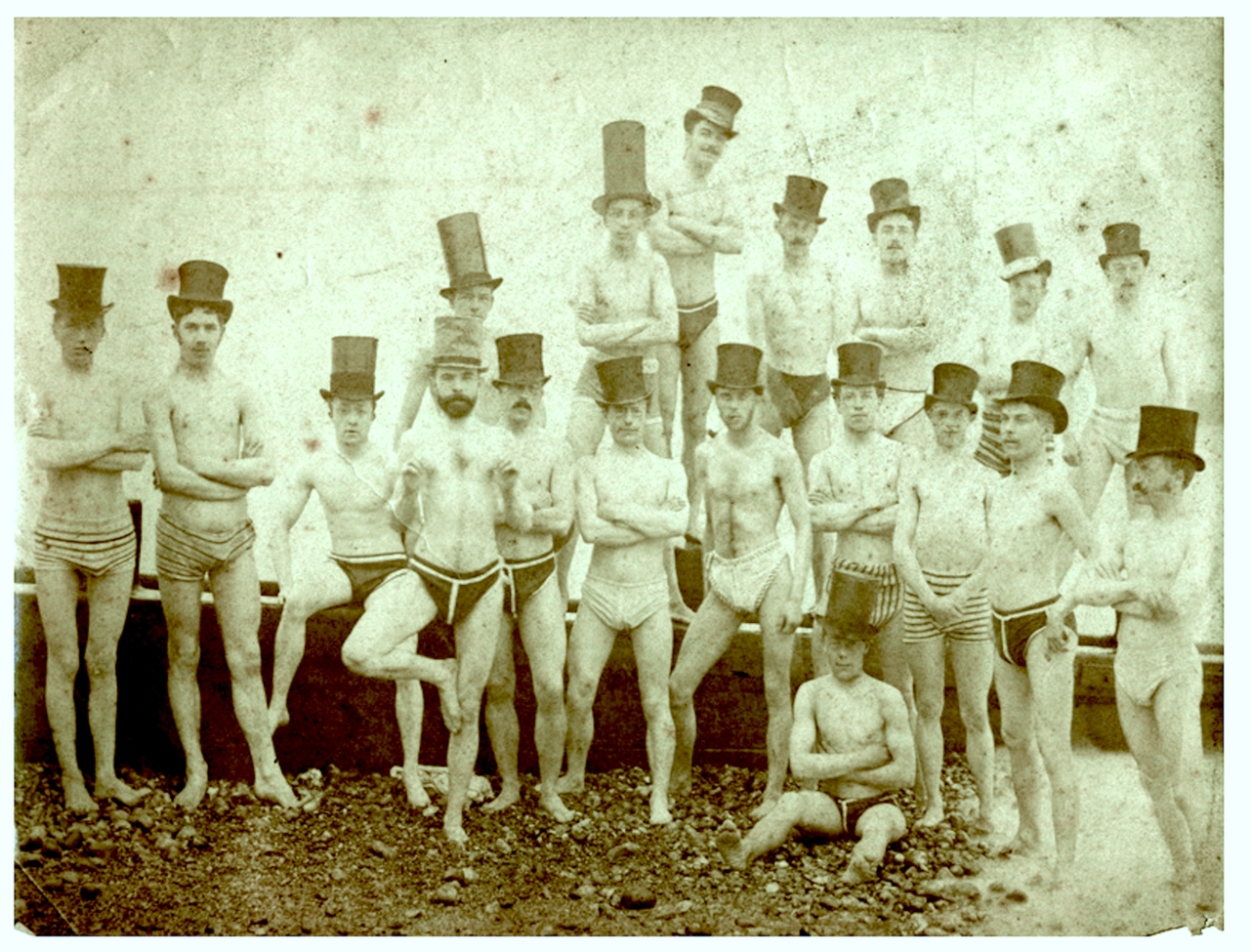
Члены Брайтонского плавательного клуба в плавках и цилиндрах, предположительно начало 1860-х г.
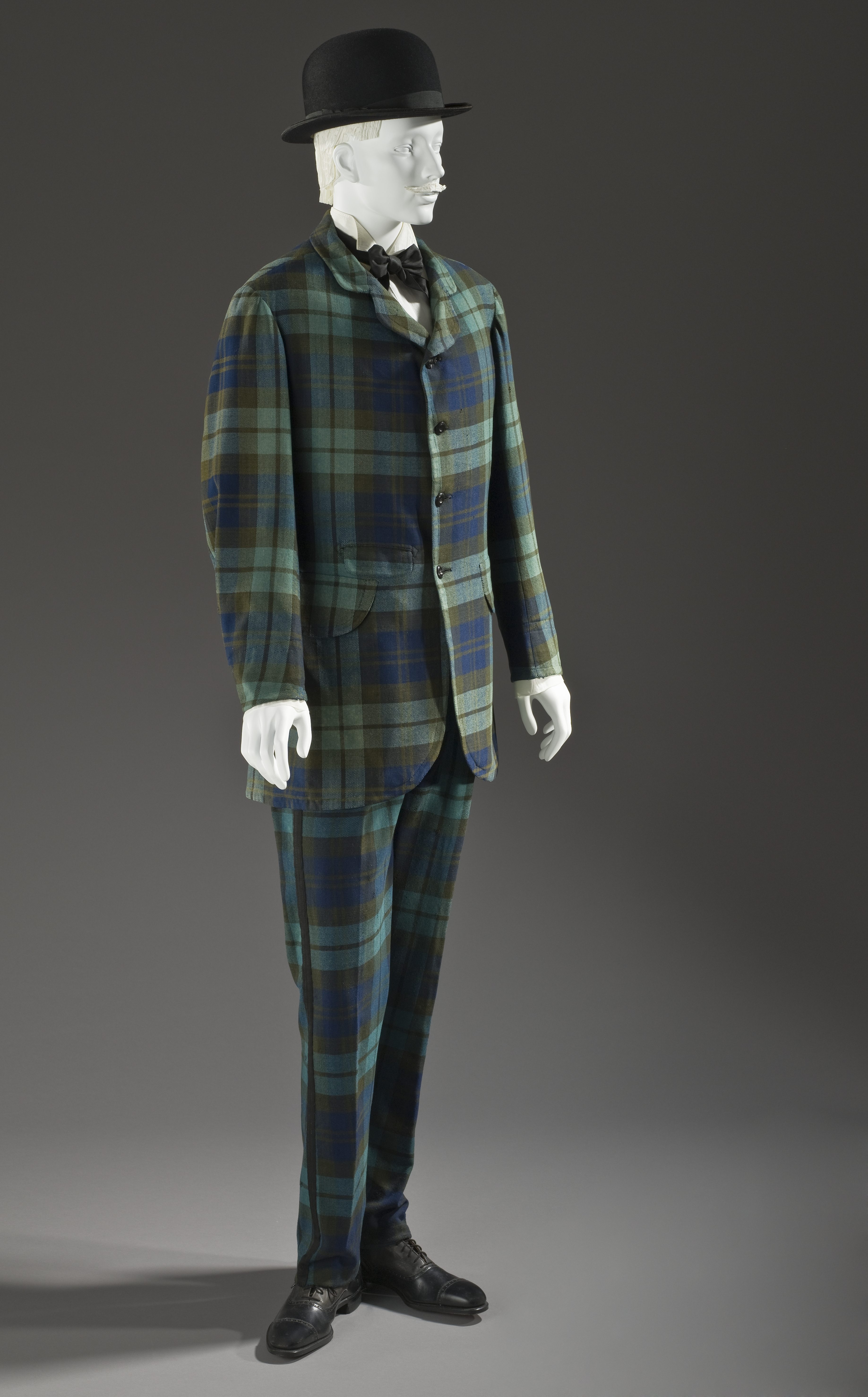
Мужской клетчатый костюм. Англия, 1875—1880. LACMA
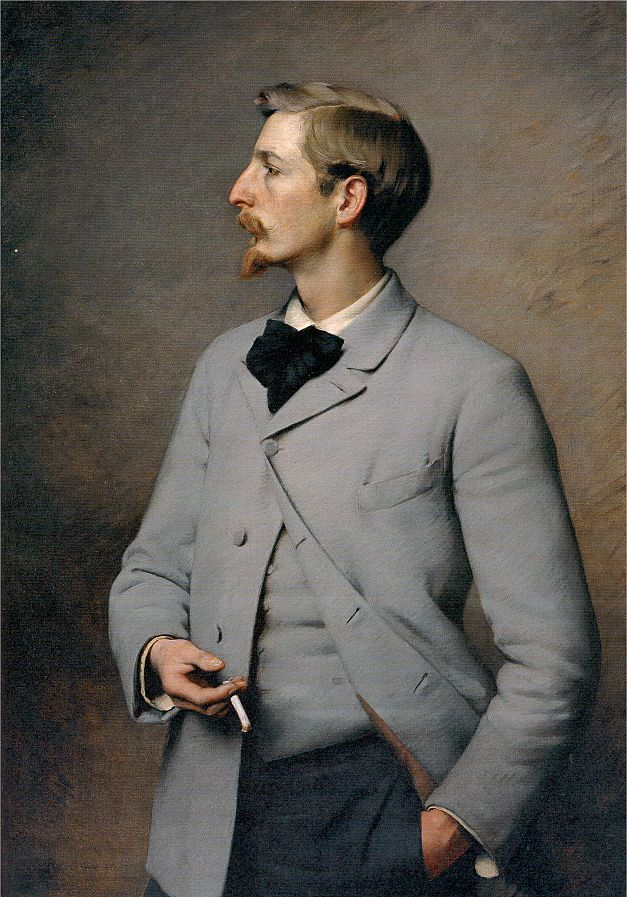
Чарльз Спарк Пирс. Портрет Барлетта, 1890.

### Денди

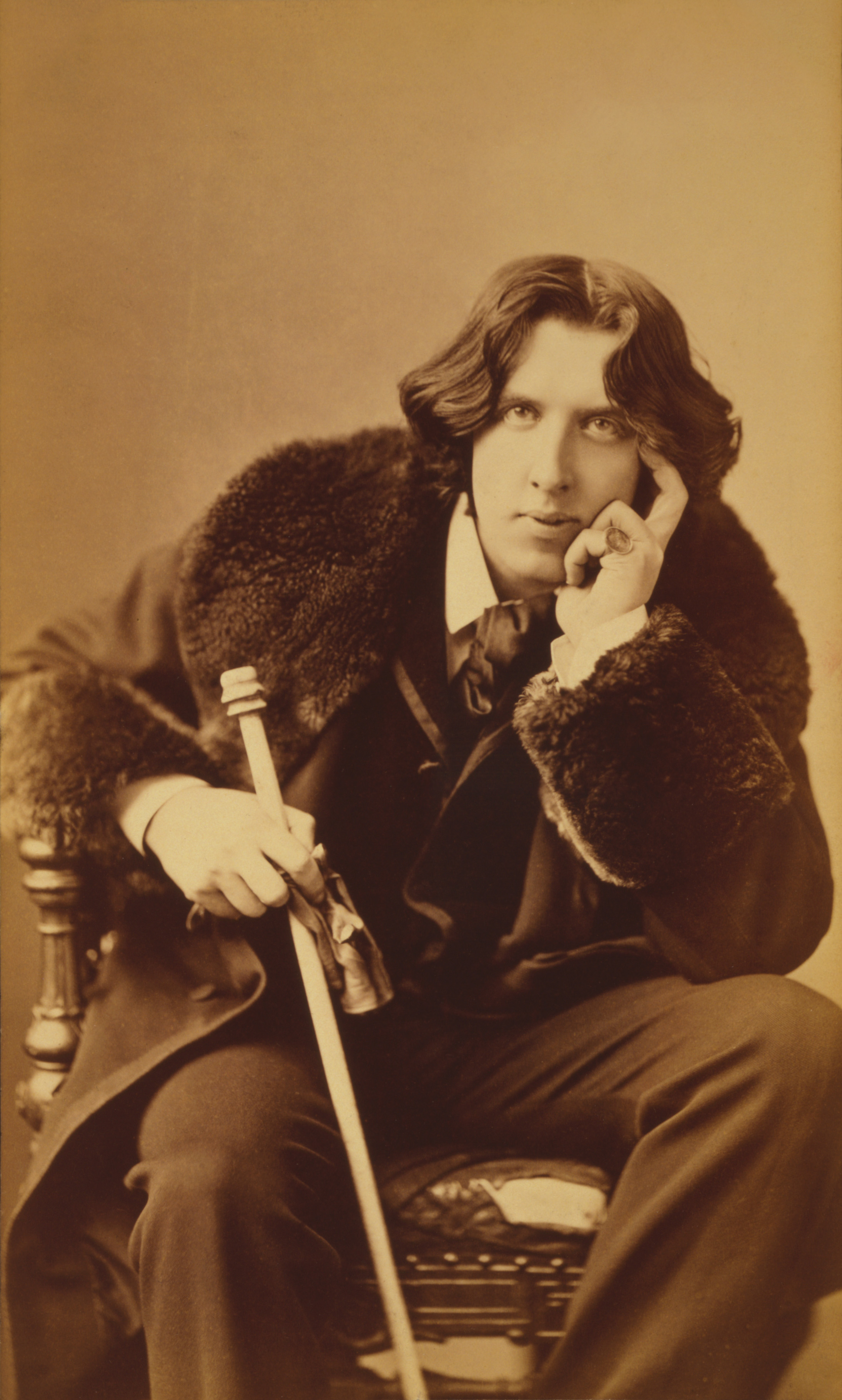
Оскар Уайльд — эстет, знаменитый денди 1880—90-х годов, поражавший общество своими эпатажными нарядами.

Викторианская эпоха, как и весь XIX век, считается золотым веком дендизма. Именно в это время в Англии, а затем и во Франции дендизм сложился как культурный канон, включающий в себя и искусство одеваться, и манеру поведения, и особую жизненную философию. Основателем дендизма является англичанин Джордж Браммелл (1778—1840).
Дендизм возник в начале века как ответ на вульгарность и пёстрость мужской моды прошлых веков. Классический словарь Larousse дает следующее определение денди: «Элегантный щеголь, главное занятие которого — блистать своими туалетами». Денди — это лидер моды, который диктует чёткий вкус и стиль в одежде, а также придерживается определённого кодекса поведения.
Дендистский костюм, выступавший противовесом вульгарной роскоши, отличается прежде всего благородной сдержанностью, что в то время было новаторством. Принципы дендизма предписывали: «Избегайте пестроты и старайтесь, выбрав один основной спокойный цвет, смягчить благодаря ему все прочие»; «В манере одеваться самое изысканное — изящная скромность».
Центральный предмет гардероба, фрак, изготавливался из хорошего качественного сукна, а цвет подбирался в зависимости от времени суток: темный (чаще всего синий) для вечера, светлый — для дневных выходов. Жилет полагалось тщательно подбирать по цвету и фактуре. Несмотря на изменчивость моды в XIX столетии, мода на мужские жилеты сохранялась в течение всего этого периода и дошла от романтизма до декадентства.
Под жилет надевали белую сорочку с широким жестким воротничком, визуально приподнимавшим подбородок и призванным придавать его владельцу слегка высокомерный вид. В довершение образа на шею повязывали шейный платок, во второй половине XIX века нередко заколотый специальной булавкой. Также необходимым аксессуаром денди была лёгкая элегантная трость.

### Одежда для сна
В постель мужчины надевали ночную рубашку, с разрезом по бокам и длинными рукавами, отличавшуюся от дневной длиной: она доходила до колен, бёдер или щиколоток. У них мог присутствовать или отсутствовать воротник, с середины XIX века на левой стороне груди мог присутствовать кармашек, вероятно, для хранения носового платка. Зад ночной рубашки мог быть длиннее переда. Ночные рубашки, предлагавшиеся Йегером, были из шерсти, подол доходил до щиколоток, обладали коротким воротником, разрезом до талии, застёгивавшимся на пуговицы, и длинными рукавами с манжетами. Также могли спать и в нижнем белье. В 1890-е годы появилась и довольно быстро распространилась пижама, однако старики, консервативные мужчины и селяне носили ночные рубашки и в начале XX века. Пижама же ввиду практичности, была полезна во время путешествий или во время походов, поскольку сокращала количество ненужного багажа.
Для гигиенических целей, а также для сохранения тепла на голову надевали конусовидный ночной колпак, зачастую с кисточкой или помпоном на конце, которые могли так и шиться, так и вязаться. Ночные колпаки могли быть белыми, так и цветными, например, в полоску. Белые шерстяные колпаки, связанные крючком или спицами, считались менее модными, нежели цветные, в середине XIX века цветные колпаки были популярнее белых. Довольно распространённым материалом для изготовления ночных колпаков был шёлк, также изготовлялись они и из шерстяных тканей. В конце XIX века ночной колпак вышел из употребления среди молодых мужчин, считавших их старомодными. Окончательно ночной колпак выйдет из употребления уже в начале XX века.

## Головные уборы

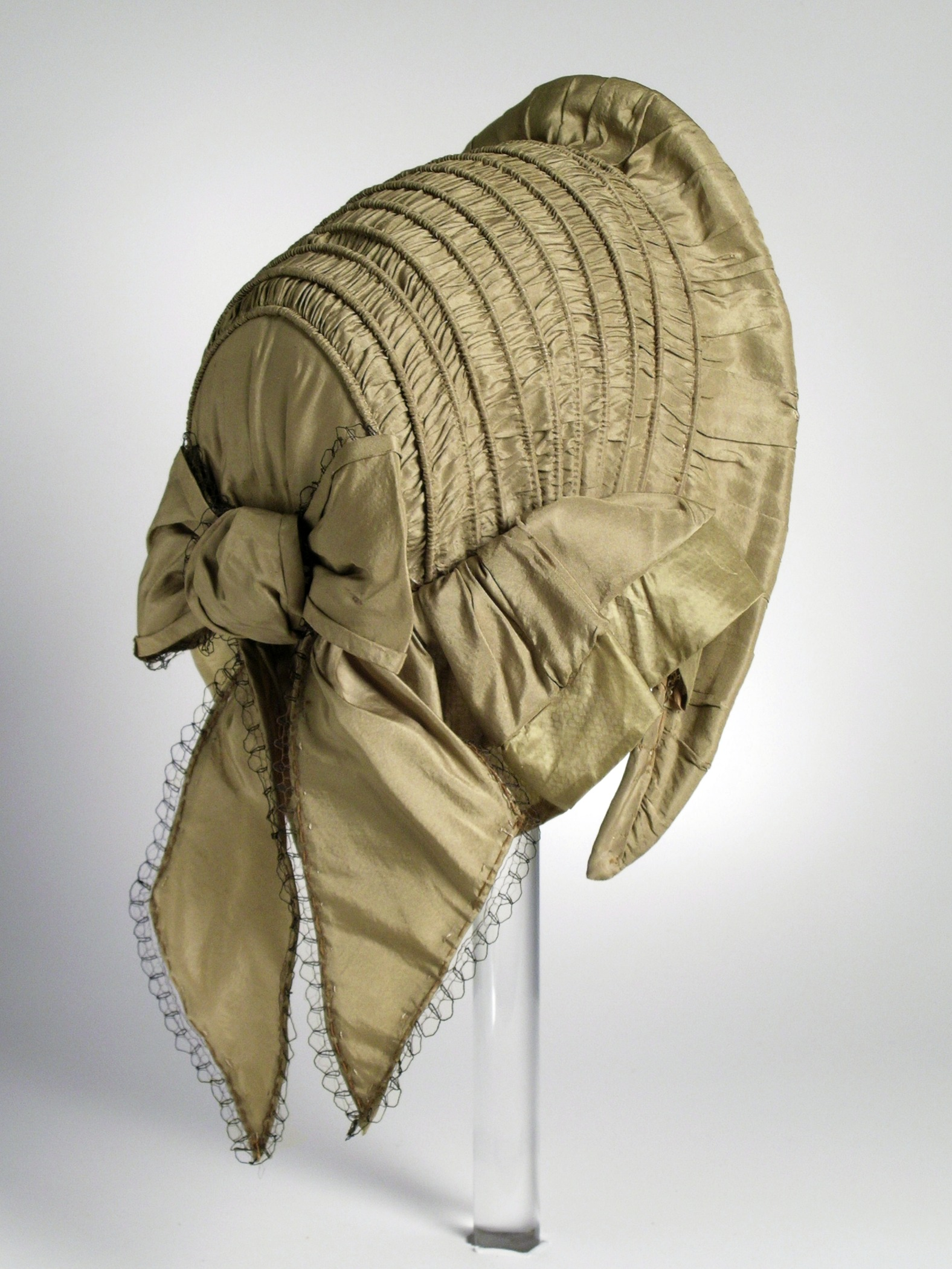
Капор из шёлковой тафты. США, около 1857. LACMA

Этикет викторианской эпохи запрещал появляться на улице без головного убора, потому шляпам, особенно женским, уделялось большое внимание. В первой половине XIX века в женской моде господствовали капоры и чепцы. Чепцы были как и интимным головным убором, носившимся в домашней обстановке, так и формальным, надевавшимся по особым случаям. Чепцы старались держать в чистоте и порядке, стирали их в первую очередь (равно как и другие тоник изящные вещи вроде кружевных салфеток), утренние и ночные чепцы, как наиболее ноские и практичные, стирались вместе с другим бельём. В самом начале викторианской эпохи — в конце 1830-х годов — в качестве парадных женских головных уборов всё ещё использовались тюрбаны. Шляпы надевали только по особым случаям: цилиндр для поездки верхом вместе с амазонкой, широкополую соломенную шляпку для прогулки у моря.

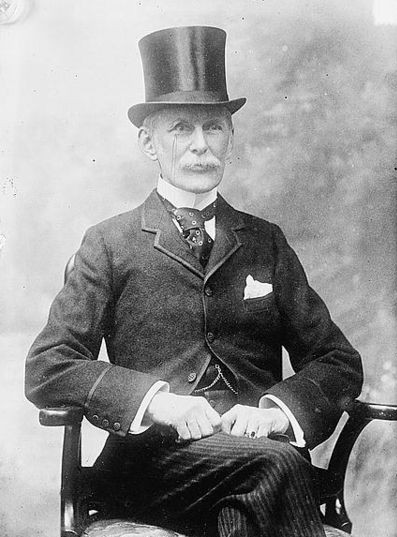
Барон Чаннинг (1841—1926) в цилиндре.

Капоры менялись в течение дня вместе с платьем. Утром женщина надевала утренний чепец (англ. morning cap), из льна или батиста, украшенный накрахмаленными оборками. В полдень головной убор менялся на более нарядный, причем малообеспеченные женщины, не имеющие второго платья, все равно старались сменить хотя бы чепец. Чепец, который полагалось носить с полудня (англ. dress cap), был одним из самых нарядных в дамском гардеробе, в нём носительница могла появляться перед гостями (если позволяли средства, такой чепец носился с вышеупомянутым шёлковым платьем), в свою очередь женщины-гостьи во время визита не снимали своих шляп, либо надевали чепцы, приносившиеся в особых корзинах. Ещё более сложными были вечерние чепцы, надевавшиеся на балы, концерты, званые обеды и тому подобные мероприятия. Фасон и отделка капора неоднократно менялись; они становились то больше и шире, то сжимались, украшение лентами, рюшами и цветами становилось то изобильным, то скромным. Сильно изменялись и чепцы, хотя в целом облик формальных чепцов был примерно схожим с таковым у домашних чепцов, а утренние чепцы повторяли формы модных на тот момент капоров. Так, в 1830-е годы утренние чепцы (изготовлявшиеся из белого муслина и батиста) покрывали большую часть головы, а ряд жёстких оборок вокруг лица образовывали своего рода «нимб», в 1840-е годы они стали более облегающими, а в 1850-е годы стали меньше по размеру, а по облику стали менее походить на капоры. Чепцы, носившиеся в середине дня (англ. afternoon cap) до 1850-х изготовлялись из кружева, газа и сетки, по форме напоминали капоры. Отделывались они марлевыми лентами или блондовым кружевом (получившим своё название из-за характерного желтоватого оттенка). В конце 1850-х годов эти чепцы стали небольшими по размеру и начали носиться ближе к затылку. Отделка парадных чепцов также включала в себя примерно те же элементы, что и в отделке капора: оборки, кружева, ленты, искусственные цветы; что создавало некоторую трудность при их стирке, во многих случаях единственным выходом было распороть отделку и постирать их отдельно от собственно чепца или заменить на новую. Белый капор надевался невестой на свадьбу, однако для светских мероприятий, особенно балов, был неуместен. Во второй половине XIX века этот вид головных уборов постепенно выходит из моды, и к 1880-м капор носили только старухи и вдовы. В 1860-е годы в качестве домашнего чепца стали носить «фаншон» (фр. fanchon) — чепчик-косынка из муслина с треугольным верхом, носившийся на макушке и обладавший длинными лентами сзади, хотя в качестве вечерних чепцов фаншоны носили и до 1850-х годов. Кроме того, в 1860-1870-х годах наблюдается большое количество самых разнообразных фасонов чепцов. В те же 1880-е годы из моды вышли и чепцы.
Во второй половине XIX века в моду входят зонтики-парасоли в связи с чем шляпка больше не выполняла функцию защиты от солнца, что послужило причиной уменьшения женских головных уборов. Маленькие шляпки, помещаемые ближе ко лбу, держались за счет тонкой ленты, проходившей сзади по затылку под поднятой вверх прической. Шляпки украшались искусственными цветами, перьями и так далее. Ещё одним достоинством маленьких шляпок было то, что они не скрывали высокую и сложную прическу дамы.
Мужчины с викторианской эпохи носили цилиндры — этот головной убор подходил как для торжественных мероприятий, так и для повседневного ношения. В 1848 году шляпные мастера Томас и Уильям Боулер изобрели котелок — шляпу с округлой тульей, которая стала вторым распространенным мужским головным убором того времени. В 1890-е появляются шляпы федора (шляпа из мягкого фетра, обвитая широкой лентой) и трильби (разновидность федоры, имеющая более узкие слегка опущенные поля). Соломенные мужские шляпы канотье входят в моду в конце XIX века, первоначально в среде лодочников и молодых людей, увлекающихся греблей, так как такая шляпа защищает от солнца

## Обувь

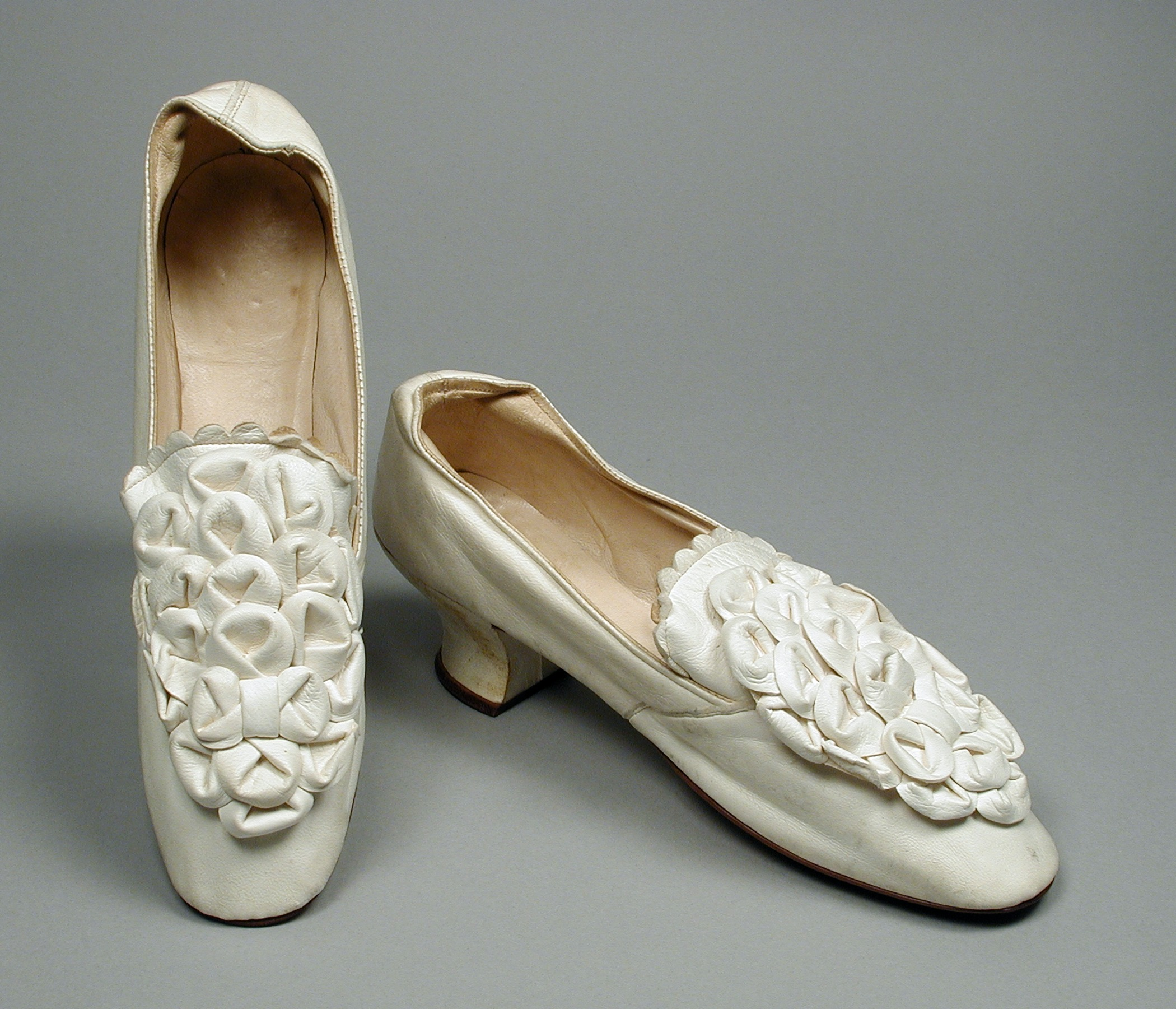
Женские открытые туфли из белой кожи, 1885. LACMA

Мода на обувь неоднократно менялась в течение викторианской эпохи. До 1830-х женщины носили туфли на плоской подошве. С началом эпохи романтизма дамские туфли приобретают каблук и многообразие расцветок. Именно в XIX веке появляются разные туфли для левой и правой ноги (раньше из изготавливали одинаковыми и разнашивали). В первой половине XIX века основными материалами изготовления дамских туфель для представительниц обеспеченных сословий были шёлк, атлас и бархат. С середины века распространение получила кожа.

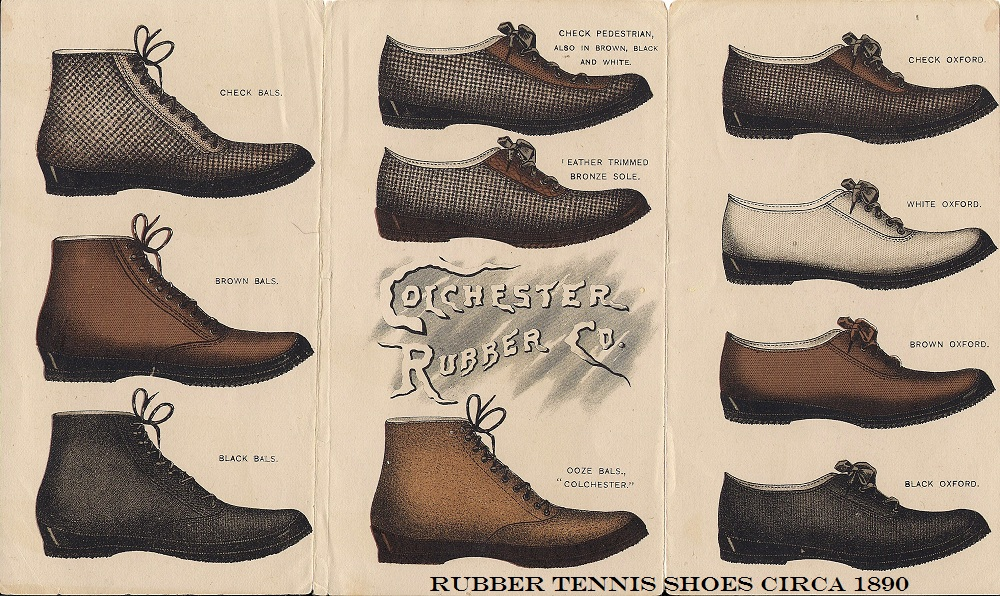
Образцы мужской обуви, 1890-е

Альтернативой туфлям были ботинки высотой до щиколотки, которые за последующие десятилетия поднялись до середины лодыжки. Их зашнуровывали или застегивали на пуговицы сбоку, для чего использовался специальный крючок. Мода на туфли вместо ботинок вернулась в 1870-е годы, что было отражено в «Домашнем журнале англичанки»: «Мода на туфли вместо ботинок — это настоящая революция в женском наряде».
Во второй половине XIX века распространённой мужской обувью были штиблеты и ботинки на кнопках или со шнуровкой.
Открытые туфли предназначались для балов. К визитке надевали только черные или лаковые ботинки или полуботинки. На лаковые полуботинки часто надевали специальные гетры из фетра. В 1850-е мужская обувь была преимущественно остроносой, в 1860-е до 1880-х в моду вошёл тупой нос и высокий каблук, затем — снова заостренный в 1890-х.

## Аксессуары

### Женские
- Парасоль — зонтик от солнца; по своему внешнему виду напоминал обычный зонт, однако не имел функции не пропускать влагу. Парасоли изготавливались из кружева или тонкой ткани любых расцветок, нередко обильно украшались рюшами, бахромой, лентами и так далее.

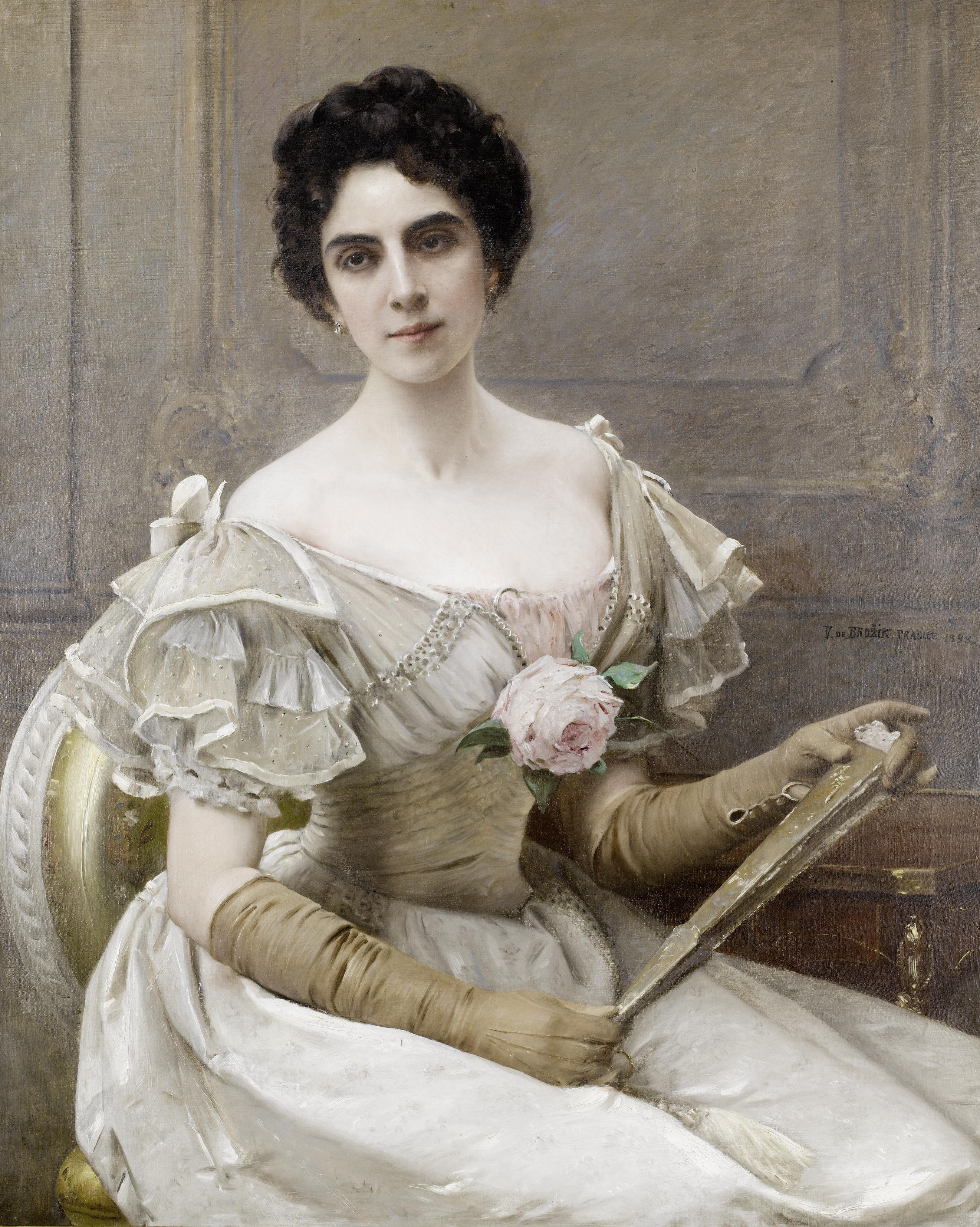
Вацлав Брожик. На балу, 1898. Дама в бальном платье с открытыми плечами, в длинных перчатках и с веером.

- Веера изготавливались из различных материалов: кружево, ткань, перья, бумага, костяные пластинки и так далее. Бумажные веера с росписью красками или литографиями стали широко доступны с 1840-х годов, когда началось их массовое производство. В середине века в моду входят веера в виде опахала, подражающие восточным — индийским, китайским, японским — мотивам.
- Перчатки являлись обязательным элементом выходного костюма для соблюдения приличий. «Советы по этикету», изданные в 1837 году, давали рекомендации относительно перчаток как мужчинам, так и женщинам[38] В справочниках была информация не только о том, когда следует носить перчатки, но и какие перчатки надевать по определённому поводу. Перчатки без пальцев — митенки — были популярны в 1870-е годы; изготавливались чаще всего из чёрного кружева и по длине могли доходить до середины предплечья или до локтей. Митенки подходили для более торжественных случаев, чем обычные перчатки, например, для похода в театр или на званый ужин. Перчатки были предпочтительнее днем, а митенки — вечером. С митенками можно было свободно носить кольца, а в то время как обычные перчатки могли дополняться браслетами. Также, перчатки быстро пачкались, поэтому в справочнике «Как одеваться подобно леди на 15 фунтов в год» (1874) городским жительницам была дана рекомендация держать в гардеробе 7 пар лайковых перчаток. Предпочтительные цвета: белые, бежевые и жёлтые. В 1850-е годы в моду вошли цветные перчатки, хоть их порою считали вульгарными. В 1854 году рекламировались такие цвета, как гранатовый, Наполеон, смородиновый, оливковый, Аделаида, рубиновый, каштановый, кофейный, миртовый[38].
- Сумочки были преимущественно небольшого размера в виде ридикюлей и напоминающих их кошельков на ленте или цепочке. Сумочки и кошельки изготавливались, как правило, из ткани и украшались вышивкой.
- Шатлен — цепочка для разного рода аксессуаров: часов, кошелька, швейных принадлежностей, ключей и так далее. Шатлены известны с времён Средневековья и оставались в моде и в XIX веке, причем носили их как мужчины, так и женщины. Шатлен в виде держателя для юбок (англ. Victorian skirt lifter) представлял собой зажим на цепочке, который приподнимал и удерживал юбку по мере необходимости. Этот аксессуар был в моде в 1870—1890-е годы.
- Порт-букет — футлярчик для цветов, который крепился к платью или носился в руках. Служили для защиты ткани платья от шипов и пятен, которые могли остаться от живых цветов. Порт-букеты изготавливались из дорогих материалов, украшались драгоценными камнями и жемчугом.
- Бальная книжка — аксессуар в виде небольшой записной книжки с карандашиком, предназначенных для записи кавалеров на балу. Вошли в моду 1820-е годы и просуществовали до начала XX века. Нередко бальная книжечка представляла собой произведение ювелирного искусства. Изначально страницы «книжек» изготавливались в виде костяных, перламутровых или фарфоровых пластинок, после в середине XIX века стали использоваться картон и бумага, однако переплеты книжечек продолжали украшать золотом, серебром и драгоценными камнями.
- Шали были в моде в первой половине XIX века до 1870-х. Шали изготавливались из различных тканей; в начале века были популярны шали из мягкой козьей шерсти, в 1840-х украшением гардероба стали ажурные шетландские шали, чуть позже — кашемировые шали из Франции. Также шали изготавливались из шёлка, атласа, муслина, газа и кружева.
- Украшения были обязательной частью практически любого наряда, за исключением периода полного траура. В Викторианскую эпоху женщины носили множество видов ювелирных украшений: ожерелья, кольца, подвески, браслеты, серьги, броши, диадемы и тиары для выходов в свет и так далее. Подбор украшений зависел от выбора наряда, времени и места. В разные периоды викторианской эпохи в моде были: украшения в стиле историзма (неоготика и неоренессанс), украшения с использованием таксидермии[39], траурные украшения, украшения в шотландском стиле и так далее. В то же время личность самой королевы Виктории оказала воздействие на выбор материалов и форм украшений того времени. Большое значение придавалось символике украшения; например, желудь означал силу и женское здоровье, оленьи рога — лидерство, ящерица и плющ — супружеское счастье, стрела — любовь, голубь — Святой Дух (мир, любовь, чистоту), пряжка — верность и так далее[40][41]. На рубеже XIX—XX веков популярностью пользуются украшения в египетском стиле и появляется стиль модерн. В XX в. украшения Викторианской эпохи долгие годы были вне моды и ассоциировались с чем-то архаичным, с образами корпулентных матрон в кринолинах[42].

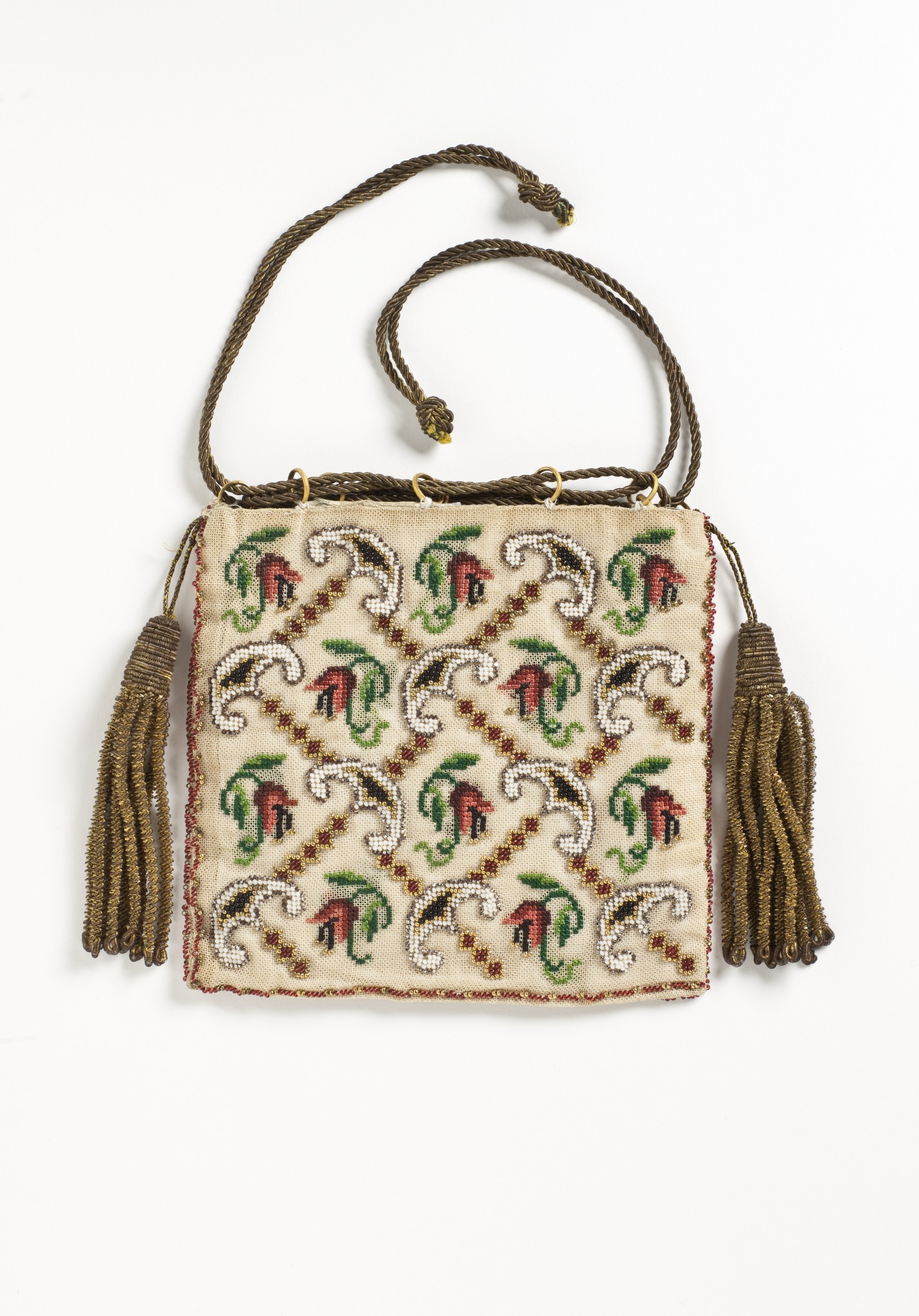
Расшитая бисером дамская сумочка. Англия, около 1840. LACMA
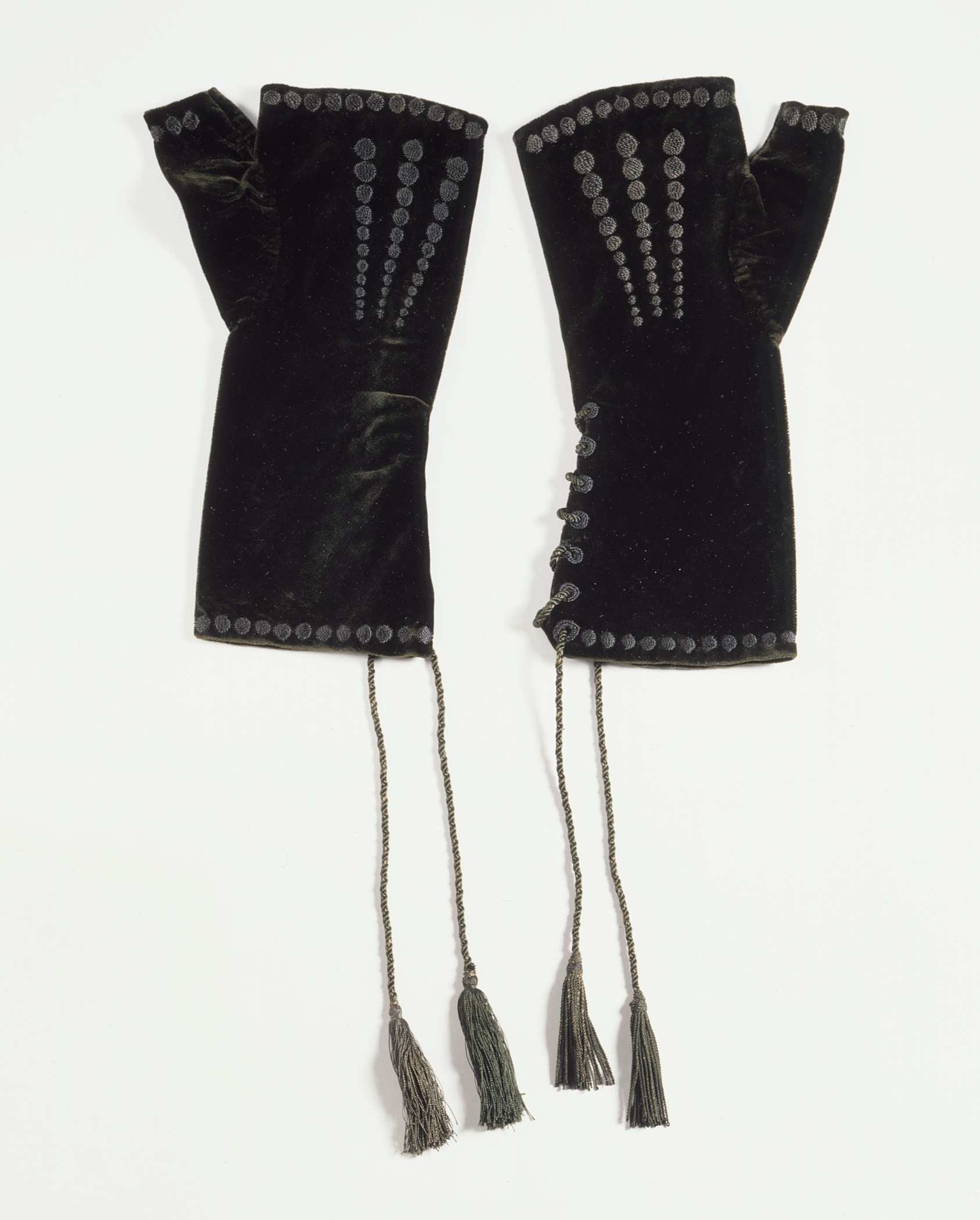
Черные дамские митенки. США, 1840-е годы. LACMA
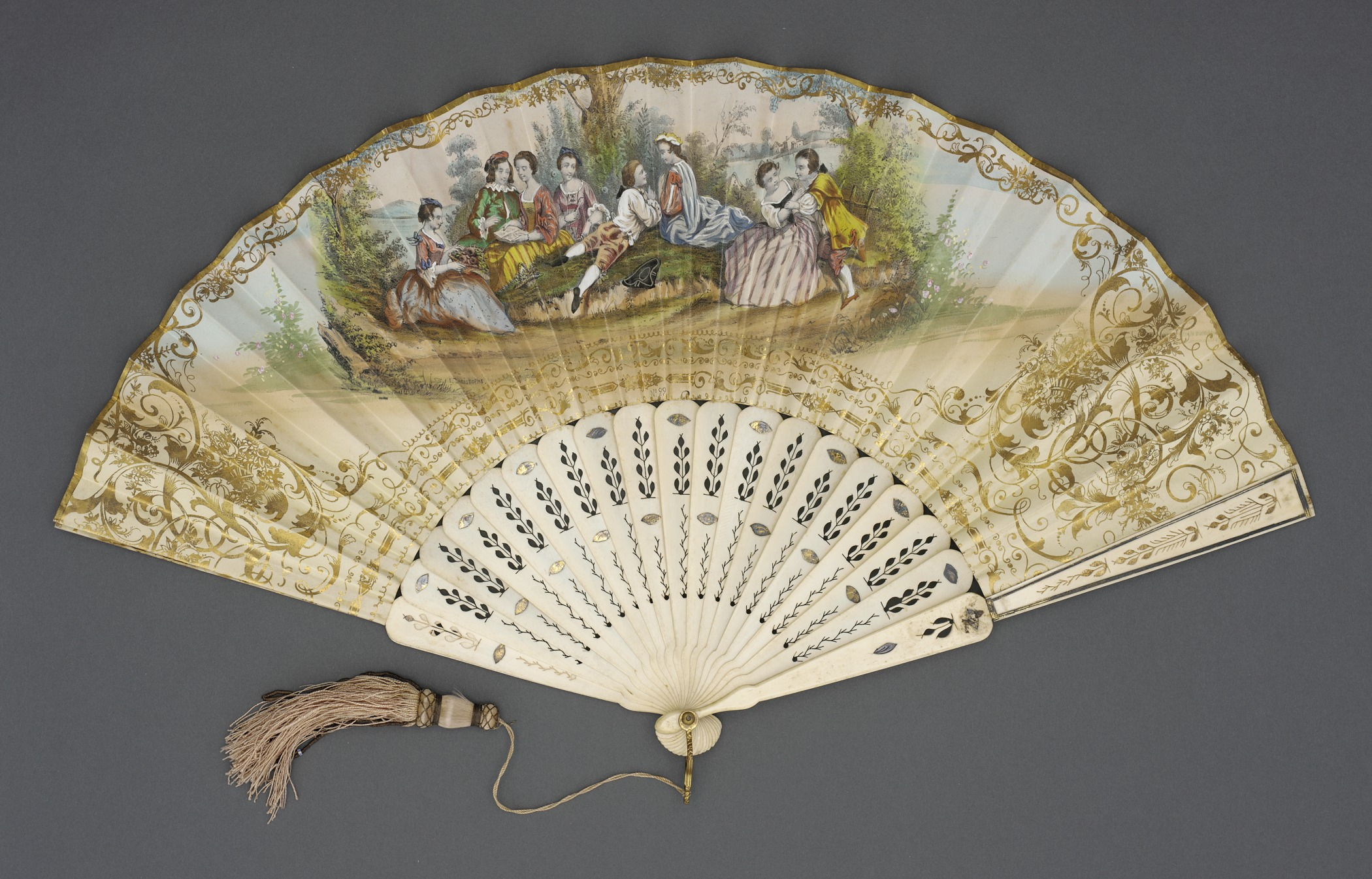
Бумажный веер с изображением идиллического XVIII века. Франция, около 1895. LACMA
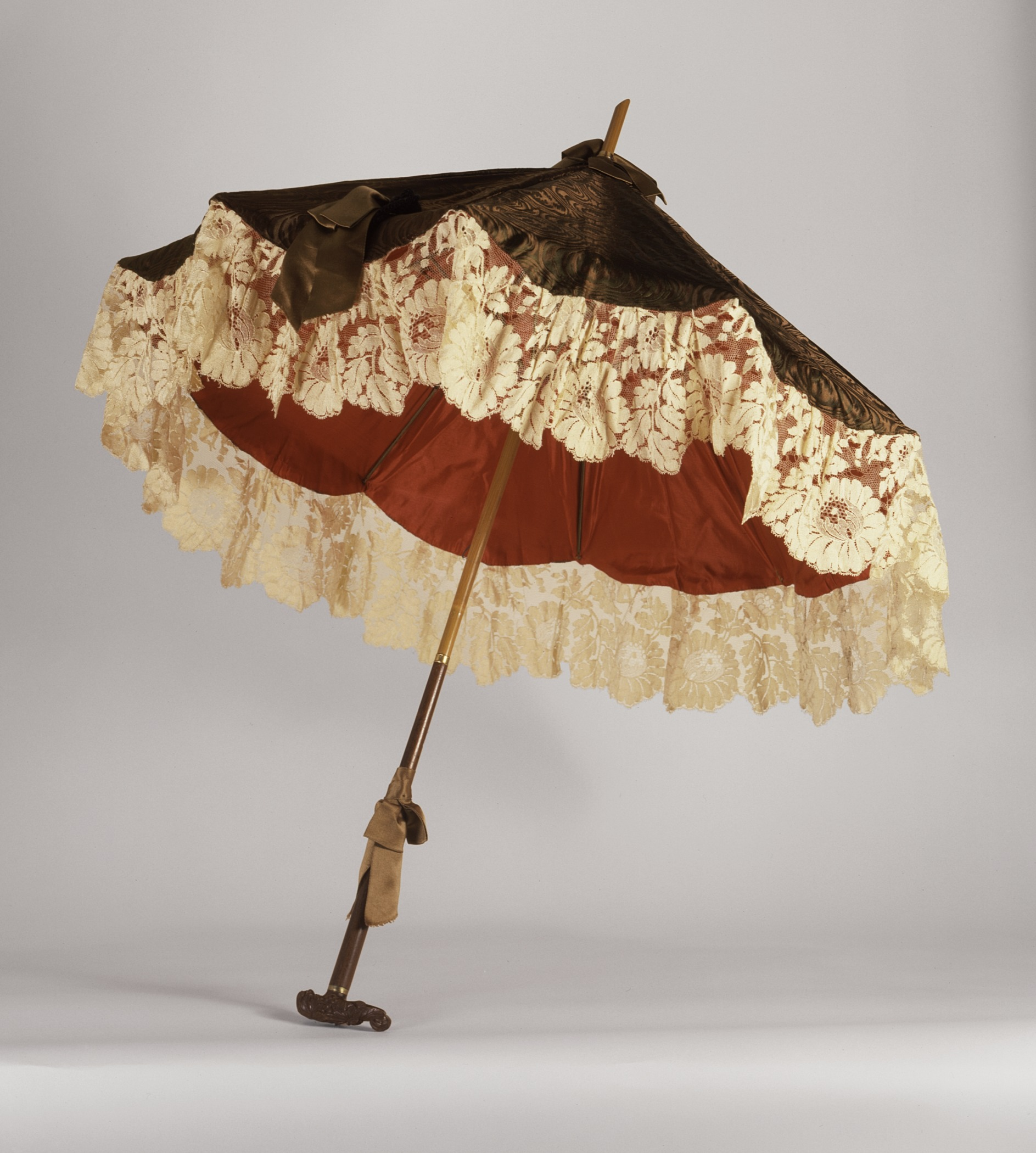
Парасоль, 1880. LACMA
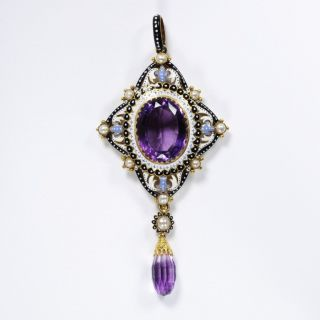
Подвеска с аметистом, 1880. Музей Виктории и Альберта

### Мужские

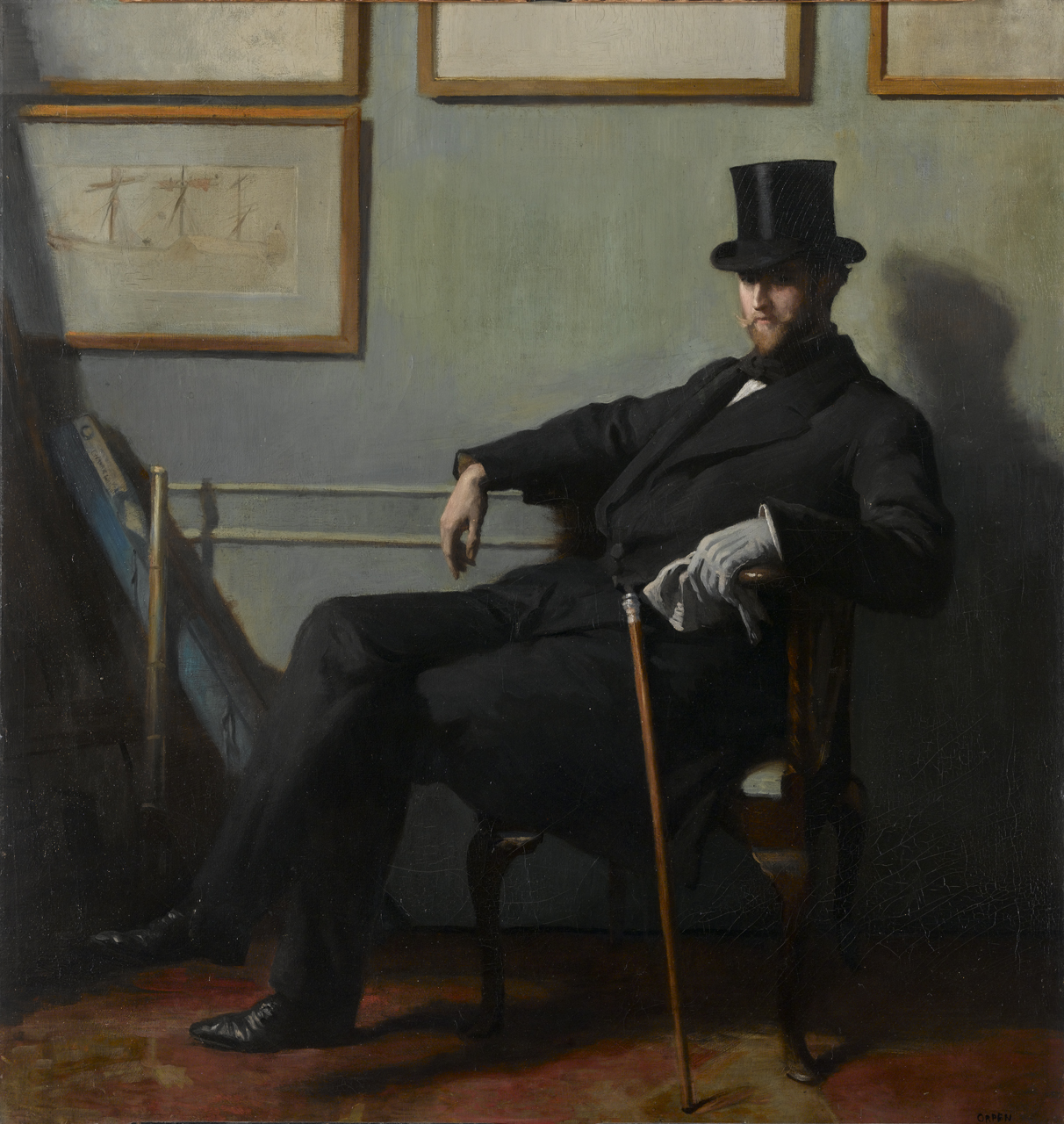
Уильям Орпен. Портрет Джона Эверетта, 1900. Национальный морской музей

- Трость — декоративная трость была тонкой, легкой и имела изящный внешний вид. Набалдашники тростей изготавливались из слоновой кости или коралла, металлические детали покрывались позолотой или гравировкой. Зачастую набалдашники имели весьма причудливую форму в виде животных, черепов, фигур из античных сюжетов и так далее.
- Карманные часы носили на цепочке во внутреннем кармане пиджака или в специальном кармане жилета. Цепочка при этом крепилась зажимом к передней части жилета и была видна окружающим, выполняя в том числе и декоративную функцию. Викторианские карманные часы, как правило, имели крышку и украшались золотом и драгоценными камнями.
- Запонки — застёжки, вдеваемые в петли манжет (рукавов) мужской сорочки. Получили распространение во второй половине XIX века. Викторианские запонки изготавливались из драгоценных материалов, могли, как и булавки, украшаться рисунком или миниатюрной фотографией.
- Булавка для галстука — булавка с декоративным навершием, которой закалывался шейный платок. Игла булавки нередко имела спиралевидные насечки или крепление на обратной стороне. Булавки изготавливались из золота или серебра и украшались миниатюрами, резными фигурками или просто драгоценными камнями и жемчугом.
- Перчатки требовались мужчине при выходе из дома и в торжественных случаях, например, на балах. Для денди считалось обязательным менять перчатки несколько раз в день, чтобы они всегда оставались свежими.

Шатлен. Франция, 1860-е. Музей Халлвилов
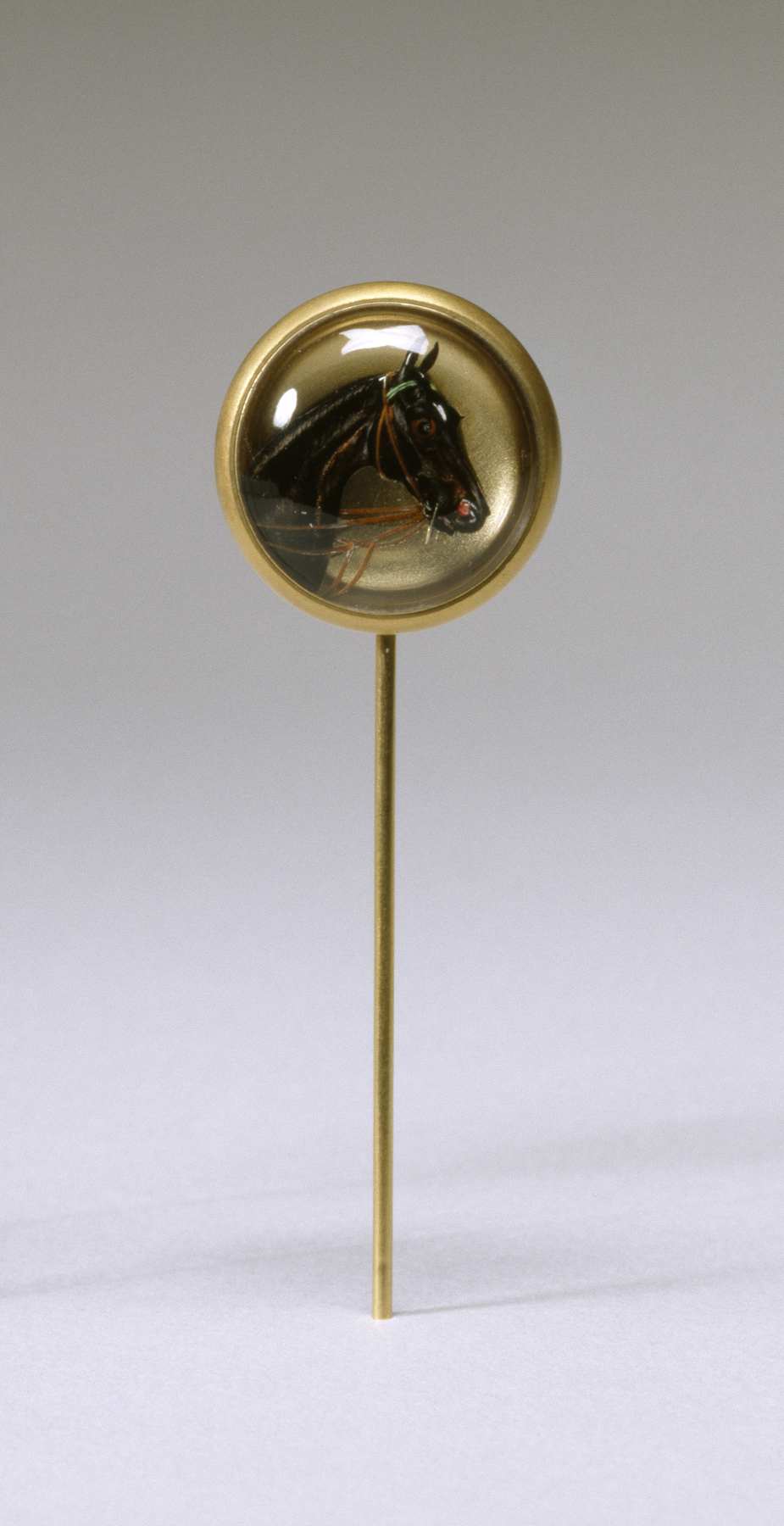
Булавка для галстука с головой лошади. Англия, около 1880. Художественный музей Уолтерса
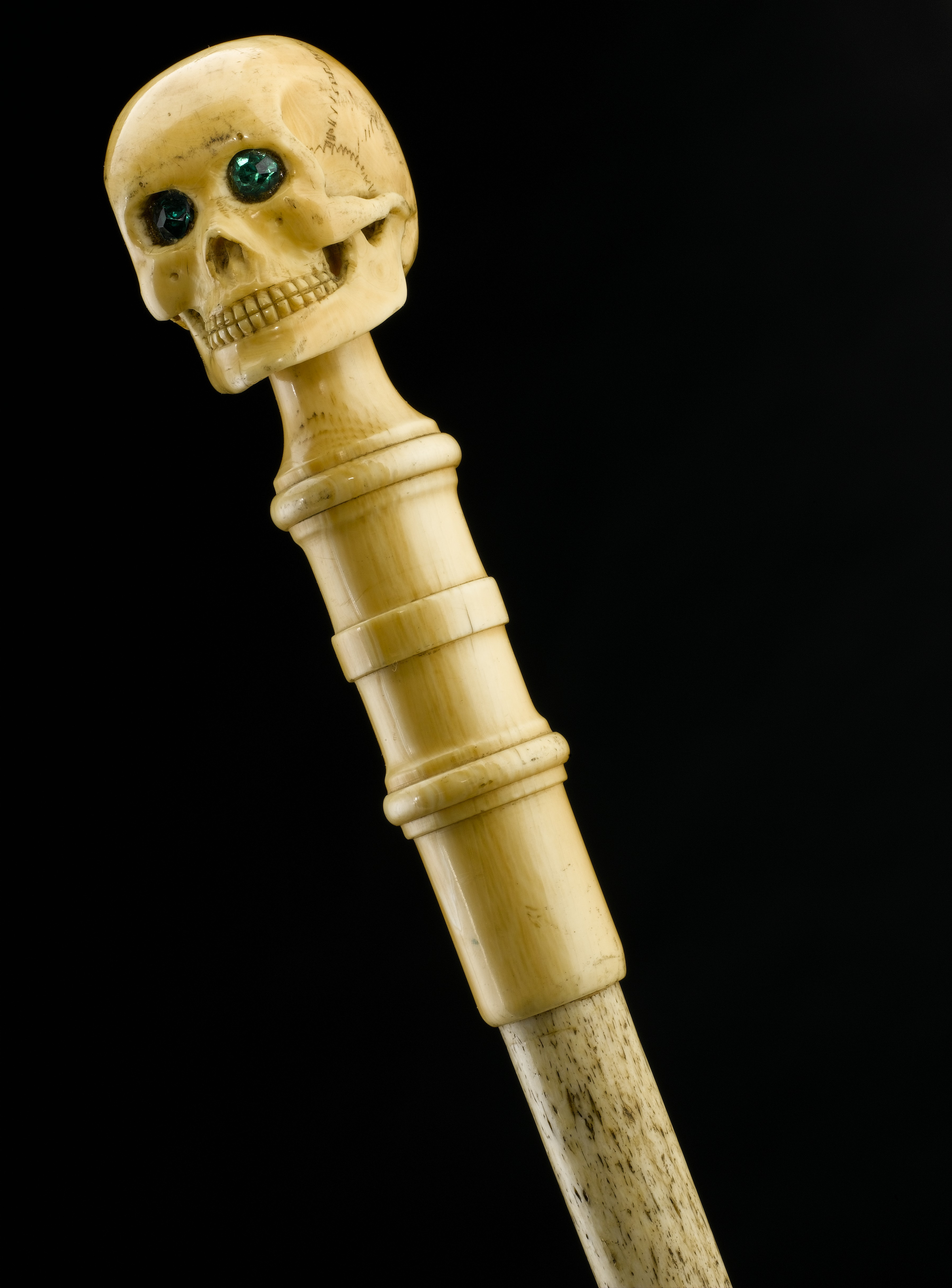
Трость Чарльза Дарвина из китового уса с набалдашником в виде черепа. Англия, 1839—1881
Шведские открывающиеся запонки с портретами детей внутри. Золото, эмаль, 1872. Музей Халлвилов
Золотые карманные часы, Швейцария, 1880. Музей Халлвилов

## Детская мода

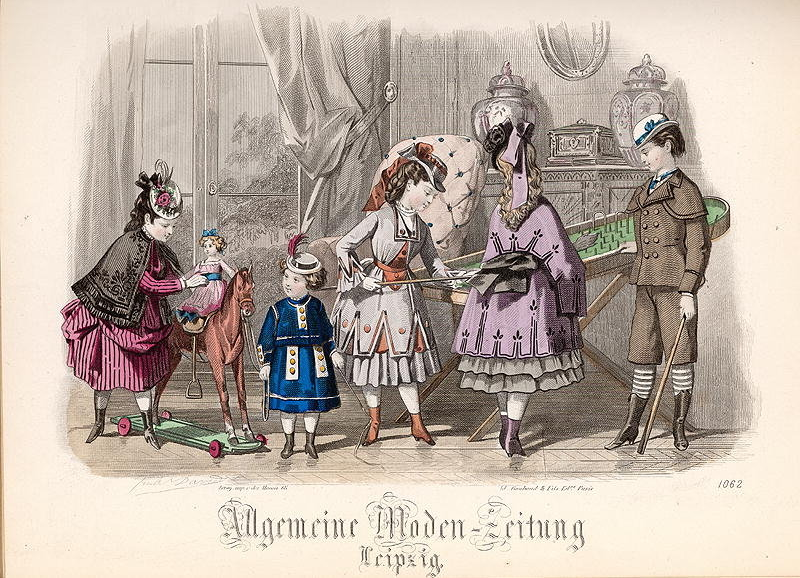
Дети разных возрастов за игрой. Картинка из модного журнала, 1872 г.

Детская мода викторианского периода в общих чертах копировала взрослую, но в ней уже не было той громоздкости прошлых веков. В середине викторианской эпохи детская одежда начала появляться в журналах мод и на цветных иллюстрациях самых модных образцов сезона.
Совсем маленькие дети обоих полов от года до 4—6 лет носили платьица. Юбка обозначала младенческое состояние мальчика, и одним из знаменательных событий его жизни был день, когда он впервые надевал штаны, становясь, таким образом, «взрослым». Считалось, что пока мальчики находились на попечении матери, они были одеты в платья, но как только они переходили на попечение мужчин — отца или учителя, они надевали брюки. В платьях для мальчиков не было декольте, а застежка чаще всего была спереди, что у девочек встречалось редко. Практика одевать маленьких мальчиков в платьица постепенно сошла на нет в начале XX века.

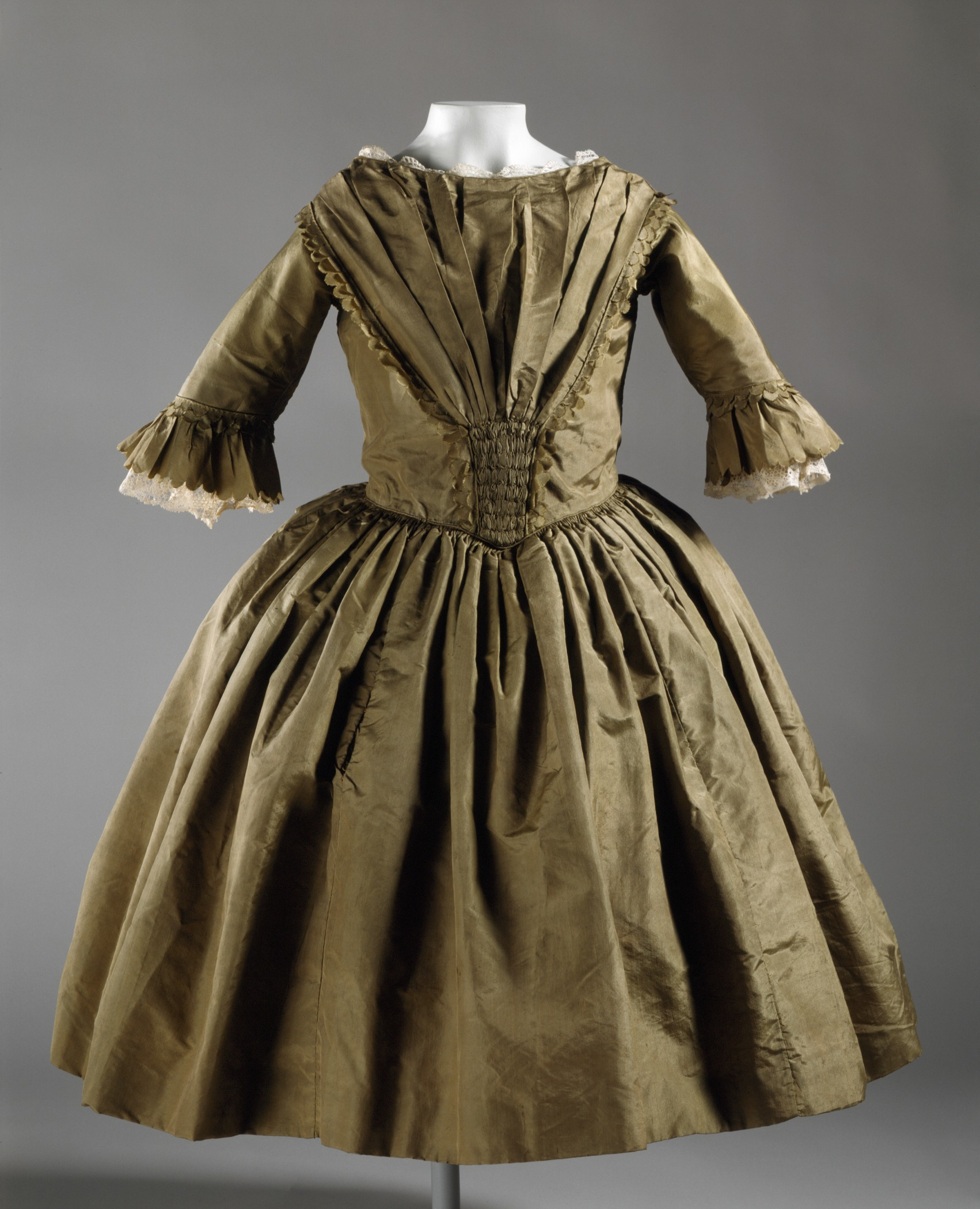
Платье для девочки, около 1848, LACMA
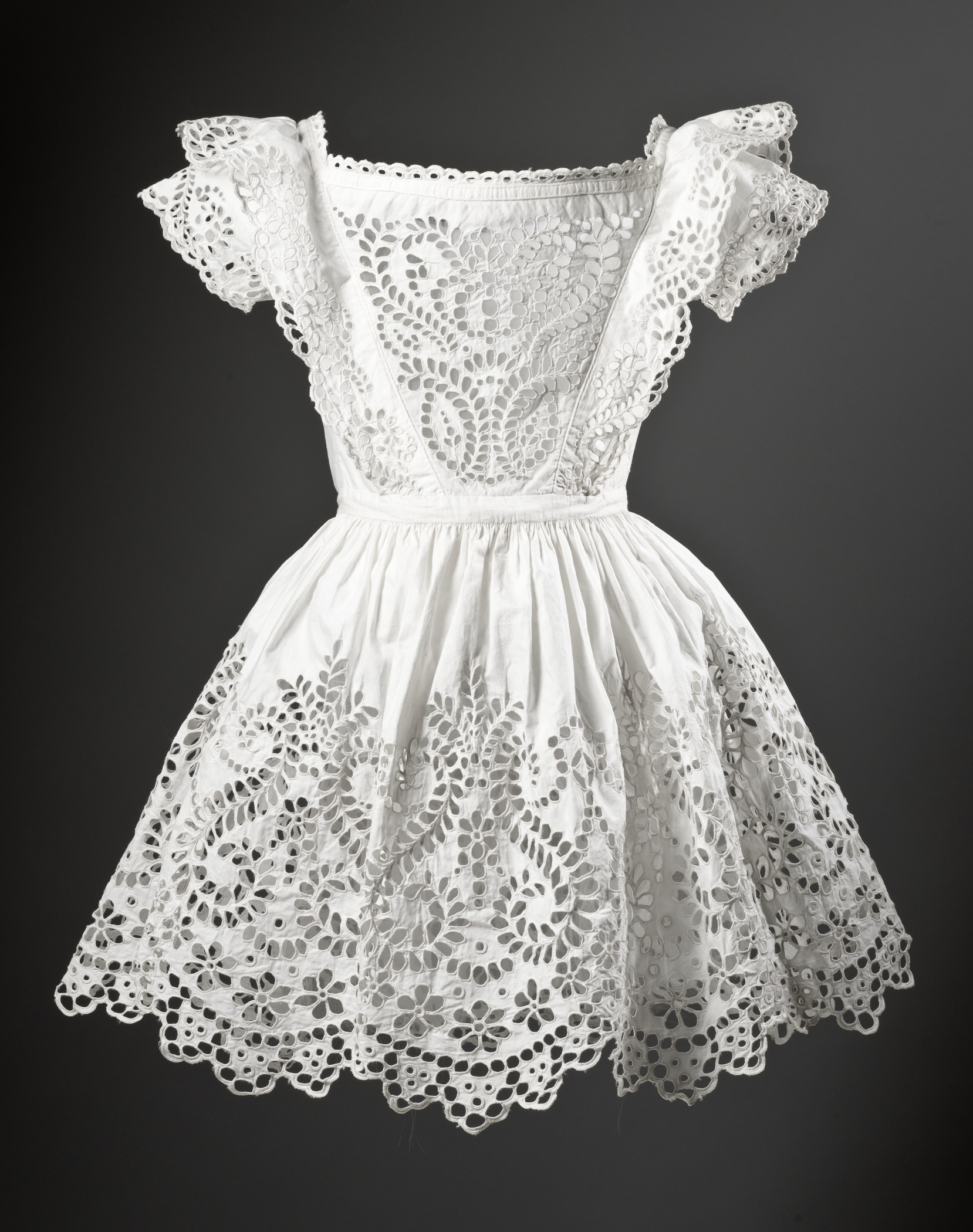
Кружевное платье для мальчика, около 1855, LACMA
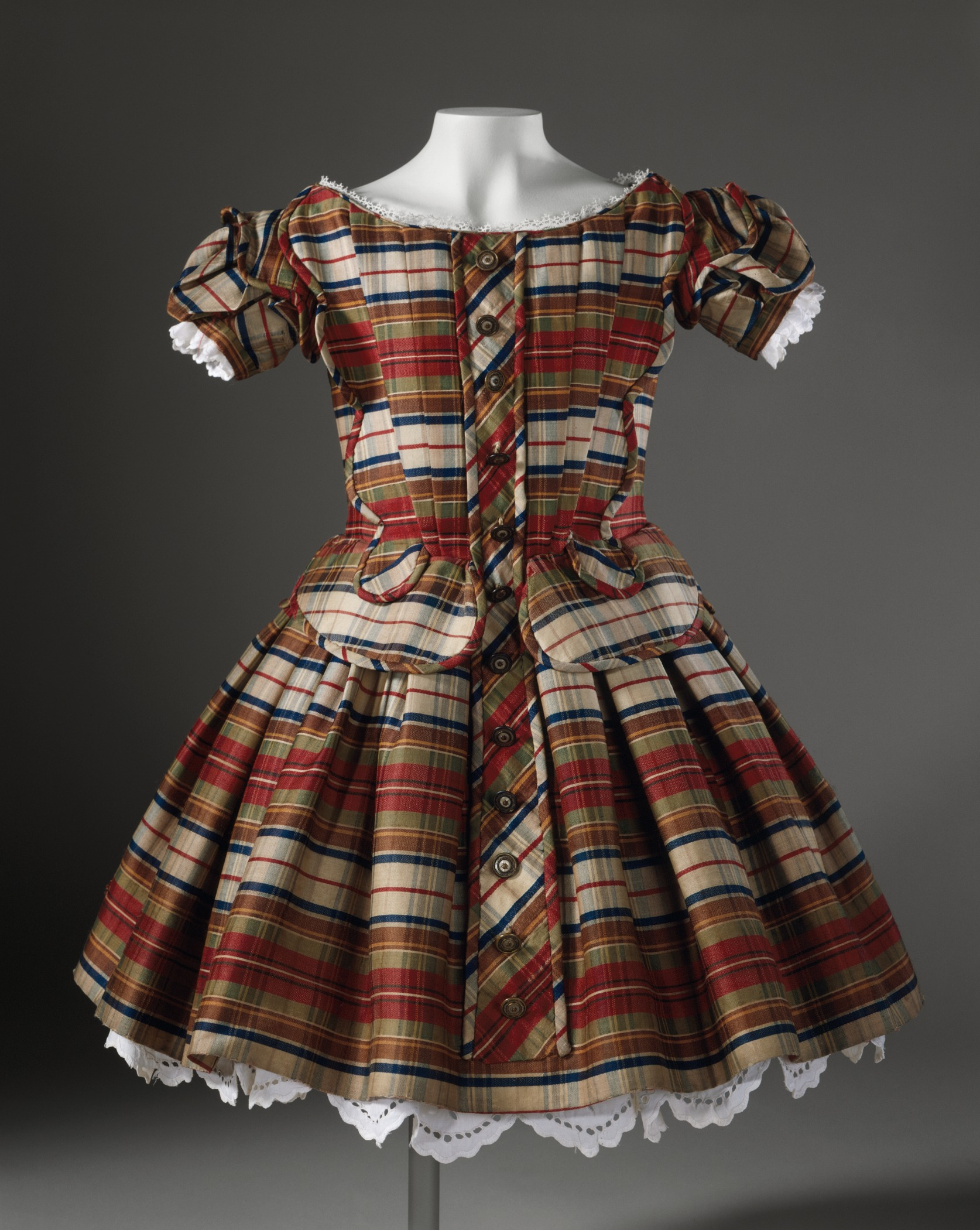
Клетчатое платье для мальчика, 1864, LACMA
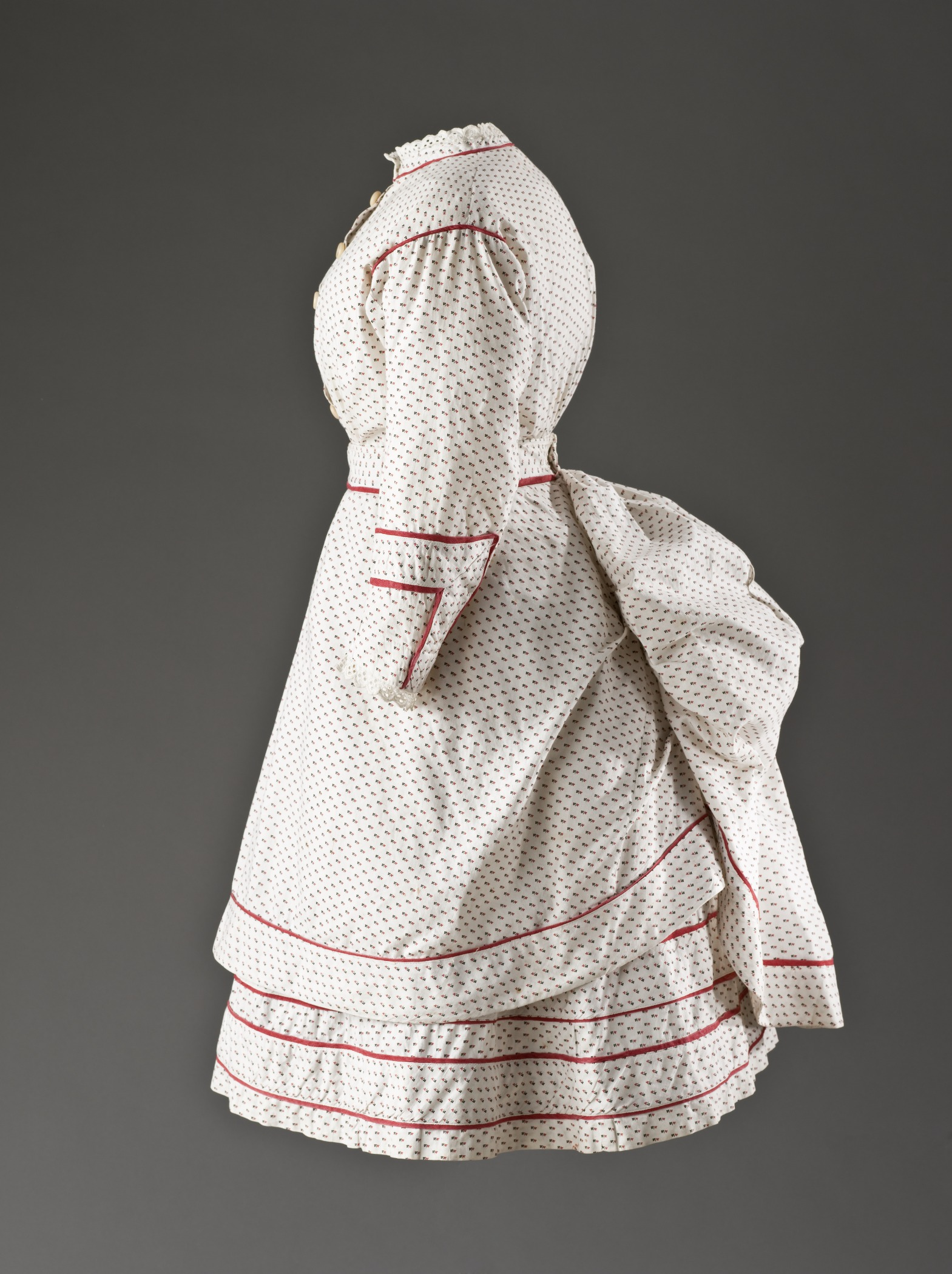
Летнее платье с турнюром для девочки, 1865—1870 гг, LACMA

### Мальчики
Мальчики в возрасте до 5—6 лет в подавляющем большинстве были вынуждены носить платья. Впрочем, был также популярен вариант длинной «русской» рубахи, похожей на тунику, которую надевали поверх длинных брюк или шаровар до колен.
В начале эпохи мальчики от 4 до 8—9 лет носили комбинезоны под названием «скелетоны» (англ. Skeleton suit), состоящие из жакета с коротким или длинным рукавом, который был пристегнут на пуговицах к брюкам с высокой талией. Это костюм примечателен тем, что создавался специально для детей, чего не прослеживалось в предшествующие века, когда детей обряжали в точные копии взрослых туалетов.
В 40-х годах XIX века стиль «бидермейер» внёс свои коррективы в детскую моду. Таким образом, теперь одежда подростков досконально не подражала взрослой. Мальчики смогли носить длинные брюки с широкими прямыми штанинами — «трубы», сюртук, отделанный шнуром. Особой популярностью пользовалась шапка с козырьком, которую позаимствовали из военной формы.
В середине века костюм мальчика в возрасте 7—13 лет включал в себя, обыкновенно: бриджи или короткие штанишки, курточка или пиджак, под ними жилет и рубашка (как у взрослых, но без стоячих воротников), чулки, ботинки или туфли, шляпа. Начиная с 14—16 лет одежда полностью переходит во взрослый вид.
Двумя самыми популярными стилями одежды для мальчиков в XIX веке были матросский костюм и «костюм маленького лорда Фаунтлероя».

#### Матросский костюм

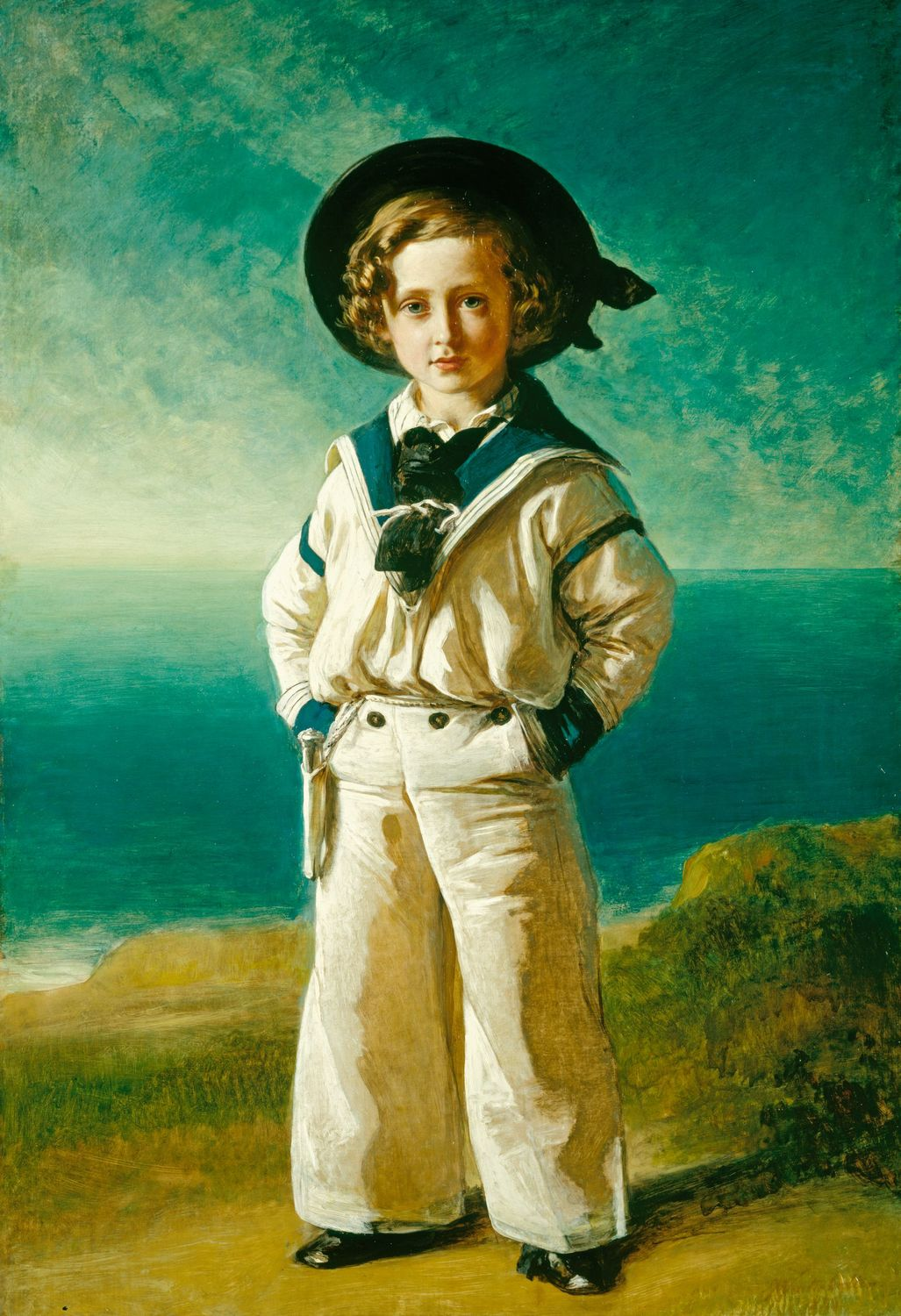
Принц Альберт Эдуард в матросском костюме. Франц Винтерхальтер, 1846 г.

В 1846 в Англии пятилетний сын королевы Виктории и принца Альберта Альберт Эдуард, принц Уэльский, во время королевского круиза по акватории Нормандских островов появился в матросском костюме, являвшемся уменьшенной копией мундира, который носили рядовые матросы и старшинский состав на королевских яхтах. Костюм маленького принца Уэльского вызвал восторг у окружающих. А знаменитый портрет немецкого художника Франца Винтерхальтера, способствовал популяризации матросского костюма среди детей.
Вскоре матросский костюм (sailor suit) и матросское платье (sailor dress) стал популярен во всем мире, от Европы до Японии. Наиболее популярным этот стиль оставался в Англии, где и зародился, так как служил напоминанием о статусе Британии-владычицы морей.
На рубеже XIX и XX веков костюмчики-матроски носили мальчики с трехлетнего и до юношеского возраста. Помимо синих и белых для матросок употребляли и темно-красные ткани в сочетании с белым. Обязательными были галстук и изображение якоря. Матросское платье носили не только девочки, но и девушки, и молодые женщины. Это стало частью женской моды в конце 1880-х годов, во времена, когда набирало силу движение известное как «Викторианская реформа одежды» (Victorian dress reform).

#### Маленький лорд Фаунтлерой

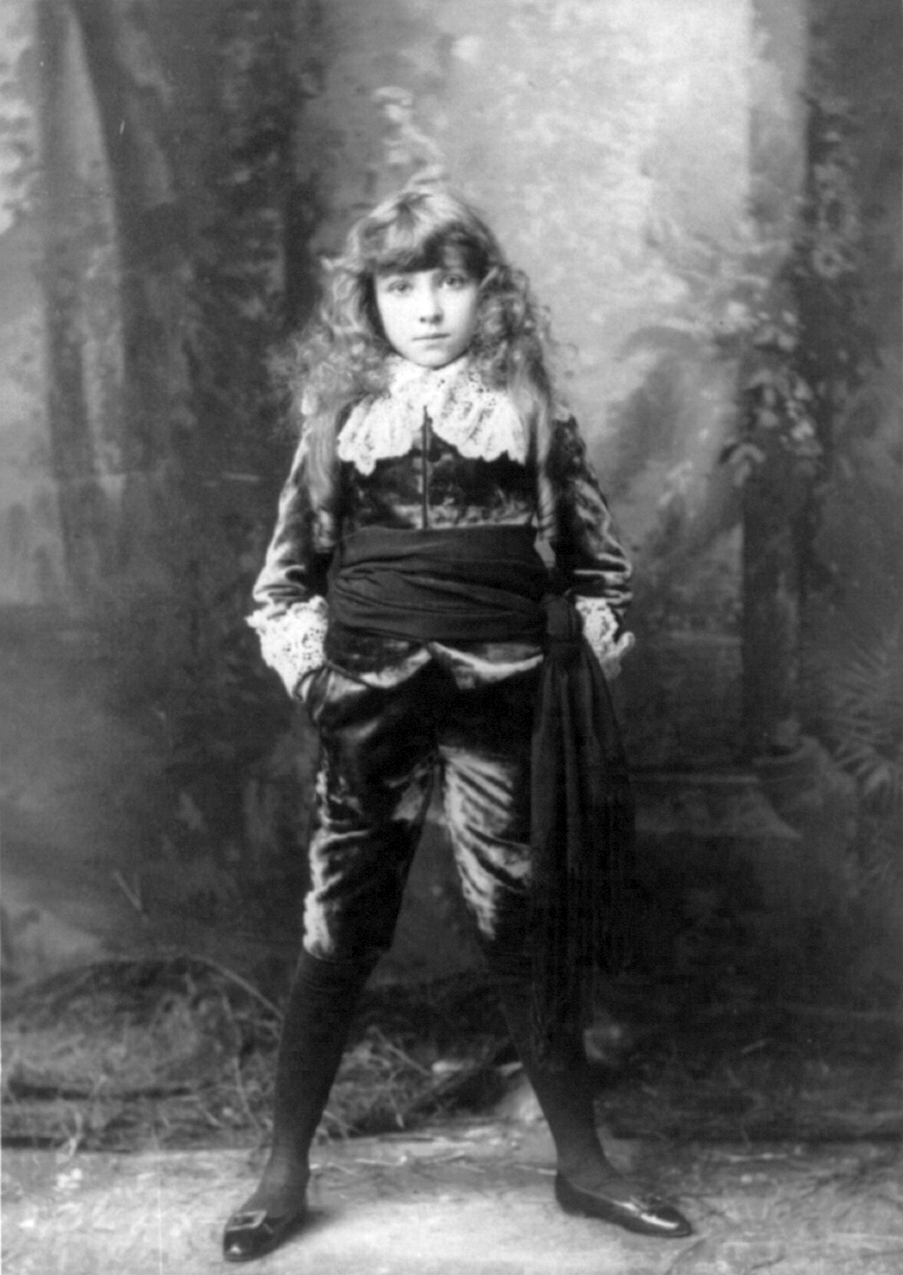
Актриса Элси Лесли в роли маленького лорда Фаунтлероя, 1888 год.

В 1886 году был опубликован знаменитый роман Фрэнсис Ходжсон Бёрнетт «Маленький лорд Фаунтлерой». Роман вскоре стал очень популярен, а главный герой, мальчик по имени Седрик, стал образцом для подражания: родители стали одевать своих чад так, как был одет Седрик, — то есть как его нарисовал знаменитый иллюстратор Реджинальд Берч. А Берч, в свою очередь, использовал стиль Оскара Уайльда: на его иллюстрациях маленький лорд носил бархатную курточку, бриджи, шёлковые чулки, белую рубашку с кружевным воротником и кружевными манжетами, шелковый пояс, бархатный берет и туфли с пряжками. Образ маленького лорда популяризировался в обществе театральными постановками, открытками, иллюстрациями и так далее.
Классический «костюм маленького лорда Фаунтлероя» состоял из бархатных бриджей и курточки, носился с белоснежной рубашкой, имевшей большой, отделанный кружевом, воротник или бант.

### Девочки

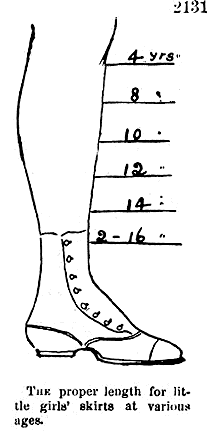
Диаграмма 1868 года из Harper’s Bazaar, показывающая, как длина юбки должна соответствовать возрасту девушки для соблюдения приличий.

Подростковая мода во всем повторяла взрослую того же периода. Единственным отличием была длина платья. Чем старше становилась девочка, тем длиннее ей шили платье. В четыре года подол доходил до колена, в двенадцать — до середины икры, в шестнадцать — до щиколотки. Для соблюдения приличий требовалось, чтобы ноги девочки в любом случае были полностью закрыты, для чего использовались чулки и панталоны.
Как и взрослые, девочки носили множество слоев нижнего белья, также включавшего в себя сорочки, лифы, панталоны, нижние юбки и так далее. Девочки, как и женщины, носили корсет, но затягивали его не так сильно. При ношении корсета в детском возрасте грудная клетка претерпевает необратимые деформации, что уже было известно врачам той эпохи, поэтому в обществе периодически поднимались вопросы о недопустимости сильного утягивания девочек-подростков.
Детское нижнее белье изготавливалось из мягких и тонких тканей, таких как муслин и батист. У девочек панталончики, сшитые по тому же крою, что и дамские, считались частью внешнего облика, поскольку выглядывали из-под короткой юбки, и украшались кружевом и лентами.

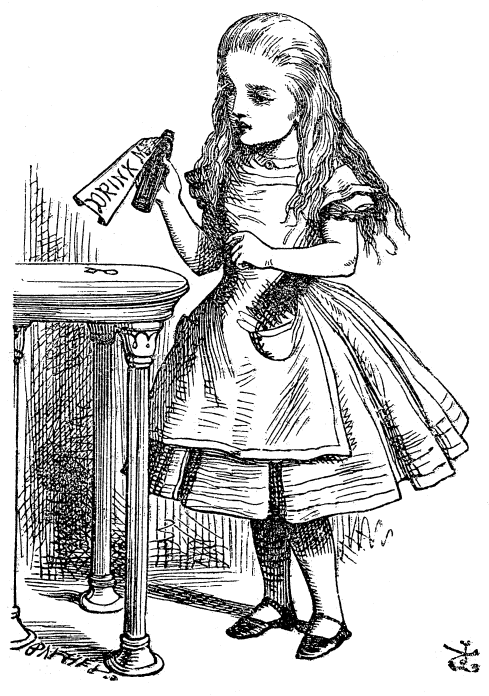
Алиса на иллюстрации Джона Тенниела из оригинального издания, 1865 г.

В 60-е и 70-е годы XIX века в моде были платья для девочек в стиле Алисы, персонажа книг Льюиса Кэрролла. Костюм Алисы на иллюстрациях Джона Тенниела представлял собой простое однотонное платье с короткими рукавами, пышной юбочкой и передником. Передник или сарафан предназначался для того, чтобы ребёнок не испачкал и не порвал платье.
В 1870-е детские платья, как и взрослые, обзаводятся турнюрами; на детской моде также отразилось веяние неорококо, вернувшее моду на пышные складки и оборки. С течением времени этот стиль изменялся — верхняя часть наряда стала сопровождаться курткой, создающей ощущение более глубокой посадки пояса на талии.
В 1890-х годах среди девочек до четырнадцати лет в моде были пальто с двойными или тройными накидками на плечи, которые для некоторых моделей были также и съемными. Популярными цветам для викторианской детской одежды были чёрный, светло-коричневый, каштановый, серо-голубой, зелёный, тёмно-красный, а также различные оттенки синего. Двубортные пальто свободного кроя со съемными накидками были частью школьной формы для девочек на время непогоды, они изготавливались из полосатой или клетчатой шерсти. Юной особе женского пола также полагалось надевать шляпку и перчатки при выходе на улицу.

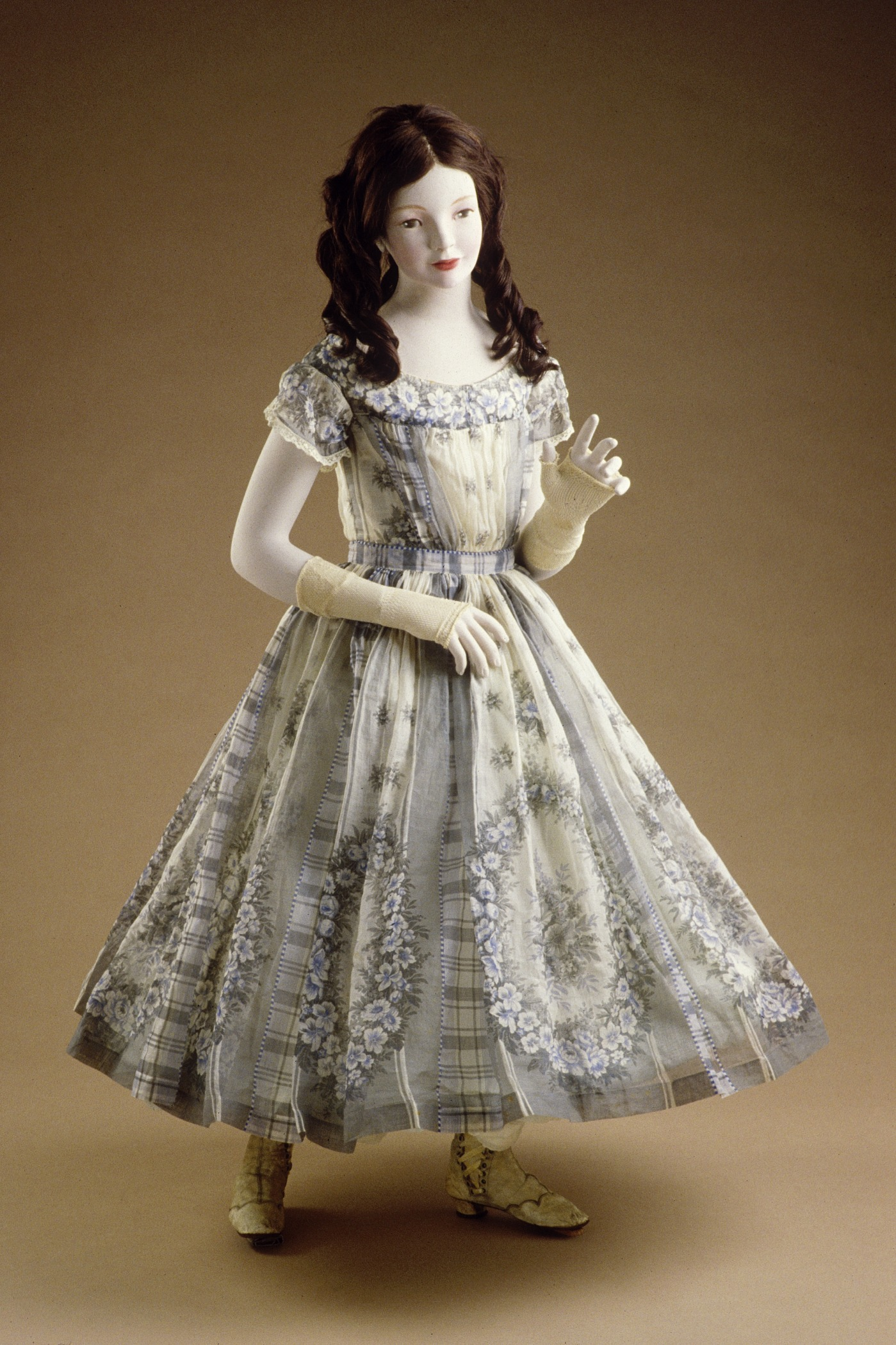
Платье для девочки. Англия, около 1860, LACMA
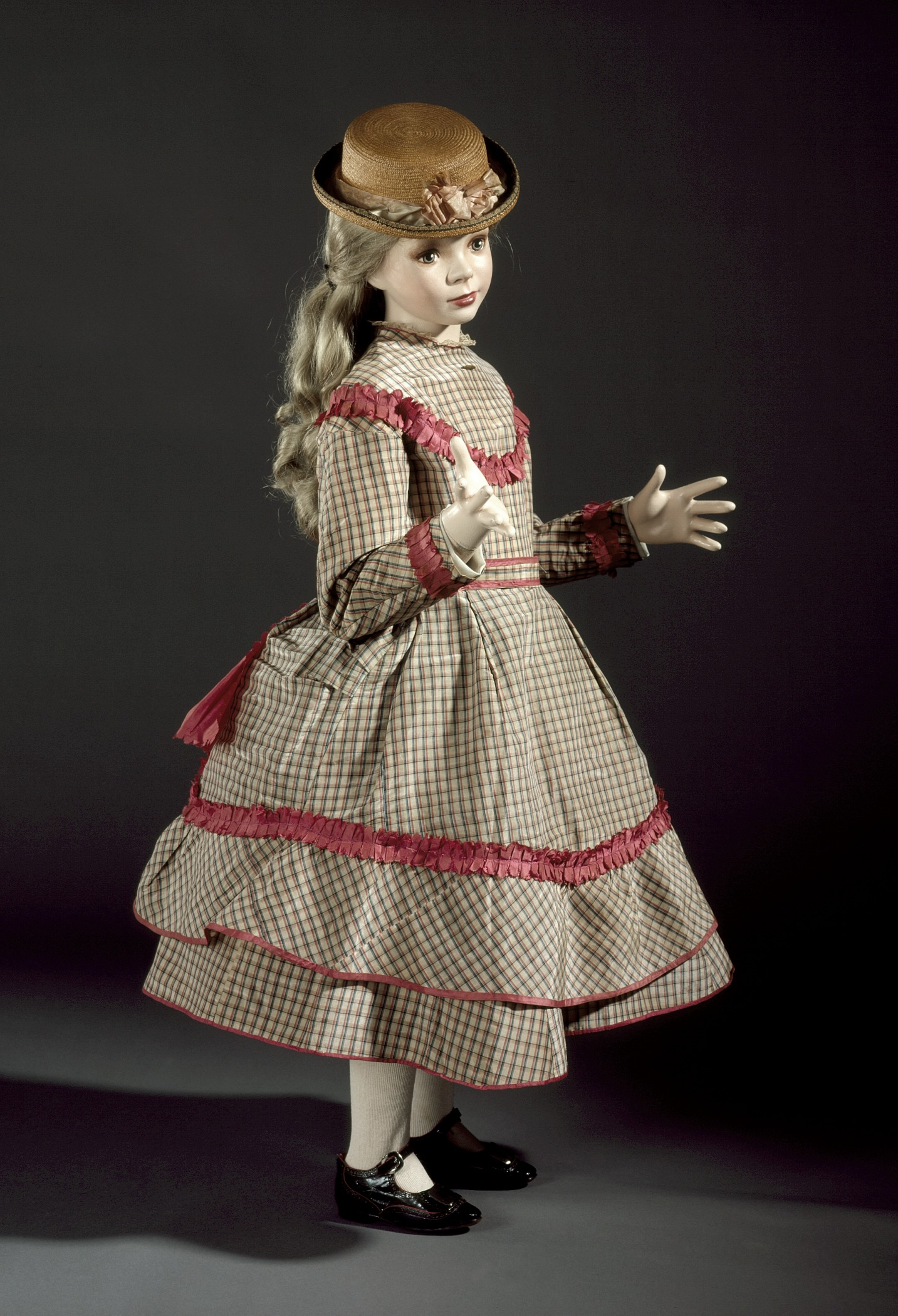
Платье с верхней юбкой. Англия или США, 1869, LACMA
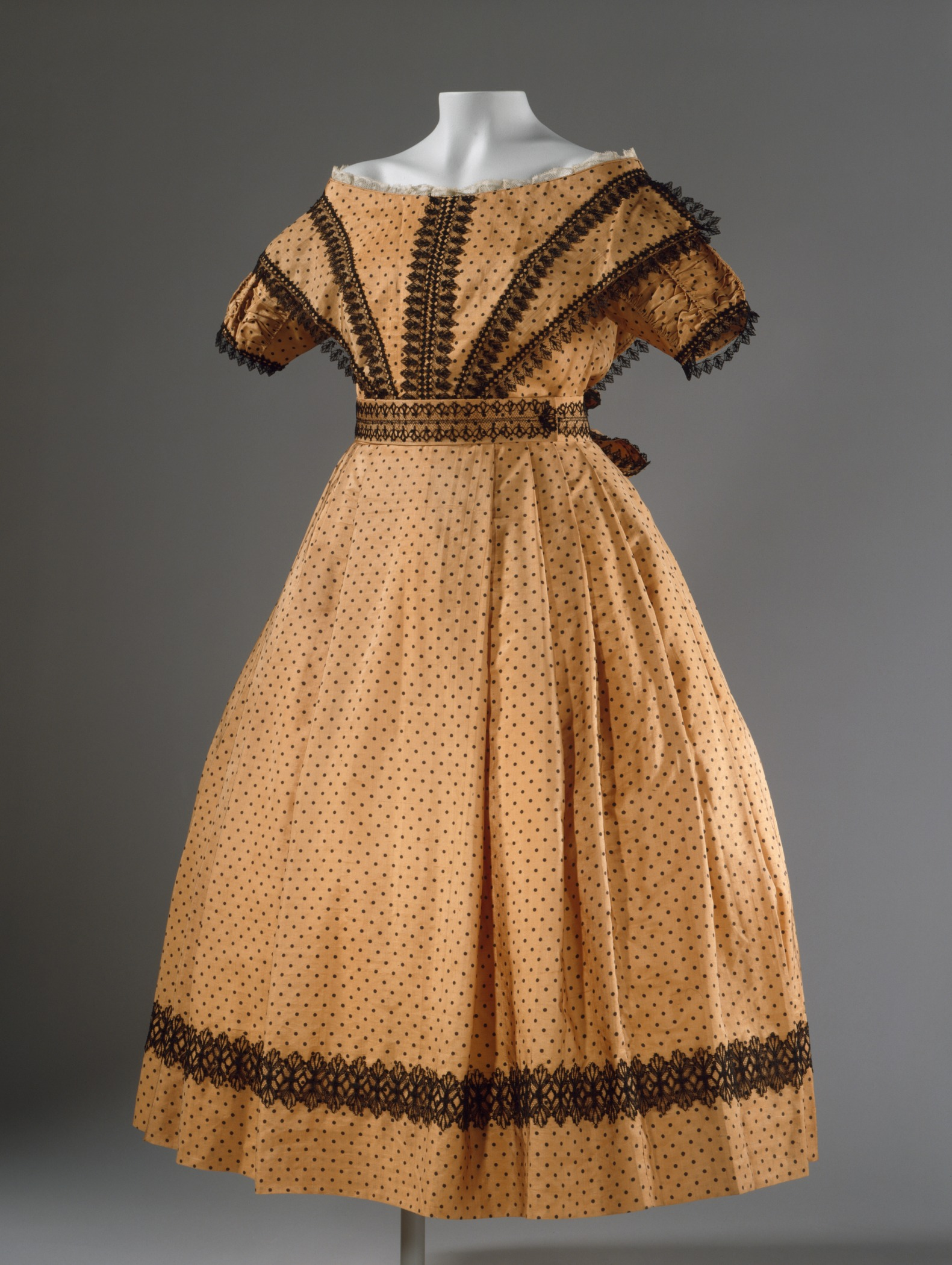
Платье с пелериной, 1869, LACMA
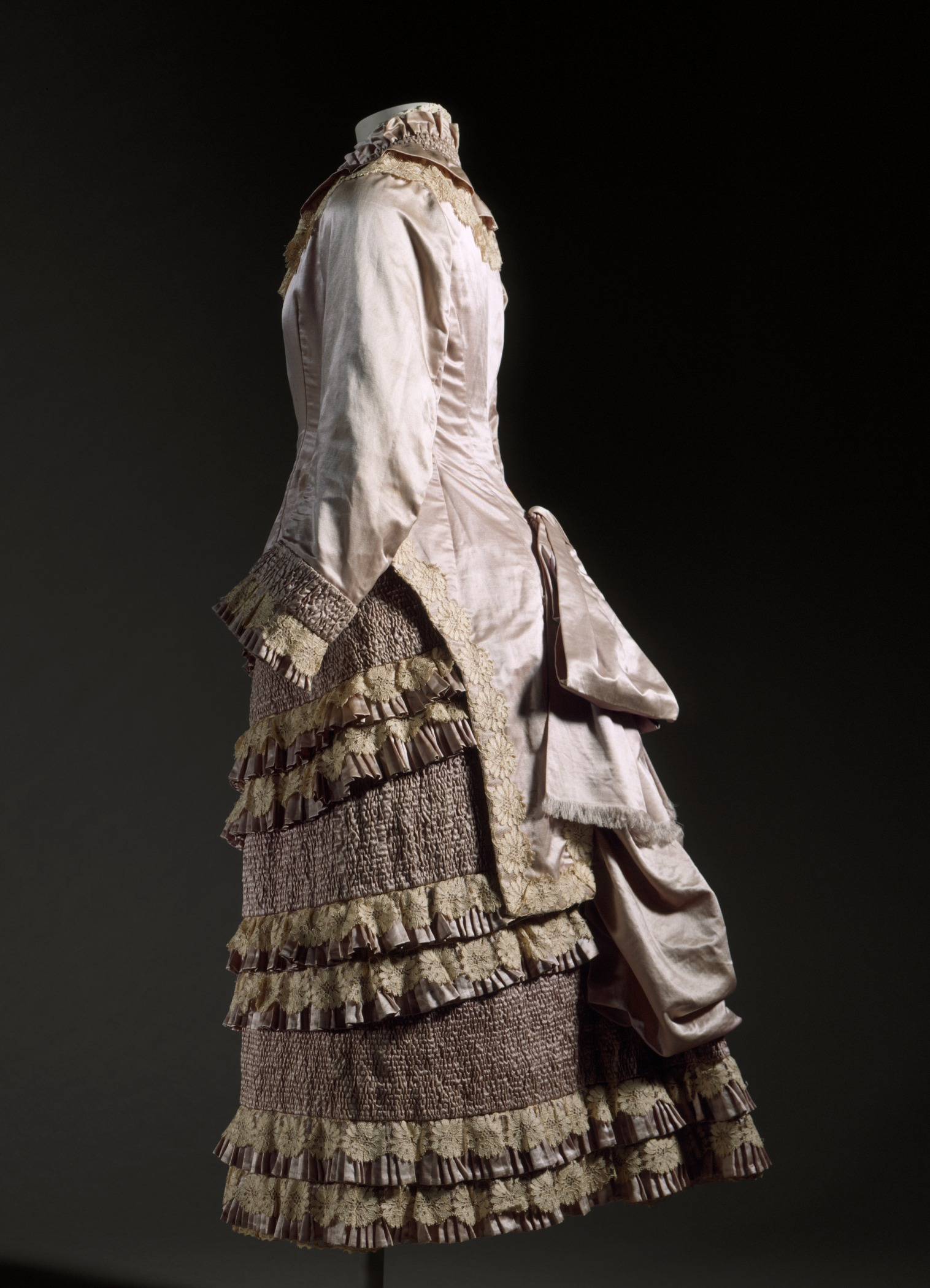
Платье-трансформер (англ. Two-piece Dress), 1881, LACMA
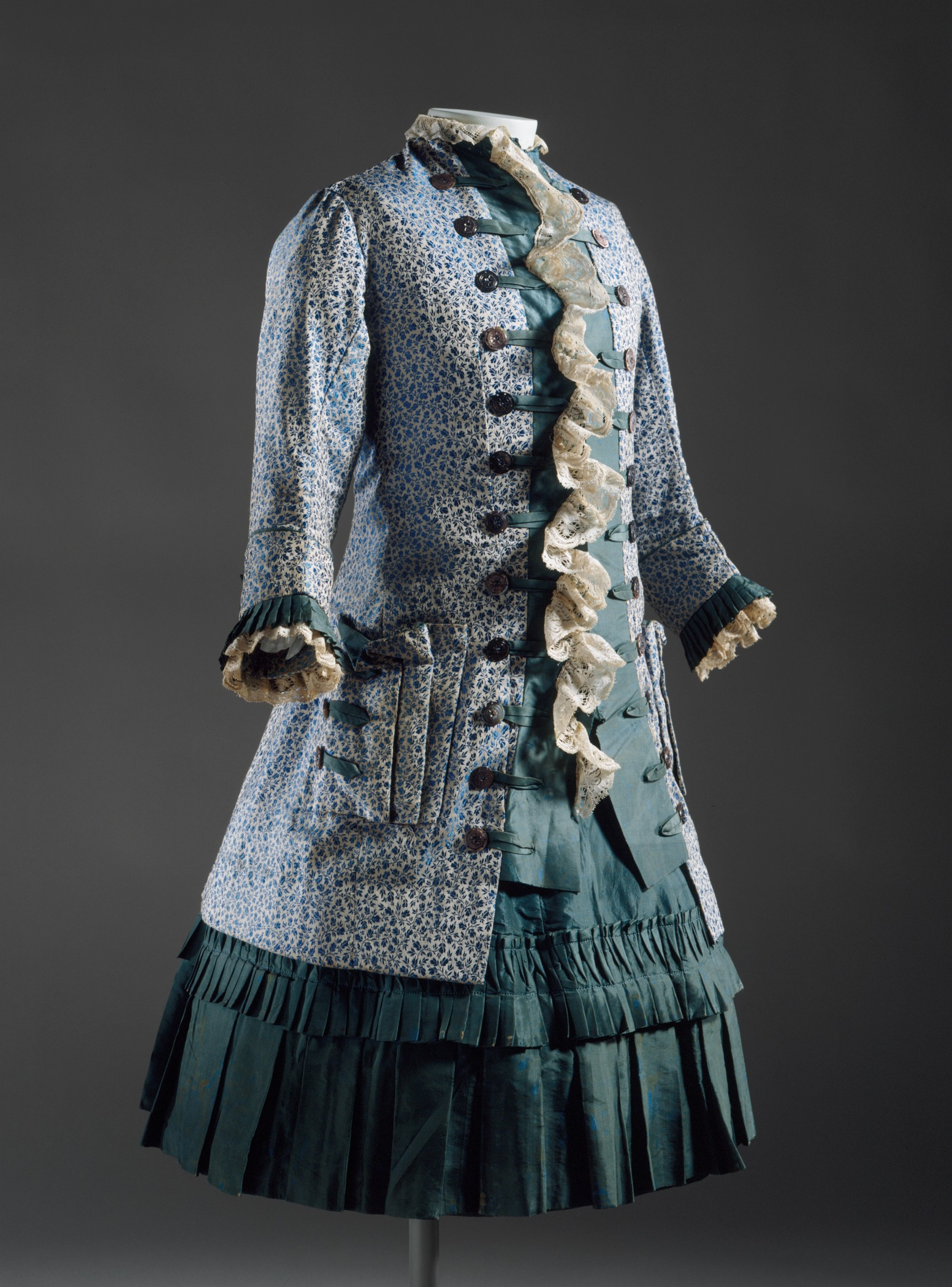
Платье-трансформер, 1885, LACMA

## Траурная мода

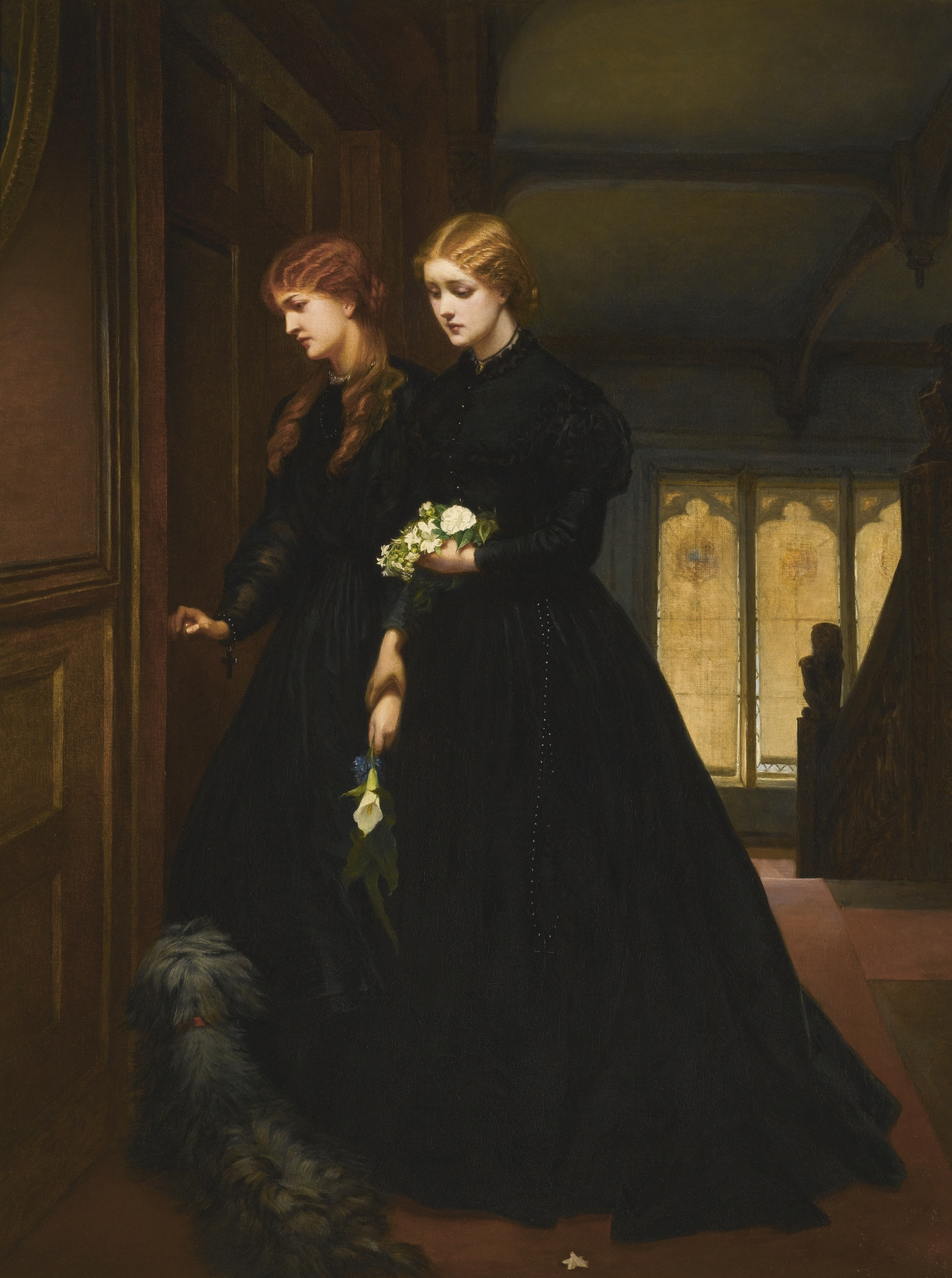
Эмили Мэри Осборн. В последний раз, 1864 г.

Моду на траур в викторианской Англии чрезвычайно популяризировала королева Виктория, носившая траур по рано умершему супругу до конца своей жизни. Траур диктовал свою моду в одежде. В первую очередь требования были к материалу, из которого шилась одежда и, конечно, к цвету. Период строгого траура, когда разрешались только черные цвета, зависел от степени родства и мог длиться от нескольких месяцев до года. В течение года с момента смерти супруга вдова обязана была носить одежду исключительно чёрного цвета, сшитую из бомбазина и отделанную крепом (хотя, после строгого траура воротник и манжеты рукавов могли быть белыми). После года «чёрного бомбазина», платья позволялось шить из любой материи, кроме шёлка. Наконец, спустя 2 года после смерти мужа, разрешалось разбавлять чёрный цвет белым, лиловым, серым и пурпурным. В случае смерти ребёнка, родителя, брата или других родственников траур был менее продолжительным. К мужчинам общественность была не так строга: достаточно было полгода носить на рукаве чёрную повязку.
Обязательными для женщины были головные уборы — обычно это были вдовьи чепцы или шляпки с вуалью. Также использовали вышитые чёрным платки. В период после строгого траура дозволялось носить специальные траурные украшения. Украшения для периода траура не должны были быть яркими или блестящими, их изготавливали из установленных материалов. Наиболее популярными были: гагат и его дешёвый заменитель — чёрное стекло, гранаты, жемчуг, чёрная и белая эмаль. Распространенным материалом для украшений были волосы покойного, которые сплетались в узор. Ожерелья, броши, браслеты, кольца очень часто были с гравировкой имени любимого человека или его инициалами, указывались также дата или возраст, в котором наступила смерть.

## Свадебная мода
Несмотря на то, что самым популярным цветом для платья невесты, как и сейчас, оставался белый, существовало и множество исключений. Ещё в 1888 году в американском журнале «Godey’s Lady’s Book» отмечалось, что популярными цветами для свадебных платьев были тёмно-синий и коричневый, также допускался чёрный. Пожилые невесты, невесты, заключавшие брак во время траура, а также вдовы носили платья лавандового (оттенок фиолетового) цвета.

## Одежда для плавания

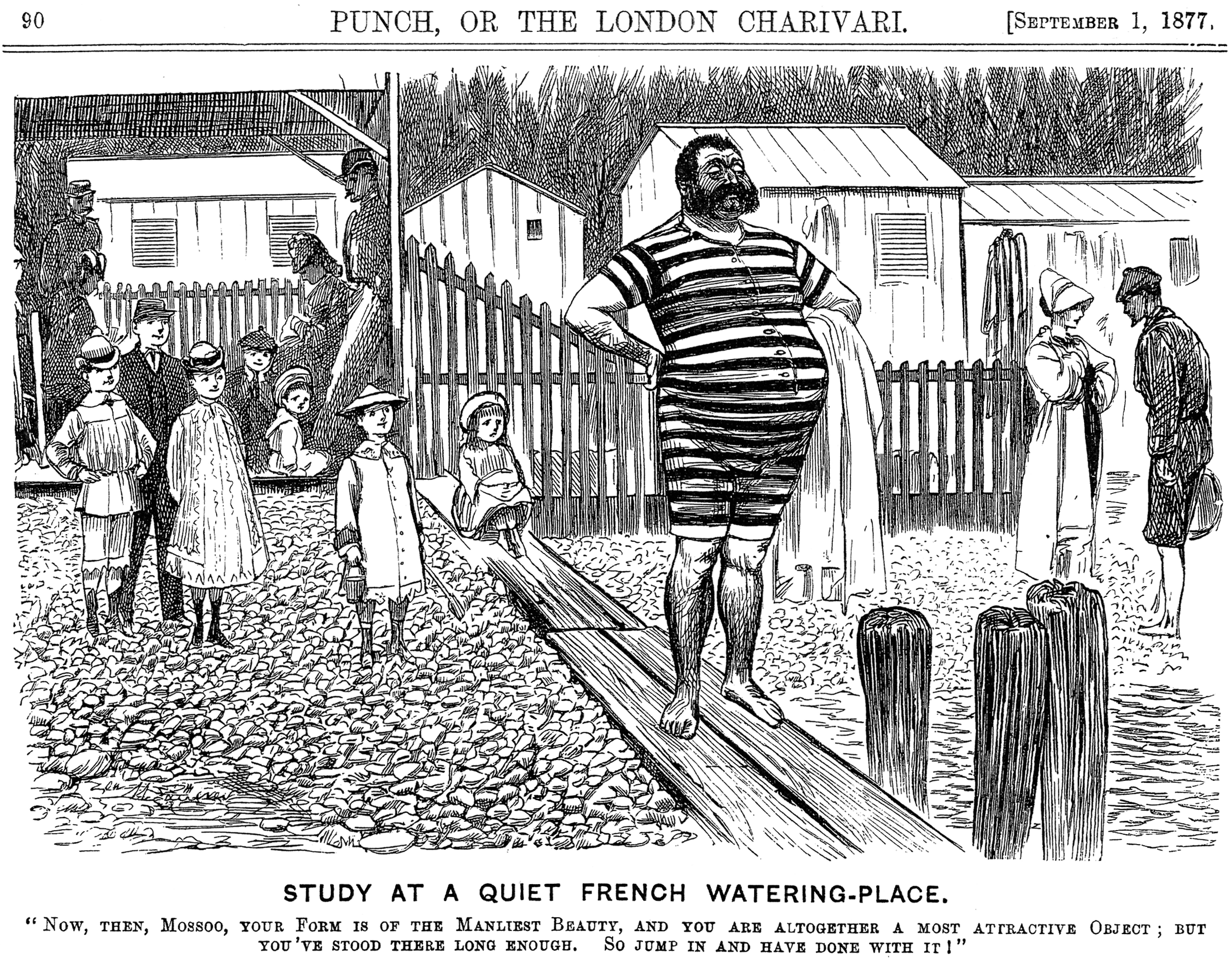
Англичанин на французском пляже, карикатура Ж. дю Морье, 1877 год, журнал «Punch»

В начале XIX века в Англии как и мужчины, так и женщины, купались голышом, однако были те, кто из соображений приличия купался в нижнем белье. На море плавание в обнажённом виде не в последнюю очередь было обусловлено тем, что, во-первых, купание в море считалось медицинской процедурой, полезной для здоровья (но к началу 1870-х морское купание уже рассматривалось как развлечение и физическое развитие тела), во-вторых, что раздевались купальщики в специальных купальных фургонах, по сигналу перевозившихся на лошади или паре осликов подальше от берега, после чего купальщики выходили из них, и в-третьих, собственно процесс купания не предполагал активных телодвижений, купальщики несколько минут стояли в морской воде (однако с течением времени на смену простого стояния в воде пришло сначала весёлое барахтанье, а затем — и полноценное плавание; хотя предполагалось, что в море женщины лишь будут прыгать через волны, держась за веревку, прикрепленную к буйку).
Одним из поборников нудизма был англиканский священник Фрэнсис Килверт (англ. Francis Kilvert, 1840—1879). В записи дневника, своего самого известного произведения, за 1872 год он описывает своё утреннее купание в море, будучи в городе Уэстон-сьюпер-Мэр графства Сомерсет:

Я ощутил удивительное чувство свободы, когда разделся под открытым небом и побежал к морю, где на волнах играли завитки белой пены, а красное утреннее солнце освещало обнажённые тела других купальщиков.Оригинальный текст (англ.)There was a delicious feeling of freedom in stripping in the open air and running down naked to the sea where the waves were curling white with foam and the red morning sunshine glowing upon the naked limbs of the bathers.
В другой дневниковой записи, уже за 1873 год, будучи на шотландском острове Уайт, Килверт пишет:

Я брел из Шанклина в Сандаун по краю утеса и остановился, чтобы полюбоваться резвившимися на пляже, прямо подо мною, детишками. Одна прехорошенькая девчушка стояла на песке совершенно обнаженная; потом она полуприсела-полуприлегла, согнув в коленях ноги, чуть отклонившись назад и в сторону и опершись на локоть. Это поистине была готовая модель для скульптора! Она была очень тоненькая, гибкая, но грудь её уже начинала наливаться, а изящные стройные бедра и икры были довольно округлыми, как и нежная розовая попка. Темные густые волосы волной падали ей на плечи, и она то и дело встряхивала головой, отбрасывая их назад. Она смотрела в море и казалась настоящей Афродитой Анадиоменой, только что вышедшей из волн морских.
Однако в 1860 году купаться обнажённым стало запрещено законом. Примерно в то же время, в середине XIX века, стали появляться первые мужские купальные костюмы. Они представляли собой закрывавшие большую часть тела трико или комбинацию из майки и шорт. Зачастую, ввиду влияния морского стиля, они были полосатыми, также были модели чёрного цвета. Рукава купальников были короткими, штанины доходили до колен. Плотно облегавшие тело купальники хорошо подходили подтянутым мужчинам. Также, начиная с 1860-х годов, существовали и плавки (англ. bathing/swimming trunks/drawers, calecons) в виде шорт, завязывавшиеся на талии, и надевавшиеся непосредственно для плавания, появляться в них на пляже было неприличным, в отличие от, например, пресных водоёмов или мужских купален. Так, тот же Килверт, в своей дневниковой записи за 12 июня 1873 года, вспоминает, что будучи в городе Шанклин на юге острова Уайт, он, был вынужден принять «отвратительный обычай купаться в подштанниках» (англ. detestable custom of bathing in drawers) был вынужден всё-таки одеть плавки. Однако бурные морские волны порвали плавки и стянули их до лодыжек. Выброшенный волнами поближе к берегу, Килверт снял плавки (названные «мерзкой тряпкой» (англ. wretched and dangerous rag)) и вышел на берег уже голым. В той же записи Килверт пишет: «Если женщинам не хочется видеть обнаженного мужчину в море, так пусть они и не смотрят» (англ. If ladies don't like to see men naked why don't they keep away from the sight?). В другой записи, за 24 июля того же года, Килверт описывает, что будучи в городе Ситон (графство Девон) попал в неловкую ситуацию: когда он был в купальном фургоне, мальчик-служка поднёс ему полотенце и плавки в красно-белую полоску (англ. very short red and white striped drawers), которые он, по невежеству, не одел, и вошёл в воду голым. Уже выходя на берег, Килверт заметил, что небольшая группа из нескольких мальчишек с глумливым интересом стала рассматривать его, «невоспитанного голого дядьку» (англ. rude naked man), однако проходившие мимо него две молодые леди, «казалось, не имели никаких возражений» (англ. seemed to have no objection). Вообще Килверт, к своему собственному удовольствию, и к ужасу публики, купался в море дважды в день, отказываясь надевать купальник. Писатель и карикатурист Жорж дю Морье, француз по национальности, работавший в сатирическом журнале «Punch», зафиксировал так и закрытый купальник-трико (приведённая выше карикатура «Study at a Quiet French Watering Place» 1877 года, изображающего отдыхающего во Франции англичанина, к которому обращаются прохожие: «О да, мсье, вы тут, бесспорно, самый красивый. Но хватит уже изучать местность, ныряйте!» (англ. Now, then, mossoo, your form is of the manliest beauty, and you are altogether a most attractive object; but you've stood there long enough. So jump in and have done with it!)), так и плавки (карикатура «Awkward» 1870 года, изображающего престарелого джентльмена-толстяка, случайно заплывшего к женщине у купального фургона). Подобный вид мужской купальный костюм сохранял очень долго.

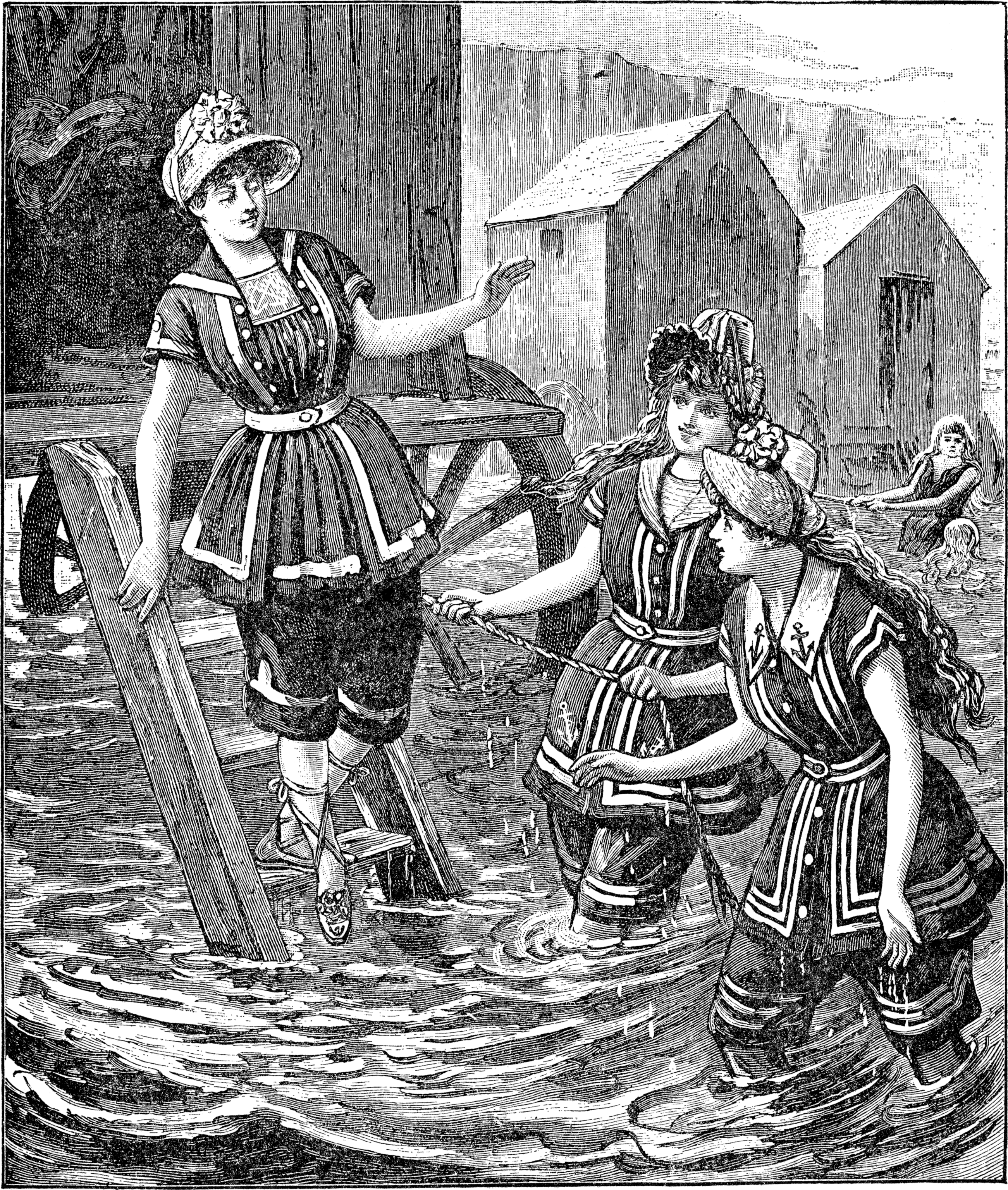
Купальные костюмы, 1887 г.

Женские купальники существовали и раньше, хотя также закрывали большую часть тела. В начале викторианской эпохи они представляли собой фланелевое (или из другой подобной ткани) платье, неудобное для собственно плавания. Однако при намокании подобное платье не становилось прозрачным. Поскольку эти платья носили чисто утилитарную функцию, никаких украшений на них не было, а красились они в белый, а затем — тёмно-синий цвет. Чтобы подол платья не всплывал, к нему могли привешивать грузики, однако это приводило к тому, что купальщицы повышался шанс утонуть. Схожий купальный костюм, уже запечатлённый во Франции, описан в анонимном очерке «Париж, Лондон и Лиссабон», опубликованном в 19 номере журнала «Московский наблюдатель» в 1837 году (а также в также анонимном очерке «Париж в 1836 г.»): «принятый парижанками купальный костюм очень благопристоен и морален; он состоит в длинной блузе, достающей от шеи до пят; а на голову надевают непромокаемый тафтяный чепец, которым прихватываются волосы». К 1860-м годам женский купальник стал представлять собой платье длиной до колен (иногда со съёмной юбкой) и длинные панталоны-шаровары до щиколоток (впоследствии они укоротились и стали доходить до колен), изготовлявшиеся из одной ткани. Тогда же женские купальники впервые стали продаваться в магазинах. Купальник обязательно скрывал тело ниже колен, но руки могли оставляться обнажёнными. Для подчёркивания талии, и для того, чтобы ткань не мешалась в воде, купальник подпоясывался. Помимо фланели стала использоваться шерстяная саржа, ввиду более плотного переплетения обладающая более лучшими водоотталкивающими свойствами. Поскольку женские купальники 1860-х годов обладали более свободным покроем, чем в предыдущие годы, для многих женщин, носивших корсет, и из-за этого испытавшего неудобства, были разработаны специальные купальные корсеты (впервые сообщение о корсете для купание было опубликовано в 1868 году в журнале «The Englishwoman’s Domestic Magazine»). Порой для удобства в корсетах могла присутствовать прокладка, однако в намоченном состоянии она только утяжеляла и без того отнюдь не лёгкий купальный костюм. Грузики продолжали подвешиваться к подолам платьев. Ввиду того, что загар считался недостойным леди, женщины могли надевать шляпы. Также на голове могли носить чепчики, чтобы не намочить волосы и сохранить причёску. Ноги обязательно были прикрыты чулками и специальными туфлями наподобие современных коралок, чтобы во-первых, защищать ступни, а во-вторых, поскольку ходить по пляжу босиком считалось недостойным для леди.
Британский журнал «Всякая всячина, или справочник леди» (англ. What-not or Ladies' Handy Book) в 1861 году писал:

Основным недостатком в плавании леди является купальный костюм, используемый в этой стране. Наиболее удобен и в то же время наиболее приятен для леди костюм, состоящий из платья и панталон одновременно, сделанный из саржи и имеющий пояс, подчеркивающий талию.Оригинальный текст (англ.)The chief drawback to ladies swimming, is the bathing dress used in this country. The most commodious and at the same time, the most pleasant to the wearer, is a garment, consisting of a dress and drawers in one, made of grey serge, and having a band to confine the waist.
В другом модном женском журнале, уже за 1863 года, содержится следующее описание цветовой гаммы купального костюма: он изготовлен из фланели красного или чёрного цвета и с синим или красным галуном, при этом, подчёркивается, белый цвет следует избегать по очевидным (почему — не уточняется) причинам.
В целом, женщины, нося купальник, больше обращали внимания не на удобство ношения и плавания в нём, а на внешний вид.
К 1880-м годам появляются модели женских купальников без рукавов. В 1886 году в одном из британских журналов содержится упоминание (и рекомендация к ношению) революционного на тот момент цельного трикотажного купальника со съёмной короткой юбочкой. Журнал, однако, предупреждал, что следует проявлять осторожность, дабы в мокром состоянии купальник не подчёркивал фигуру. В 1888-м году журнал «Outing» писал, что мужчины плавают лучше женщин не в последнюю очередь из-за того, что во время плавания носят меньше одежды. Кроме того, утверждается, что женские купальники более громоздкие, и будучи в мокром виде, в них гораздо сложнее плавать. Аналогичные мысли прозвучали в статье, опубликованной в этом же журнале восемь лет спустя:

Наши женщины проходят через множество трудностей, прежде чем они будут готовы к окунанию в воду, и через ещё большее их количество, прежде чем они после купания станут более презентабельными. Этих фактов вполне достаточно для того, чтобы многие из них прятались от воды, а кроме того, у них есть костюмы, эффективно препятствующие популяризации плавания.Оригинальный текст (англ.)Our women must go through considerable trouble before they are ready for a dip, and to yet more trouble before they are again presentable after the bath. These facts are quite sufficient to keep many from the water, and in addition they have costumes to wear which effectively prevent the popularizing of the best possible swimming.
Также существовали купальные костюмы и для детей, однако дети, если только не из богатых семей, могли находиться на общественных пляжах в ношеной одежде или вовсе голышом. На ранних фотографиях каналов и доков часто можно заметить мальчиков, купающихся голшом.
С появлением купальников для представителей обоего пола пляжи, бывшие прежде раздельными по половому признаку (помимо деления пляжа на мужскую и женскую половину, разделение осуществлялось с помощью купальных фургонов только для одного пола), постепенно стали смешанными (по другой версии, именно появление смешанных пляжей в 1850-х годах и подтолкнули к появлению купальных костюмов). Окончательно они закрепились к 1900-м годам, уже в эдвардианскую эпоху. Однако на континенте смешанные пляжи существовали и раньше, чем не преминовали пользоваться английские туристы, отдыхая, например, на пляжах Франции. На смешанных пляжах, как и в Англии, так и на континенте, вместо плавок мужчины были должны носить купальники, а вот на мужских половинах раздельных пляжей плавки вполне допускались.
В течение конца викторианской эпохи, а затем и в эдвардианскую эпоху, не в последнюю очередь из-за развития спорта, в том числе и водного, купальники всё укорачивались и укорачивались, соответственно, стало тратиться меньше ткани. Появились модели без рукавов, на лямках. В 1890-х годах у женщин появилась возможность не носить корсеты, не боясь, что без них фигура будет слишком свободной. К 1890-м годам панталоны женских купальников доходили до колен, а платье превратилось в блузу, юбка была съёмной. Чулки продолжали носить, туфли изготовлялись из холста, подошва была из пробки. Из тканей использовались шерстяные фланель и трикотаж, лён, хлопок, мохер; ткани могли комбинироваться. Как и прежде, цветовая гамма была синей или чёрной, на фасоны купальных костюмов оказывалось сильное влияние морского стиля, а нормально плавать в них всё ещё было неудобно.
Стоит отметить, что купальные костюмы надевались для плавания, для других занятий на пляже носили обычную одежду.